# Liga de Primera
La Liga de Primera, conocida también como la Primera División de Chile o Campeonato Nacional, es la principal categoría del fútbol profesional en Chile. Es organizado por la Asociación Nacional de Fútbol Profesional de Chile, perteneciente a la Federación de Fútbol de Chile.
Fue fundada el 31 de mayo de 1933 por clubes disidentes de la Asociación de Football de Santiago, que organizaba el fútbol de forma aficionada en la ciudad de Santiago desde 1903, siendo el tercer torneo profesional más antiguo de América Latina. Desde su fundación se han disputado un total de 108 títulos en 93 temporadas oficiales de campeonato.
A lo largo de su historia, el campeonato de la Primera División de Chile ha tenido diferentes formatos, estructuras y cantidad de participantes. La temporada 2025 es disputada a través de un solo torneo a lo largo de su año calendario. Participan en dicha competencia un total de 16 equipos y la cual funciona con un sistema de ascensos y descensos con la categoría inmediatamente inferior, la Primera B de Chile (categoría con la cual comparte en la disputa de la Copa Chile). El campeón del año 2024 es Colo-Colo que consiguió el 34 título en su historia.
Un total de 54 clubes han disputado al menos una temporada de Primera División, y 16 han obtenido el título por lo menos una vez. Su primer campeón fue Magallanes. Colo-Colo ha sido el único en participar en todas las temporadas disputadas, así como el con más títulos obtenidos con 34, seguido por Universidad de Chile con 18, Universidad Católica con 16 y Cobreloa con 8, siendo este último el cuadro de fuera de la capital con más títulos. Por otro lado, los cuatro clubes más ganadores son considerados como los «clubes clásicos del fútbol chileno» por la FIFA.
Ha sido considerada por la Federación Internacional de Historia y Estadística de Fútbol (IFFHS) como una de las ligas más fuertes del mundo en 1992, 1994 y 1999, cuando obtuvo el mejor puesto de su historia: 9.º, así como el 10.º en 2011 y 2012. En tanto que fue ubicada durante el año 2024 como la liga número 37 del mundo lo que la convierte en el octavo torneo de fútbol de Sudamérica.

## Historia

### Fundación y primeros años
La llegada de la década de 1930 trajo consigo el profesionalismo encubierto, llamado también «profesionalismo marrón», al fútbol chileno. Diversos equipos pagaban sueldos a sus jugadores, y aunque la práctica no era legal, el fenómeno se dio a nivel internacional. Esta práctica encubierta se acrecentó debido a diversas giras de clubes por países en donde ya existía el profesionalismo, sumado esto a la presencia en Chile de jugadores extranjeros profesionales. En resumen, el profesionalismo encubierto obligaba a los clubes a pagar, pero el jugador no tenía obligación alguna de responder, lo que llevó a que en 1932 la situación financiera de algunos clubes fuera casi insostenible, sumado a la crisis económica de la Gran Depresión.
El 27 de mayo de 1933, debido a los gastos elevados para la mantención de los equipos, los ocho clubes de la División de Honor de la Asociación de Football de Santiago (AFS) —Audax Italiano, Badminton, Colo-Colo, Green Cross, Magallanes, Morning Star, Santiago National y Unión Deportiva Española— exigieron rebajar del 30% a un 20% el porcentaje que se cobraba por permanecer en la categoría, lo cual fue rechazado por la AFS. Ante esta situación, los mismos clubes autodenominados «profesionales» renunciaron a dicha asociación y el 31 de mayo, en la secretaría de Badminton, firmaron la creación de la Liga Profesional de Football, que fue reconocida como parte de la Federación de Football de Chile en agosto de ese año.
De inmediato, la Liga Profesional de Football dio inicio al primer Campeonato de Apertura de 1933 y en julio inauguró su primer campeonato oficial con el partido entre Audax Italiano y Morning Star, jugado en el Estadio Santa Laura y que terminó en un marcador de 3-1 en favor de los audinos. El primer torneo se disputó entre los ocho equipos fundadores, en una única rueda, y fue ganado por el poderoso Magallanes tras derrotar a Colo-Colo en partido de definición jugado en Campos de Sports de Ñuñoa, así bajando su estrella número uno con jugadores como: Guillermo Ogaz, Arturo Carmona, Quintín Vargas y Arturo Torres.
Al año siguiente, la Asociación de Football de Santiago reconoció el incipiente profesionalismo y reincorporó a los disidentes dentro de sus filas, quedando conformada por dos secciones: una profesional y una amateur. Como parte de las negociaciones que se efectuaron para lograr la reunificación, el campeonato de 1934 integró a cuatro conjuntos de la AFS: Ferroviarios, Carlos Walker, Deportivo Alemán y a Santiago Adicionalmente, se estableció que los últimos seis posicionados en el torneo serían eliminados para formar la Serie B Profesional de Chile. El campeonato fue nuevamente ganado por Magallanes, esta vez de manera invicta y con un 95,45% de rendimiento para bajar su estrella número dos, y también conquistar su primer bicampeonato.

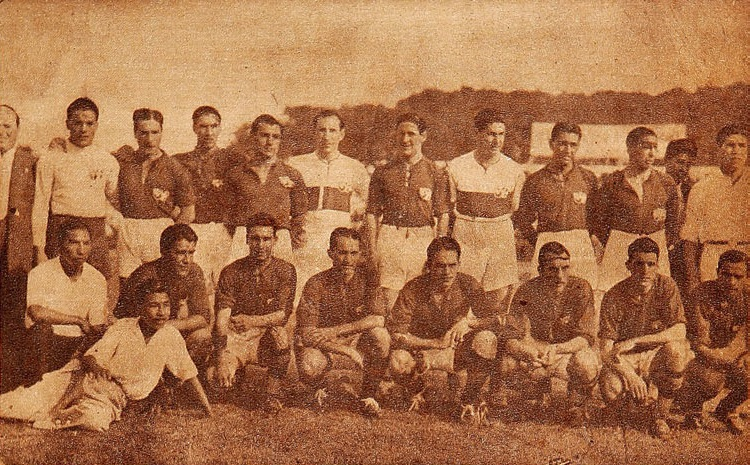
Plantel de Audax Italiano, campeón del torneo de 1936.

En 1935 Magallanes fue campeón por tercera vez consecutiva, bajando su estrella número tres, y además conquistando su primer tricampeonato. Este campeonato contó con seis equipos y fue el primero jugado en dos rondas con un sistema de todos contra todos.
En el campeonato de 1936, Audax Italiano que había estado muy cerca de alcanzar en los dos años previos la hazaña, bajo la estrella número uno de su historia con grandes jugadores en su plantel como: los goleadores Carlos Giudice y el costarricense Hernán Bolaños (goleador del campeonato con 14 goles); y los zagueros: Ascanio Cortés y Humberto Roa. En ese año, además, se produjo la fusión entre Santiago y Morning Star, formando así a Santiago Morning.

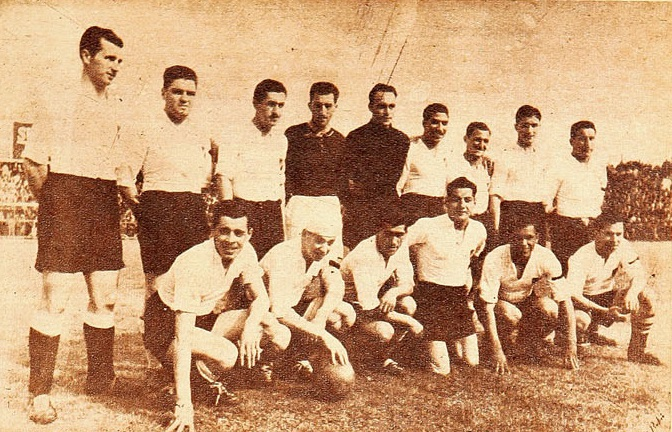
Plantel de Colo-Colo campeón del torneo de 1937.

En 1937 nació la Asociación de Football Profesional de Santiago —que en 1938 se renombraría como Asociación Central de Fútbol (ACF)— siendo la primera asociación completamente desvinculada del sector amateur. El campeonato de 1937 vio por primera vez competir a un equipo fuera de la capital, Santiago Wanderers de Valparaíso, que tuvo que jugar todos sus encuentros en Santiago y en calidad de invitado, lo que implicó que no se le acreditaran puntos en la tabla de posiciones. El torneo fue finalmente ganado por Colo-Colo, quien bajo su estrella número uno de manera invicta.
La edición de 1938 vio la primera participación de Universidad de Chile, que fue aceptado luego del informe de una comisión especial tras su participación en el Campeonato de Apertura de ese año. El título fue para Magallanes, quien bajo su estrella número cuatro después de 3 años.
En el campeonato de 1939 fueron aceptados cuatro equipos de la Serie B Profesional: Universidad Católica, Green Cross, Metropolitano y Santiago National, para poder ampliar las fechas a jugar, ya que en ese año se jugó en tres ruedas. Unión Española disputó un solo encuentro —con el nombre de Central—, en el inicio del campeonato oficial. Posteriormente, el club entró en receso por decisión de la directiva, a causa de la guerra civil española. El título lo ganó Colo-Colo, que contó con la destacada participación de su delantero Alfonso Domínguez, quien convirtió 32 goles en 24 partidos, para bajar la estrella número dos después de 2 años.

### Años 1940

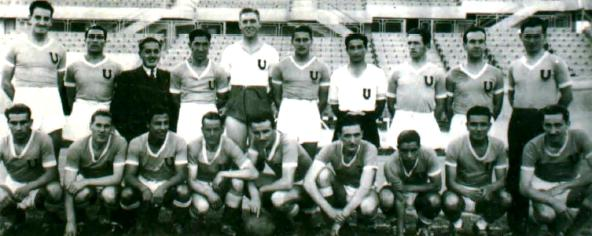
Plantel de Universidad de Chile campeón del torneo de 1940 año del primer título «azul».

En el campeonato de 1940 se volvió a las tradicionales dos ruedas y Universidad de Chile con un gran plantel en donde bajo la conducción de Luis Tirado y con jugadores como Víctor Alonso goleador del torneo con 20 anotaciones, Abanés Passalacqua y el arquero Eduardo Simián se coronó por primera vez como campeón profesional con tan solo tres años en la división de honor.

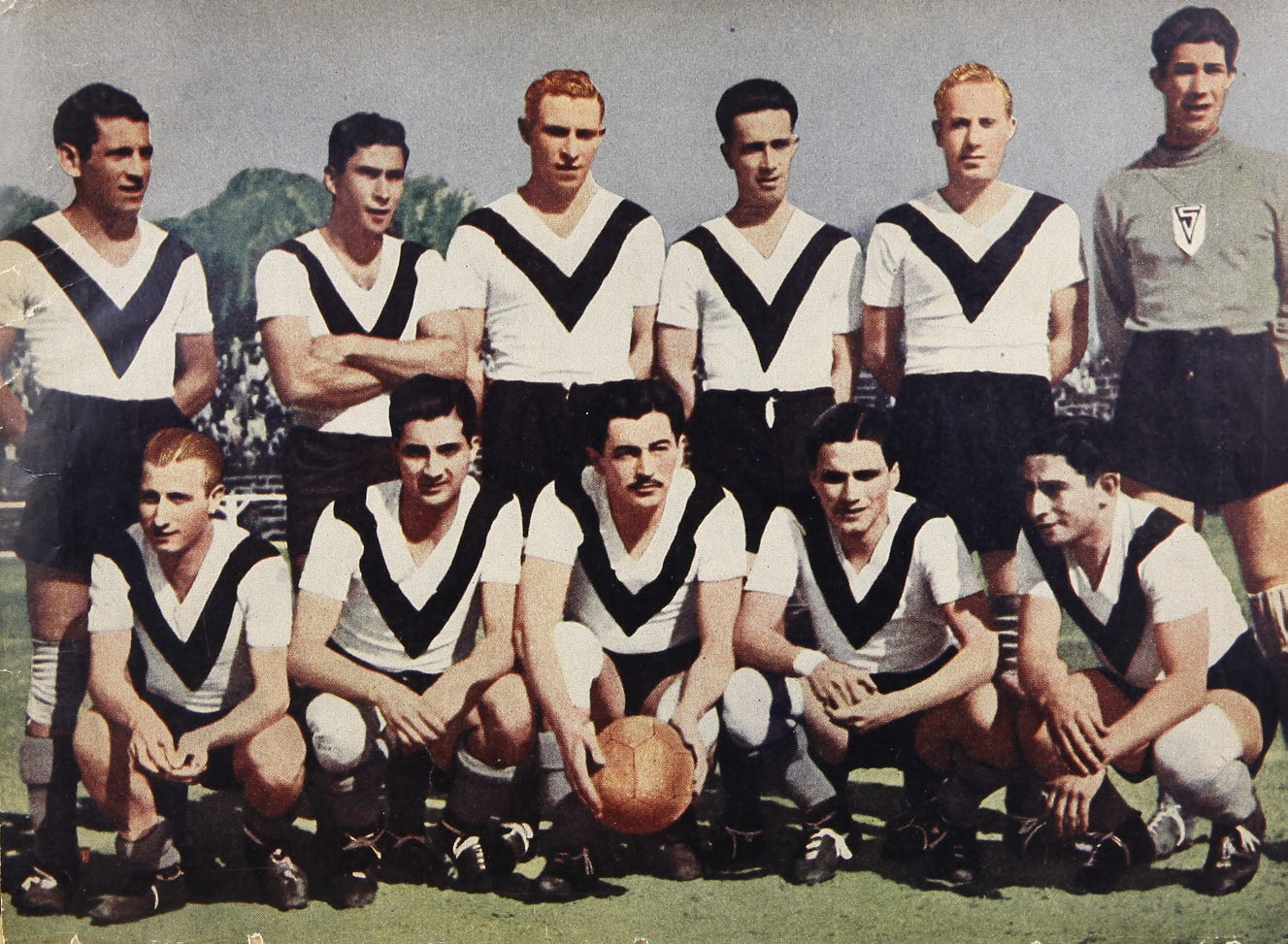
Formación de Santiago Morning en 1942, año del primer título de los «bohemios».

Al año siguiente de 1941, Colo-Colo consiguió su tercer campeonato, esta vez de forma invicta —al igual que en 1937— y de la mano de la revolución que marcó el entrenador húngaro Francisco Platko con la implementación del esquema de juego «WM» y del half policía, denominación que recibió el jugador encargado de marcar al centrodelantero rival, algo inédito para la época.

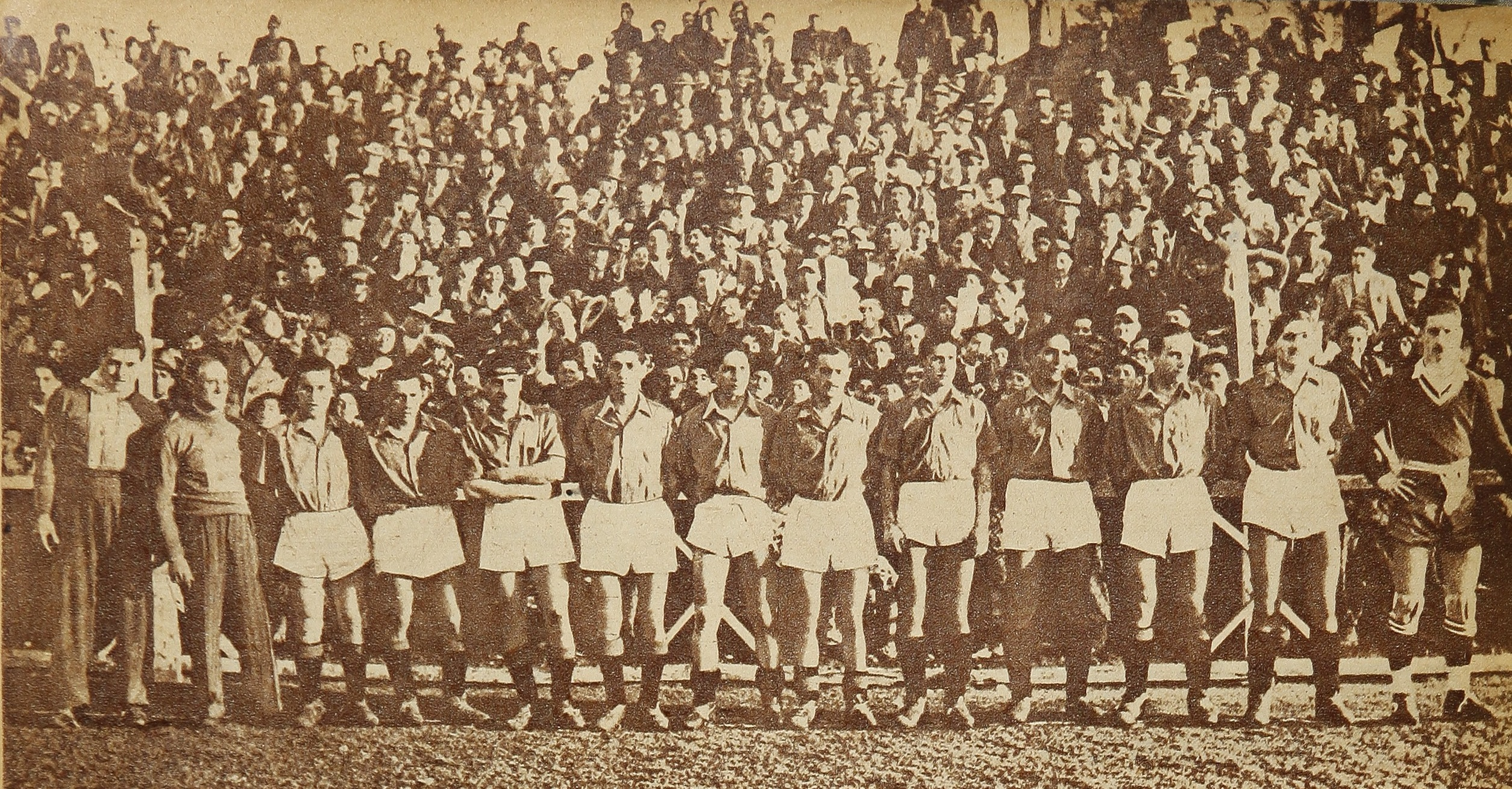
Formación de Unión Española campeón en 1943.

En los campeonatos de 1942 y de 1943 se proclamaron campeones equipos inéditos hasta ese entonces.
Luego de un reñido campeonato, que solo se resolvió en la última fecha, Santiago Morning alcanzó su primer y único título hasta el momento con algunos de los mejores jugadores de la década de 1940 como son: Salvador Nocetti, Raúl Toro, máximo ídolo del Morning, y el goleador Domingo Romo.
Al año siguiente Unión Española, da la sorpresa y contra todo pronóstico, apoyado con un plantel prácticamente formado en la cantera del club en donde sumó a los experimentados: Segundo Flores, Luis Ponce, Luis Machuca y a un nobel Atilio Cremaschi logra adjudicarse el primer campeonato de su historia.
Hasta finales de 1944 el campeonato no estaba reconocido por FIFA hasta que se le dio personalidad jurídica a fines de dicho año por lo que antes de eso era un campeonato semi profesional o incluso amateur rentado. y además hasta unos años más tarde seguía siendo un torneo Central paralelo al Porteño provinciano.

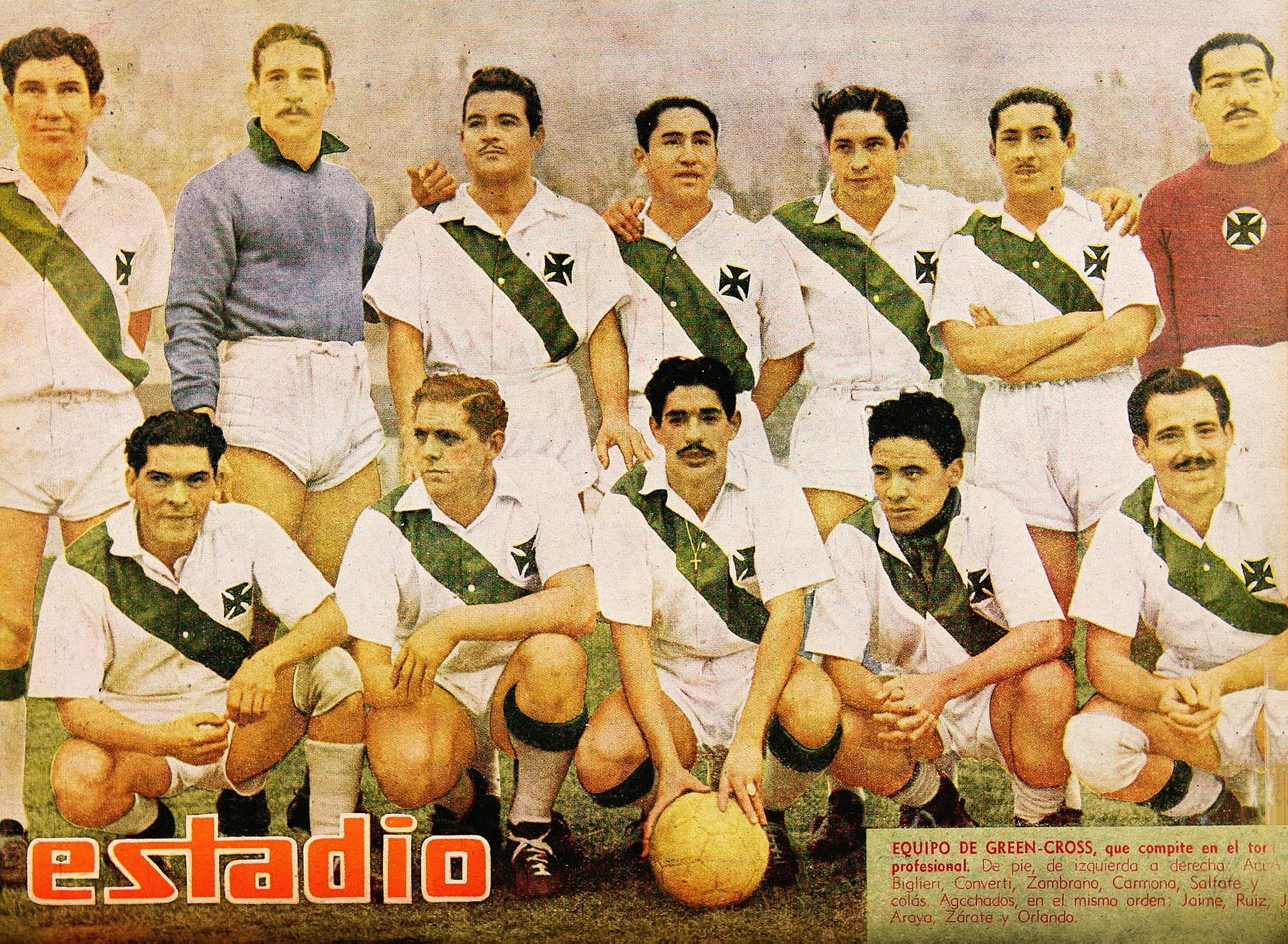
Formación de Green Cross, que logró su único título en el campeonato de 1945.

En 1944 se amplió el número de equipos. De diez pasaron a doce, con la incorporación de dos equipos de fuera de Santiago: el estreno de Everton de Viña del Mar y la vuelta a Primera División de Santiago Wanderers de Valparaíso. El campeonato de ese año fue para Colo-Colo, que derrotó en la última fecha a Audax Italiano, equipo que hasta antes de la última fecha estaba en el primer lugar de la tabla de posiciones.

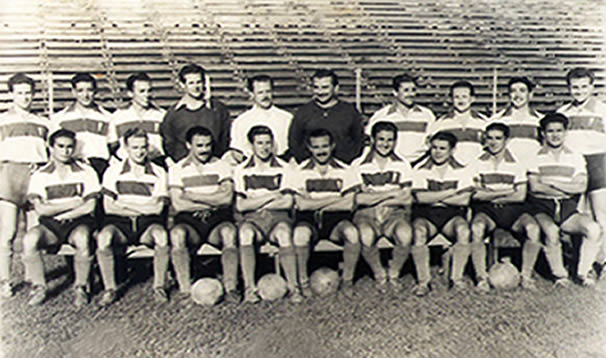
Plantel de Universidad Católica campeón del torneo de 1949 por primera vez en su historia con jugadores como: Sergio Livingstone, José Manuel Moreno y Fernando Riera.

En la edición de 1945 el histórico Green Cross fue el equipo que finalmente se coronó campeón, con una plantilla formada por jugadores desechados de otros equipos y por algunos formados en la cantera del club, la cual tuvo la regularidad necesaria en experimentados goleadores de gran rendimiento como Juan Zárate, Alejandro Araya y Luis Orlando que junto sumaron 43 dianas. Este fue el único título nacional de Green Cross en la máxima categoría, equipo que en 1965 se trasladó a Temuco originando a Green Cross-Temuco.
Para 1946 el campeonato amplió su número de participantes. De doce pasó a trece, gracias a la incorporación de Iberia —el campeón de la División de Ascenso en la edición de 1945—, y el campeonato se jugó en tres ruedas siendo uno de los más extensos. El título recayó finalmente en Audax Italiano, que volvió a ser campeón luego de largos y esquivos diez años.
Los siguientes campeones fueron Colo-Colo, que en 1947 consiguió su quinta estrella de la mano de su entrenador Enrique Sorrel y que le valió organizar el Campeonato Sudamericano de Campeones (torneo en que participaron los clubes campeones de las ligas oficiales del continente sudamericano y que la Conmebol reconoce al torneo como competición precursora de la Copa de Campeones de América, Copa Libertadores de América y actual Conmebol Libertadores).
En el torneo de 1948, los históricos jugadores itálicos como el arquero Daniel Chirinos, el defensor Carlos Varela y los artilleros Juan Zárate y Domingo Romo llevan nuevamente a Audax Italiano a la obtención de su tercer título a nivel profesional.
Cerrando la década en 1949 la Universidad Católica, que tuvo como gran figura a José Manuel Moreno, uno de los mejores extranjeros que hayan jugado en la historia del fútbol en Chile (quien llegó desde River Plate), obtiene su primer título con una gran camada de figuras como: Raimundo Infante, Andrés Prieto, Manuel Álvarez, Fernando Riera y Sergio Livingstone.

### Años 1950

Plantel de Everton, primer campeón de provincia en el campeonato de 1950.

En el campeonato de 1950 el equipo de Everton se coronó campeón por primera vez en su historia y de paso rompió la hegemonía capitalina, convirtiéndose en el primer campeón de provincia, tras derrotar en partido de definición a Unión Española con un solitario gol de su referente, el delantero René Meléndez. Además, uno de los clubes fundadores de la Primera División, Badminton, se fusionó con Ferroviarios para conformar a Ferrobádminton.

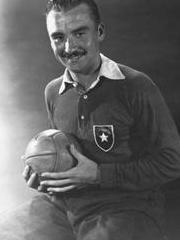
Sergio Livingstone, portero campeón con Universidad Católica en 1949, 1954, 1956 B, se convirtió en una de las primeras figuras populares del balompié nacional durante los años 1950.

En el torneo de 1951, el subcampeón de la edición anterior, Unión Española, obtuvo su segundo título bajo la dirección técnica de Isidro Lángara. En la definición del campeonato derrotó a su clásico rival, Audax Italiano, por 1-0, con gol de Mario Lorca.
En la temporada 1952 se creó la Segunda División de Chile, categoría que incorporó a equipos de provincias y que desde entonces regula las divisiones profesionales con un sistema de ascensos y descensos. En el torneo de Primera División de ese año, Everton realizó una destacada campaña y se coronó campeón por segunda vez en su historia.
En la edición de 1953, el campeonato contó con la participación de 14 equipos, luego que ascendieran por primera vez, dos equipos de la Segunda División de Chile: Palestino, que a la postre, fue el subcampeón y Rangers de Talca, primer equipo del sur de Chile, en participar en Primera División. El ganador del torneo fue Colo-Colo, que obtuvo su sexto título profesional, que contó con el jugador Jorge Robledo.
El campeonato de 1954 se jugó con dos etapas, bajo el sistema de todos contra todos más una ronda final de los ocho mejores equipos. El título del torneo fue obtenido por Universidad Católica, que contaba con grandes figuras como Sergio Livingstone, Raimundo Infante, Romualdo Moro y Miguel Ángel Montuori, todos ellos dirigidos por el inglés William Burnikell. Sin embargo, el torneo de 1955 fue agraz para Universidad Católica, ya que culminó en la última posición y descendió a la Segunda División de Chile, por primera vez en su historia, siendo hasta la actualidad, el único equipo de Primera División en Chile, que ha descendido de categoría, al año siguiente de ser campeón de la misma división. Dicho torneo vio a un solvente y experimentado Palestino, conseguir el primer título nacional de su historia, el equipo árabe era conocido como el equipo "millonario", producto de sus contrataciones como los expertos jugadores: Juan Manuel López, Osvaldo Pérez, Rodolfo Almeyda, Mario Ortiz, José "Peta" Fernández y la estrella del equipo, el argentino Roberto Coll, que juntarón una impresionante cantidad de 91 goles.
En la edición de 1956, Colo-Colo se adjudicó sin mayores complicaciones su séptimo título nacional. El equipo albo aventajó por 5 puntos a Santiago Wanderers, su más cercano perseguidor.
En el campeonato de 1957, Audax Italiano, de la mano del entrenador húngaro Ladislao Pakosdy, le ganó el título a Universidad de Chile y logró su cuarto y hasta la fecha, último título en Primera División, con jugadores netamente chilenos (luego sólo lo haría la Universidad Católica el año 1987) y es que el club mantenía un proceso de chilenización, en la cual consistía en jugar únicamente con nacionales, destacándose su histórico portero Daniel Chirinos.

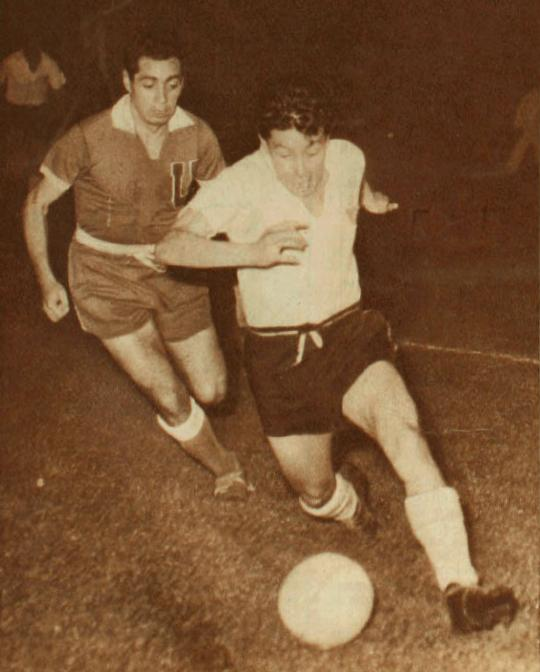
«Albos» y «Azules» definieron en un partido final el campeonato de 1959.

En 1958, el «decano» del fútbol chileno, Santiago Wanderers de la ciudad de Valparaíso, bajo la dirección técnica de José Pérez, obtuvo su tercera estrella en el profesionalismo, y su primera en el campeonato de Primera División de Chile tras ganar el torneo de ese año; los dos campeonatos previos los había logrado en la Asociación Porteña de Fútbol Profesional. En aquella campaña superó por un punto a Colo-Colo y al debutante Deportes La Serena, que fue el primer club del norte del país en ingresar a la máxima categoría profesional. Además, en la temporada 1958 se instauró la Copa Chile, torneo paralelo y complementario a la liga de Primera División.
En el torneo nacional de 1959 y después de 19 años, Universidad de Chile se coronó campeón por segunda vez en su historia, al vencer en partido de definición a Colo-Colo, dando inicio, de la mano del director técnico Luis Álamos, a una generación brillante que se conoció como el Ballet Azul, y que se conformó por jugadores como Carlos Campos, Ernesto Álvarez, Sergio Navarro, Leonel Sánchez, Braulio Musso, entre otros. Además, luego de ese partido, se agudizó la rivalidad entre estos dos equipos, lo cual derivaría posteriormente en el Clásico del fútbol chileno. Este campeonato le valió a Universidad de Chile la clasificación a la primera edición de la Copa Libertadores de América, que se disputó en 1960.

### Años 1960
En 1960, Colo-Colo obtuvo su octavo título, al superar por 6 puntos de diferencia a Santiago Wanderers y por 9 puntos, a su acérrimo archirrival, la Universidad de Chile. Ese torneo también significó, el principio de la crisis para Magallanes, al descender de categoría, por primera vez en su historia. Eso sí, el equipo carabelero sufrió el descenso, por el promedio de los últimos tres años.
En el torneo de 1961, Universidad de Chile y Universidad Católica igualaron en puntos y forzaron a dos partidos de definición en los que, tras un empate en el partido de ida, el conjunto cruzado ganó el partido de vuelta por 3-2, con tiro penal de Alberto Fouillioux a los 85 minutos, marcador que lo llevó a obtener su tercer título nacional. Ese año, Audax Italiano dio el golpe a la cátedra, en el mercado de fichajes, al incorporar al seleccionado y mundialista brasileño de Brasil 50' Zizinho, quién anotó solo 3 goles en 16 partidos y también a su compatriota Ceninho, que anotó solo 8 goles (5 más que Zizinho).
En 1962, Universidad de Chile —equipo que más jugadores proporcionó a la selección chilena, en la Copa Mundial efectuada en Chile— se tomó la revancha y ganó en el partido final del campeonato de ese año a Universidad Católica, semifinalista de la Copa Libertadores de América 1962, igualando ambos con tres títulos hasta ese momento. Así, el fútbol chileno estuvo marcado en esa década, por las fiestas y los Clásicos Universitarios.
El torneo de 1963 trajo varias anécdotas, ya que, con 18 equipos en competencia, Colo-Colo obtuvo su noveno título después de 3 años, tras superar a Universidad de Chile, por solo un punto de ventaja, siendo su delantero Luis Hernán Álvarez el máximo goleador de la Primera División de Chile, con una marca de 37 anotaciones, cuyo récord que actualmente, no ha sido superada. Además, el campeonato de ese año, posee uno de los mejores promedios de asistencia, en la historia del fútbol chileno, con una cantidad de 12.438 espectadores por partido. Ese año, Colo-Colo contaba en sus filas con el argentino Walter "Mandrake" Jiménez, quien fue figura clave, en la obtención del título albo.
Los torneos de 1964 y 1965 fueron ganados por Universidad de Chile, que, de la mano de su entrenador Luis Álamos, se adjudicó el primer bicampeonato nacional de su historia. Además, al obtener su cuarto y quinto título respectivamente, superó a Magallanes y Audax Italiano en sus palmarés. Por su parte, Green Cross llevó la primera divisional a la ciudad de Temuco, fusionándose con el
Corporación Club de Deportes Temuco, que jugaba en la segunda categoría, cambiando su nombre a Green Cross-Temuco, siendo esta la primera fusión de clubes de la capital y de región. Además, en la temporada 1964, Colo-Colo sorprendió con el fichaje del brasileño Roberto Frojuelo, quien se convirtió en el primer brasileño, en jugar en el "Cacique".

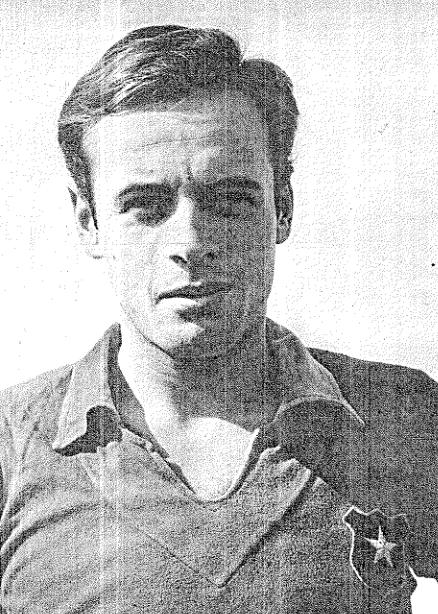
Alberto Fouillioux ídolo y referente de Universidad Católica campeón en 1961 y 1966.

En el campeonato nacional de 1966, Universidad Católica y Colo-Colo rompen la racha de Universidad de Chile, imponiéndose el primero como campeón por cuarta vez en su historia. Por otro lado, la medianía de la década reflejó el ocaso y la crisis de algunas históricas instituciones deportivas que fundaron y animaron la Primera División de Chile en sus primeros años. Así, por ejemplo, Ferrobádminton —sucesor de Badminton— descendió definitivamente a Segunda División, sumado a los descensos y a las negativas campañas de Magallanes y Santiago Morning. Además, Audax Italiano sorprendió al fichar al brasileño Nemem, quien anotó 2 goles en esa temporada, aunque en los siguientes años, mejoró su cantidad de goles en un año.

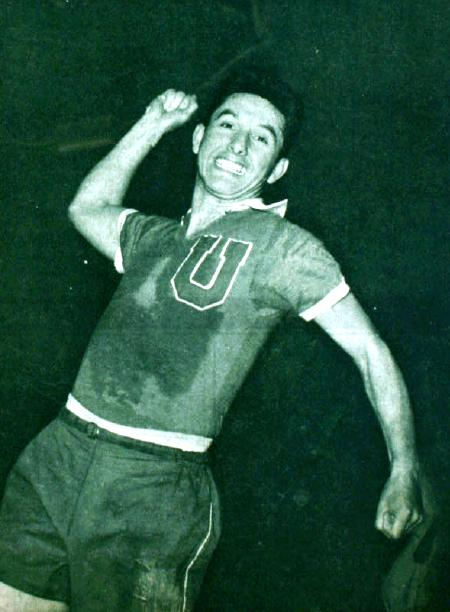
Leonel Sánchez referente e ídolo de la Universidad de Chile, fue uno de los más destacados jugadores en los años 1960, campeón en siete oportunidades.

Para 1967, Universidad de Chile se recuperó de la discreta campaña del año anterior y se coronó por sexta vez campeón, al superar por una diferencia de 12 puntos a la Universidad Católica, su más cercano perseguidor y por 15 puntos, sobre su acérrimo archirrival Colo-Colo, que terminó tercero en ese campeonato. También se destacaron las buenas campañas de Unión Española y Magallanes, quienes terminaron empatados en el cuarto lugar con 38 puntos, a 18 puntos de los azules.

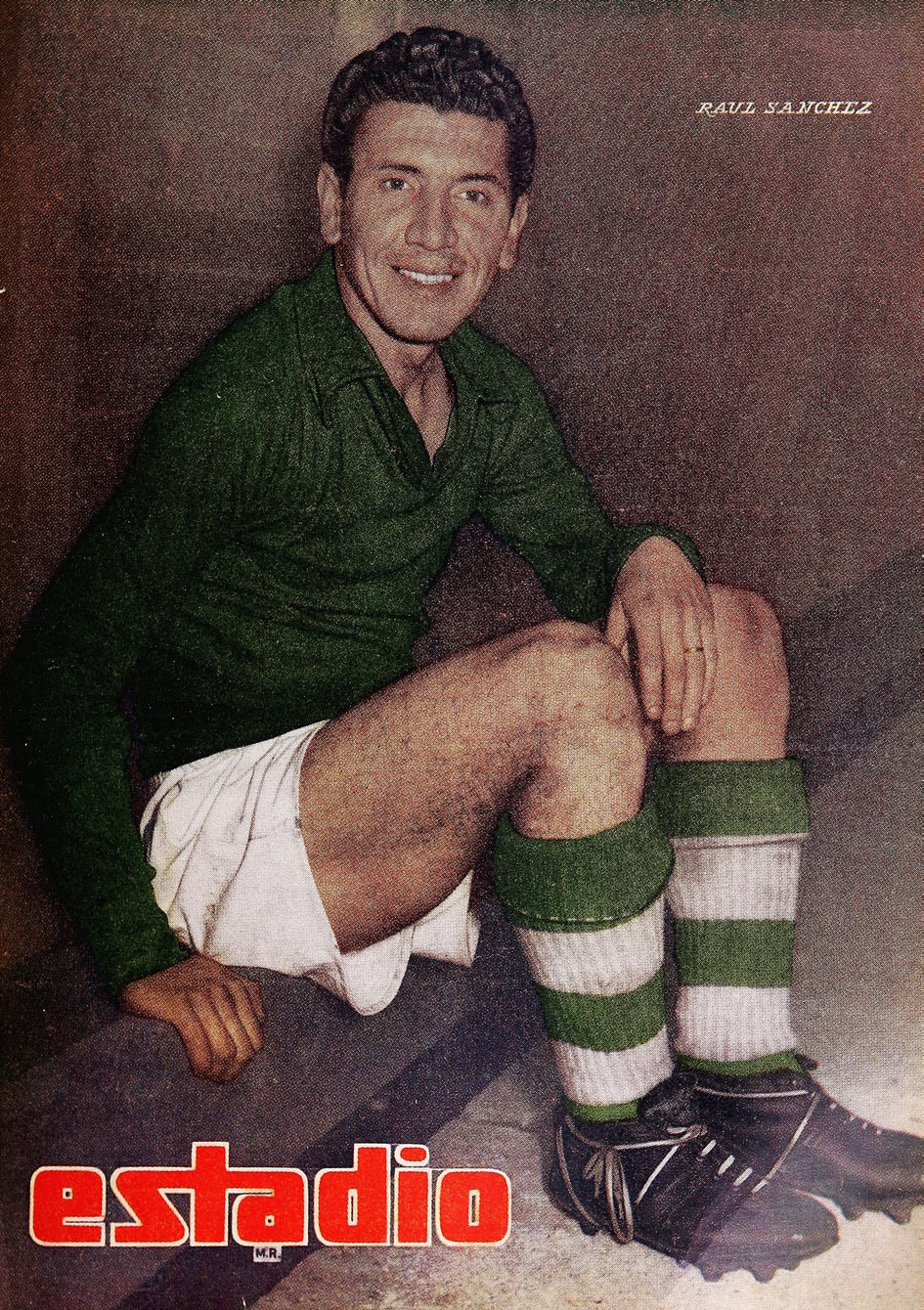
Raúl Sánchez histórico defensa "caturro" que lograría la Primera División de Chile 1958 y la Copa Chile 1959.

En 1968, inspirándose en el formato de torneo de la Primera División de Argentina de esos años, el torneo nacional tuvo la novedad de dividirse en un Torneo Metropolitano y en un Torneo Provincial, cuyos primeros posicionados disputaban una liguilla por el título, mientras que los restantes jugaban una liguilla de promoción, ambas a nivel nacional. La edición de ese año, después de 10 años de su primer título, vio a Santiago Wanderers coronarse campeón, tras vencer al Audax Italiano en la última fecha y superando a la Universidad Católica y a la Universidad de Chile, por solo una unidad. El equipo porteño fue apodado por la prensa como Los Panzers, debido a las características físicas de sus jugadores, quienes realizaron también una notable campaña en la Copa Libertadores 1969, siendo el primer club de provincia y del norte del país en participar en una competición futbolística a nivel internacional. En el plantel campeón de 1968, destacaron jugadores como Reinaldo Hoffmann, Manuel Canelo, Vicente Cantatore, el uruguayo Alberto Ferrero, el argentino Elvio Porcel de Peralta y teniendo como goleador, al también argentino Mario Griguol con 15 goles. Eso sí, el delantero paraguayo de Unión Española Eladio Zárate, terminó siendo el goleador del torneo con 32 goles.
Siguiendo el mismo formato del torneo anterior, Universidad de Chile logró su séptimo título en la edición de 1969, cerrando una de las etapas, más brillantes como institución y dando paso, a una prolongada sequía de títulos y una crisis administrativa. En tanto, Rangers de Talca obtuvo el subcampeonato, en una positiva campaña y fue el primer club del sur de Chile, en clasificar a una Copa Libertadores de América. Por otro lado, Antofagasta Portuario extendió las fronteras del fútbol profesional de Primera División al Norte Grande de Chile, al ser el primer equipo de esa zona, en participar en la máxima categoría. En ese año, Universidad Católica sorprendió al fichar al brasileño Delém, quien anotó 11 goles en ese campeonato, teniendo un exitoso paso por el club cruzado, aunque solo estuvo en esa temporada.

### Años 1970
La llegada de la década de 1970 vio como Colo-Colo, en el campeonato nacional, obtuvo su décima estrella tras siete años, al vencer en una cerrada final a Unión Española, contando con grandes figuras como Francisco Valdés, Carlos Caszely, Leonel Sánchez (que llegó como refuerzo de Colo-Colo en ese año), Humberto Cruz, Juan Carlos Gangas, Víctor Zelada, el uruguayo José María Piriz y el brasileño Elson Beyruth.
En 1971, el torneo volvió al sistema de todos contra todos, resultando campeón el cuadro de Unión San Felipe, adiestrado por Luis Santibáñez, que, luego de imponerse a Universidad de Chile en el tramo final, levantó su primer y, hasta la fecha, único título, ostentando hasta la actualidad, el récord de ser la única escuadra, en ganar consecutivamente los torneos de Segunda División y Primera División, respectivamente.
El torneo nacional de 1972, con una cantidad superior a los 3 000 000 de asistentes en total, es el torneo con mayor convocatoria en la historia del fútbol chileno. En este, Colo-Colo obtuvo su undécimo título, tras relegar a Unión Española en la segunda posición, por tres puntos en la tabla general, utilizando casi el mismo plantel que fue campeón en 1970, pero con la figura técnica de Luis Álamos, quien se transformó en el director técnico con más títulos de Primera División, hasta la actualidad. Ese año, también estuvo marcado por el descenso de Everton, al terminar último en ese torneo y el regreso de Palestino, que logró el título de la Segunda División, regresando directamente a la máxima categoría, luego de 2 años de ausencia.
Sin embargo, en el campeonato de 1973, Unión Española, con Luis Santibáñez como su entrenador, se tomó revancha de Colo-Colo y obtuvo el tercer título de su historia, tras 22 años, destacando el goleador Guillermo Yávar. El equipo hispano, también contaba con jugadores como Hugo Berly, Antonio Arias, Leopoldo Vallejos, Rogelio Farías, Juan Machuca, Juan Olivares, Francisco Las Heras, Fernando Carvallo, David Henry y los mundialistas de Chile 62' Jorge Toro y Honorino Landa. Por otro lado, en el ámbito internacional, Colo-Colo (que contaba con jugadores como Adolfo Nef, Mario Galindo, Leonel Herrera, Guillermo Páez, el brasileño Elson Beyruth, Sergio Messen, Sergio Ahumada, Leonardo Veliz, Francisco "Chamaco" Valdés y Carlos Caszely y todavía dirigido por Luis Álamos) llegó a la final de la Copa Libertadores de ese año, pero la perdió ante el cuadro argentino Independiente, en un tercer partido disputado en Montevideo, cuya final estuvo marcado por las decisiones arbitrales, que perjudicaron al equipo colocolino. Pese a eso, el delantero albo Carlos Caszely, se convirtió en el máximo goleador de aquella edición. Ese año también estuvo marcado, por el descenso de Universidad Católica a la Segunda División, el segundo en su historia, al finalizar último en el torneo nacional.
La versión de 1974 tuvo como campeón, al cuadro de Huachipato de Talcahuano, que se adjudicó el título, por primera vez en su historia, tras una reñida disputa con Palestino. El gestor de la campaña, fue el reconocido entrenador nacional Pedro Morales. El cuadro "acerero", se convirtió en el primer equipo del sur de Chile, en lograr tal hazaña. El equipo de la usina, contaba con jugadores como Miguel Ángel Neira, Eddio Inostroza y los uruguayos Hugo Rivero y Carlos Sintas, quienes fueron figuras claves, en la obtención del título. Por su parte, Colo-Colo sorprendió en el mercado de fichajes, al incorporar a los seleccionados chilenos Miguel Ángel Gamboa, Juan Carlos Orellana y Julio Crisosto (estos 2 últimos, para reemplazar a Carlos Caszely, quien había partido al fútbol español).
En 1975, la Unión Española alcanzó su cuarto título, tras disputar palmo a palmo con Deportes Concepción, en el último tramo del campeonato nacional. Además, el equipo hispano (que era dirigida por Luis Santibáñez) emuló a Colo-Colo en el ámbito internacional, tras llegar a la final de la edición de ese año de la Copa Libertadores, perdiéndola ante el mismo rival argentino de los albos, Independiente, en un tercer partido disputado en Asunción. Jugadores destacados de esa campaña fueron Sergio Ahumada, Hugo Berly, Eddio Inostroza, Leonardo Veliz, Leopoldo Vallejos y Jorge Américo Spedaletti, entre otros. Los «Rojos de Santa Laura» dominaron la década de los años 1970, ganando 3 títulos y llegando a la final de la Copa Libertadores 1975.
En el torneo de 1976, Unión Española y Everton, como empataron en puntaje en la tabla general, reeditaron la final de 1950 y tras un 0-0 en el partido de ida, en la vuelta el cuadro viñamarino, se impuso por 3-1 a los hispanos, en el Estadio Nacional y, después de 24 años, se coronó por tercera vez en su historia, como campeón del fútbol chileno. Además, la Asociación Central de Fútbol (ACF), instauró el sistema de Liguilla de Promoción, con la Segunda División. Ese año también estuvo marcado, por el regreso de la Universidad Católica a la máxima categoría, luego de 2 años de estadía en la Segunda División.

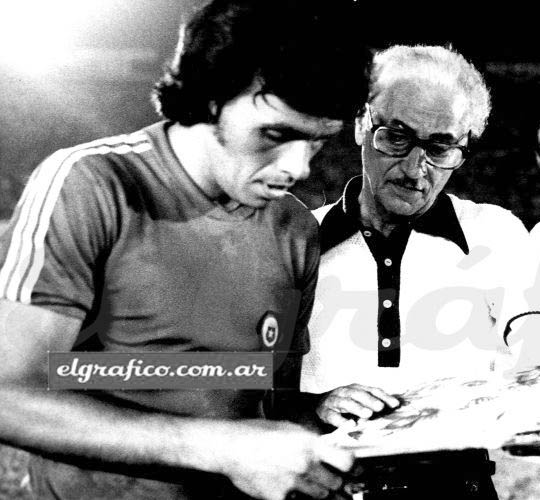
Elías Figueroa campeón con Palestino en 1978.

Al año siguiente, Unión Española obtuvo su quinto título en la historia y el tercero en cinco años, al ganar el campeonato de 1977 y que, tras la salida de Luis Santibáñez, le significó el fin de su «época dorada» y la entrada, a una profunda crisis institucional y deportiva. Ese año, también estuvo marcado por el breve paso del húngaro nacionalizado español e ídolo del Real Madrid Ferenc Puskás, como entrenador de Colo-Colo y aunque estuvo en solo 20 fechas del torneo, fue uno de los principales artifices, de clasificar al equipo albo a la Liguilla de la Copa Libertadores.
En 1978, Palestino, después de 23 años de espera, se adjudicó su segunda estrella, al coronarse campeón de la mano de grandes figuras del balompié nacional como Elías Figueroa y Óscar Fabbiani. Además, el club marcó un récord consistente, en una racha invicta de 44 partidos, desde julio de 1977, hasta el 12 de septiembre de 1978, siendo hasta ahora el más prolongado, en la historia del fútbol chileno. Por otro lado, la temporada, se vio vislumbrada por un nuevo participante en Primera División, Cobreloa de Calama, que ostentó el subcampeonato del torneo nacional de ese año, modificando con su aparición, el escenario futbolístico de los años venideros.
En 1979, Colo-Colo con Carlos Caszely como goleador del campeonato, volvió a la palestra tras conseguir, después de siete años, el título de campeón por duodécima vez, en su historia profesional. Cobreloa luchó también por el título, pero terminó obteniendo un segundo subcampeonato consecutivo. Los albos que eran dirigidos por Pedro Morales, se reforzaron ese año, con el delantero brasileño Severino Vasconcelos, quien no solo formó una dupla de ataque de temer con Caszely; sino que también, se convertiría en un ídolo colocolino, por sus goles y amagues en el arco rival, algo que también lo hacía el argentino Ramón Héctor "Mané" Ponce. Por su parte, Palestino realizó una buena presentación, en el marco de la Copa Libertadores 1979, al llegar a las semifinales del certamen.

### Años 1980
Con tan solo tres años de vida, Cobreloa, tras superar a la Universidad de Chile, en una cerrada definición y contando con jugadores como Óscar Wirth, Enzo Escobar, Héctor Puebla y Víctor Merello, dirigidos por Vicente Cantatore, se coronó campeón del torneo nacional de 1980, siendo este el primero de su historia y el primero para una institución del Norte Grande de Chile, en la Primera División. Pese a no obtener el título, Universidad de Chile consiguió el derecho de acompañar a los loínos, en la Copa Libertadores 1981, tras derrotar a su archirrival Colo-Colo, en un dramático partido, que se jugó en enero de 1981. O'Higgins de Rancagua, en cambio, realizó una positiva actuación en la Copa Libertadores de ese año, llegando a semifinales, siendo el primer equipo de provincia en lograrlo. Además, el campeonato nacional de 1980, fue el último torneo para Deportes Aviación, equipo representativo de la Fuerza Aérea de Chile, que descendió a Segunda División.
En el torneo de 1981 y con la participación de 16 equipos, Colo-Colo (de la mano de su goleador Carlos Caszely) recobró su habitual protagonismo y se proclamó campeón por decimotercera ocasión, relegando a Cobreloa a la segunda posición, al igual que en la Copa Libertadores 1981, en cuya final el cuadro loíno, perdió contra Flamengo de Brasil. No obstante, en 1982, con jugadores como Washington Olivera, Jorge Luis Siviero y Eduardo Fournier, Cobreloa, en una sólida campaña, se repuso del título perdido en 1981 y a costa de Colo-Colo, se consagró campeón del torneo nacional 1982, por segunda vez en su historia. En la Copa Libertadores de ese año, llegó por segunda vez consecutiva a la final, pero perdió el título en los últimos minutos, frente a Peñarol de Uruguay, con gol de Fernando Morena (quien en el segundo semestre del año 1999, llegó a Chile para dirigir a Colo-Colo).
El campeonato nacional de 1983 se jugó con 22 equipos, bajo el sistema de todos contra todos, contabilizando un total de 42 fechas, siendo el torneo más largo, de todos los jugados hasta el momento, ya que se extendió desde julio de 1983, hasta abril de 1984. Durante esas temporadas, varios equipos regionales, hicieron su debut en la máxima categoría, como fue el caso de Fernández Vial o Trasandino, sumando a otros cuadros como Deportes Iquique en 1980 y Regional Atacama y Deportes Arica en 1982, siendo este último el que terminó por extender el fútbol profesional, en la frontera más septentrional de Chile (en este caso, a la actual Región de Arica y Parinacota). El campeón de ese año fue Colo-Colo (que todavía era dirigida por Pedro García), que consiguió su decimocuarta estrella, por solamente un punto más que Cobreloa. La gran sorpresa de ese año, la protagonizó el equipo de Magallanes, que ganó la Liguilla de Copa Libertadores de ese año, derrotando a los todopoderosos Universidad de Chile, Universidad Católica y Cobreloa. Eso sí, el equipo carabelero tuvo que acompañar a Colo-Colo, en la Copa Libertadores de América 1985.
Para 1984, la cantidad de equipos se aumentó a 26 y como resultaba difícil instaurar el sistema de todos contra todos, la Asociación Central de Fútbol (ACF) dividió el torneo nacional, en dos etapas: primero una zonal y finalmente una liguilla por el título, que fue alcanzado por Universidad Católica y que quebró impensadamente la supremacía de Colo-Colo y Cobreloa, en los últimos años, además de terminar con una sequía de 18 años, sin ser campeón en la División de Honor. El gestor principal del quinto campeonato cruzado, fue el entrenador Ignacio Prieto, que conformó una nueva camada de jugadores, destacándose principalmente Marco Antonio Cornez, René Valenzuela, Miguel Ángel Neira, Juvenal Olmos, Mario Lepe, Patricio Mardones, Osvaldo Hurtado y Jorge Aravena. La revelación del torneo fue Cobresal, del campamento minero El Salvador. Eso sí, el equipo cobresalino logró acompañar a los cruzados, en la Copa Libertadores de América 1986.
En la edición de 1985, la Asociación Central de Fútbol (ACF) volvió al sistema de todos contra todos, al disminuir la cantidad de equipos a 20 participantes. Cobreloa se proclamó campeón por tercera vez en su historia, luego de sacar 2 puntos de distancia a Everton, por 3 sobre Colo-Colo, por 4 sobre Unión Española y por 6 sobre Cobresal, que fueron sus más cercanos perseguidores.
En el campeonato de 1986, Colo-Colo se adjudicó su decimoquinto título, al ganar en encuentro de definición a Palestino. Los albos que eran dirigidos por Arturo Salah, contaba con jugadores fundamentales como Roberto "Cóndor" Rojas, Fernando Astengo, Hugo González, Lizardo Garrido, Luis Hormazábal, Raúl Ormeño, Jaime Pizarro, Jaime Vera, Juan Gutiérrez, Hugo Rubio y el mediocampista uruguayo Hebert Revetria. Fue, en ese momento (hasta su reciente regreso en 2023), la última temporada de Magallanes, en la Primera División.
En el año 1987, Universidad Católica con una gran campaña, en el torneo de ese año y una amplia distancia sobre Colo-Colo, se consagró campeón, por sexta vez en su historia. Desde el título obtenido en 1984, se reiteraron nombres como Marco Cornez, Mario Lepe, Patricio Mardones, Juvenal Olmos, Miguel Ángel Neira y Osvaldo Hurtado. Los albos logró como premio de consuelo, ganar la Liguilla de la Copa Libertadores, lo que le permitió al cuadro colocolino, acompañar a los cruzados en la Copa Libertadores 1988. Ese año también estuvo marcado, por el descenso de Lota Schwager a través de la Liguilla de Promoción (en formato de triangular), a manos de O'Higgins, que a su vez volvió a la máxima categoría, luego de 2 años de ausencia.
En 1988, Cobreloa, con Miguel Hermosilla en la banca, tras enfrentar palmo a palmo la punta del campeonato con su clásico rival de cobre Cobresal, levantó su cuarto título y dio por finalizada, su «época de oro» en la década. Colo-Colo salvó su temporada, al ganar la Liguilla de la Copa Libertadores, tras derrotar a Deportes Iquique, una de las sorpresas de ese torneo, en compañía de Deportes La Serena, que también accedió a la Liguilla, que fue ganada por el equipo albo. Sin embargo, la temporada fue marcada, por el descenso de la Universidad de Chile a la Segunda División, con un joven Manuel Pellegrini, en la dirección técnica, como conclusión de negativos manejos institucionales y malos resultados deportivos. También descendió Palestino, que terminó inútilmente en el último lugar, de la tabla de posiciones. En ese mismo año, el cuadro de Deportes Valdivia llevó el fútbol profesional y la máxima categoría, a la Región de los Lagos (actualmente su división territorial es de la Región de los Ríos).
Finalmente, cerrando la década, la edición de 1989 terminó por consagrar como campeón a Colo-Colo (que todavía era dirigida por Arturo Salah), que superó levemente a Universidad Católica. Además, era el primer título nacional, que Colo-Colo consiguió en su propio Estadio Monumental, que fue inaugurado en septiembre de ese mismo año, cuando derrotó por 2-1 a Peñarol de Uruguay, en un partido amistoso. Este fue el único torneo de Primera División, desde 1938, sin la presencia de Universidad de Chile, equipo que estuvo jugando ese año en la Segunda División y cuyo campeonato, lo ganó precisamente en esa misma temporada, derrotando a Palestino (que había descendido el año anterior, junto a los azules y que en 1989, ascendería en compañía precisamente del cuadro azul), mediante lanzamientos penales, en un partido de desempate. También logró el ascenso Santiago Wanderers, por la vía de la Liguilla de Promoción (en formato de Triangular), tras derrotar a Unión San Felipe (que buscaba mantener su lugar en la Primera División) y Magallanes, esto luego de que el elenco caturro venció al equipo sanfelipeño, en un partido de desempate en Viña del Mar.

### Años 1990
En las primeras temporadas del campeonato nacional de los años 1990, Colo-Colo logró ganar cómodamente los torneos de 1990 —año que marcó, el regreso de su archirrival Universidad de Chile a la máxima categoría, luego de un año en el ascenso— y de 1991, que, sumados al de 1989, le permitieron conquistar, su primer tricampeonato. Además, los albos ganaron la edición 1991 de la Copa Libertadores de América, tras vencer en el último partido a Olimpia de Paraguay por 3-0 en el Estadio Monumental, escenario que 2 semanas antes de la consagración, fue testigo de la pelea entre los jugadores de Boca Juniors y Carabineros y periodistas, luego de que Colo-Colo eliminó al equipo argentino, al derrotarle por 3-1 (los albos perdieron por la mínima, en el partido de ida), en la revancha de las Semifinales de esa edición de la Copa Libertadores. Estos logros del equipo albo, fueron impulsados por el entrenador croata Mirko Jozić (que estuvo 4 años en la banca del "Cacique" y que luego, dirigiría a la Selección Chilena. Eso sí, Mirko Jozić asumió la banca del equipo albo, en el segundo semestre de 1990, para reemplazar a Arturo Salah, que asumió a la misma vez, la banca de la Selección Chilena). El equipo albo, contó ese año con un plantel de jerarquía, donde destacaron las figuras de José Daniel Morón, Marcelo Ramírez, Lizardo Garrido, Miguel Ramírez, Javier Margas, Eduardo Vilches, Rubén Espinoza, Juan Carlos Peralta, Jaime Pizarro, Raúl Ormeño, Gabriel Mendoza, Marcelo Barticciotto, Ricardo Dabrowski, Patricio Yáñez, Luis Pérez, Leonel Herrera, Rubén Martínez (que terminó siendo Trigoleador, al ser el máximo goleador del torneo de ese año) y Hugo Rubio (quien volvió al club, meses después de la obtención de la Copa Libertadores de América). También en 1991, Provincial Osorno hizo su debut y extendió aún más, la frontera del fútbol profesional, en la Región de Los Lagos, pese a descender en ese mismo año. Otro hecho relevante, fue la desaparición del profesionalismo de Naval, equipo perteneciente a la Armada de Chile. Ese año también se destacó la sorpresiva campaña de Coquimbo Unido, que obtuvo el subcampeonato detrás de Colo-Colo. En ese mismo año, la Universidad de Chile (que contaba con jugadores como Luis Musrri, Eduardo Fournier, Gabriel Galindo, Roberto Reynero, Mariano Puyol, Franz Arancibia y el paraguayo Carlos Morales Santos, entre otros), pudo haber sufrido el segundo descenso de su historia, aunque esta vez en la Liguilla de Promoción (del formato de todos contra todos), pero el equipo azul logró conservar la categoría, quedando segundo en esa liguilla, por solo un punto debajo de Everton, que también conservó su lugar en la máxima categoría, a costa de Deportes Puerto Montt y Soinca Bata (que actualmente se conoce como Deportes Melipilla).
En el torneo de 1992, Cobreloa, liderados en cancha por Héctor Puebla y Marco Antonio Figueroa y dirigido por José Sulantay, quien salió subcampeón el año anterior junto con Coquimbo Unido, se tituló campeón por quinta vez en su historia, nuevamente a costa de Colo-Colo, que a su vez se tituló campeón de la Recopa Sudamericana y de la Copa Interamericana. Ese fue el último año de Fernández Vial, en la máxima división, ya que descendió a la Segunda División, tras terminar en el penúltimo lugar, superando solo a Huachipato. En ese mismo año, se disputó una histórica Liguilla de la Copa Libertadores, en la que participaron Colo-Colo, Universidad de Chile, Universidad Católica (los 3 equipos más grandes del país) y Unión Española, que terminó siendo ganada por los cruzados, que derrotó en el partido de desempate a los azules, que desperdiciaron la oportunidad, de ganar anticipadamente la Liguilla, luego de que los albos los venciera en el descuento, con gol de cabeza de Hugo Rubio.
En la edición de 1993, Colo-Colo ganó su decimonoveno título, superando a Cobreloa. Ese año, el equipo albo contó con jugadores como Jorge Contreras, Marcelo Vega, el seleccionado bolivano Marco Antonio Etcheverry (quien al año siguiente, jugaría con su selección boliviana, el Mundial de Estados Unidos) y el seleccionado ecuatoriano Eduardo Hurtado. En esa temporada, el medio futbolístico chileno, vio expectante a la Universidad Católica, alcanzar la final de la Copa Libertadores. Sin embargo, el cuadro «cruzado» que contaba en sus filas con el seleccionado paraguayo José Saturnino Cardozo, perdió la posibilidad de obtener el título, tras caer ante São Paulo, por un marcador global de 5-3. En lo que marca hasta la fecha, esa fue la última final, de un equipo chileno, en la Copa Libertadores. Ese año, también estuvo marcado por el debut de Deportes Melipilla, en la máxima categoría. El equipo melipillano, que logró el ascenso el año anterior, mediante la Liguilla de Promoción, duró solo 1 año en la división de honor, ya que descendió precisamente, por esa misma Liguilla de Promoción.

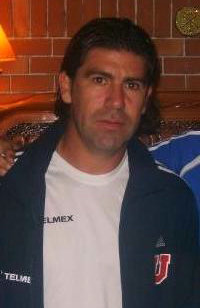
Marcelo Salas campeón con Universidad de Chile en 1994 y 1995.

El campeonato de 1994, significó la vuelta de Universidad de Chile, en la obtención de un título nacional, el octavo en su historia, terminando con una sequía de 25 años, sin poder ser campeón. En el plantel universitario, destacaron Sergio Vargas, Rogelio Delgado, Ronald Fuentes, Esteban Valencia, Patricio Mardones, Juan Carlos Ibáñez, Cristián Castañeda, Víctor Hugo Castañeda, Luis Musrri, Marcelo Jara, Rodrigo Goldberg y el exitoso delantero Marcelo Salas, quien se convirtió en uno de los máximos ídolos de los azules. En la temporada 1994, además, Universidad Católica (que contaba con jugadores de renombre como Nelson Tapia, Patricio Toledo, Mario Lepe, Nelson Parraguez, Sebastián Rozental, Rodrigo Barrera y los argentinos Sergio Vázquez, Néstor Gorosito y Alberto Acosta, a los que se suma el también trasandino Ricardo Lunari, que volvería al club, un año después) obtuvo la cuarta copa internacional oficial para el fútbol chileno: La Copa Interamericana 1994 y en paralelo, consiguió la mayor goleada de su historia, al propinar un 10-1 sobre Palestino como local. Además, Colo-Colo (que en ese mismo año, ganó la Copa Chile) fichó al delantero brasileño Toninho, quien fue el goleador del equipo albo en esa temporada y pieza clave, en la buena campaña de los albos en la Supercopa Sudamericana, donde Colo-Colo se despidió de ese torneo en cuartos de final. También se destacó la buena campaña de Unión Española, equipo comandada por Nelson Acosta, en la Copa Libertadores de América, donde fue eliminado en los cuartos de final. En ese mismo torneo, Colo-Colo se despidió en los octavos de final, perdiendo por penales ante los colombianos de Junior de Barranquilla, equipo comandada en cancha, por el mundialista colombiano Carlos "El Pibe" Valderrama.
En el torneo de 1995, nuevamente Universidad de Chile se coronó campeón, logrando el segundo bicampeonato en su existencia con casi el mismo plantel del año anterior, agregando a importantes refuerzos como Leonardo Rodríguez y Cristian Traverso. Eso sí, los azules definieron el título con Universidad Católica, al igual que el año anterior. Los cruzados (que ganaron la Copa Chile de ese año) jugaron con el mismo plantel del año anterior, aunque incorporaron sorpresivamente al ídolo de Colo-Colo, Marcelo Barticciotto, quien al año siguiente, regresó precisamente al equipo albo, para terminar su carrera, en el mencionado equipo colocolino. Eso sí, los cruzados perdieron trágicamente a su ídolo Raimundo Tupper, quien falleció lamentablemente al suicidarse, tras caerse de un edificio en Costa Rica, cuando los cruzados viajaron al país centroamericano, para jugar unos amistosos. Eso sí, los cruzados salvaron el año, al llegar a los octavos de final de la Copa Libertadores de América 1995, ganar la Copa Chile 1995 tras vencer a Cobreloa y la Liguilla de Copa Libertadores, al derrotar a Colo-Colo, en el partido definitorio. Colo-Colo en tanto, se reforzó con los seleccionados chilenos Fabián Estay e Ivo Basay, el uruguayo Luis Barbat (que terminó siendo suplente de Marcelo Ramírez, aunque jugó varios partidos) y el argentino Marcelo Espina, quien le hizo 2 goles a la Universidad de Chile, en el triunfo por 3-0. Además, Colo-Colo hizo historia en el campeonato de ese año, por su goleada como local por 10-0 sobre Regional Atacama, cuyo resultado fue el triunfo más apabullante de los albos, en un torneo nacional. En la Liguilla de Promoción, Huachipato sufrió más de la cuenta, para remontar su llave ante Cobresal, mientras que en la otra llave, Regional Atacama empató en el marcador global ante Unión San Felipe, pero los copiapinos mantuvieron la categoría, por marcar más goles de visita (pese a los 2 empates en la llave), sin saber que al año siguiente, el cuadro atacameño sufrirá su descenso de categoría.
El campeonato nacional de 1996, tuvo por campeón a Colo-Colo, que se adjudicó su vigésimo trofeo de Primera División, teniendo al paraguayo Gustavo Benítez como entrenador y contando con jugadores como Ivo Basay, Fernando Vergara, José Luis Sierra, Marcelo Ramírez, Claudio Arbiza, Pedro Reyes, Juan Carlos González, Francisco Rojas, Fabián Guevara, Emerson Pereira, Mario Salas, Marcelo Espina, Marcelo Barticciotto y Héctor Tapia, superando a la Universidad Católica (que fue su más cercano escolta y que días después, ganó la Liguilla de Copa Libertadores), Cobreloa, Audax Italiano (equipo que ya estaba de vuelta en la categoría, en compañía de Santiago Wanderers) y Universidad de Chile, en la tabla de posiciones. La temporada también quedó marcada, por la llegada de Universidad de Chile, a las semifinales de la Copa Libertadores de América, instancia que también alcanzó Colo-Colo, pero en la Supercopa Sudamericana. Así, la medianía de la década, tuvo notoriedad con los tres equipos «grandes» del fútbol chileno, disputando palmo a palmo, los títulos de la Primera División. Además, Colo-Colo logró el doblete al ganar también la Copa Chile, tras vencer a la sorpresa del certamen; Rangers (equipo que en ese año, jugaba en la Primera B y que en cuartos de final, dio el batacazo al eliminar a la Universidad Católica). Eso sí, antes de vencer a los talquinos, los albos protagonizaron una polémica semifinal, ante su clásico archirrival la Universidad de Chile, a la que eliminó tras remontarle, en el marcador global. En la Liguilla de Promoción, Palestino y Deportes Temuco defendieron con mucho éxito sus puestos en la máxima categoría, tras vencer a Cobresal (que pierde su segunda Liguilla de Promoción consecutiva, ya que el año anterior fue derrotada por Huachipato y ahora lo hizo, ante el equipo temuquense) y Deportes Iquique (que era dirigida por el uruguayo Gerardo Pelusso y que fue goleada por Palestino, en el partido de vuelta de la llave entre ellos), respectivamente.
La temporada 1997 marcó toda una revolución, ya que fue la primera, en que se jugaron torneos cortos, en la Primera División de Chile, dividiéndose el campeonato nacional en Torneo de Apertura y Torneo de Clausura, teniendo cada uno el mismo valor, que uno de carácter anual. El formato fue adoptado del campeonato argentino y del mexicano. En el Torneo de Apertura 1997, fue campeón la Universidad Católica, tras imponerse 3-0 a Colo-Colo en la final de revancha (había caído por 1-0 en la ida) y el Torneo de Clausura 1997, lo ganó precisamente Colo-Colo, que aventajó a la Católica, en la tabla de posiciones. Cabe destacar, que en esa misma temporada, hizo su debut Deportes Puerto Montt, que extendió la frontera austral del fútbol chileno de Primera División. Por otro lado, Unión Española, uno de los fundadores del profesionalismo, cayó a la actualmente denominada Primera B (ex Segunda División), por primera vez en su historia, lo que transformó, de paso, automáticamente a Colo-Colo, en el único club chileno, que ha disputado todas las temporadas, en la máxima categoría del fútbol nacional. Esa temporada, también quedó marcada, por la llegada de Colo-Colo, a las semifinales de la Copa Libertadores de América y la Supercopa Sudamericana, siendo eliminado precisamente en esa fase, de ambos torneos internacionales, realizando una campaña muy buena en ambas competencias. Incluso Colo-Colo y Universidad Católica, se enfrentaron 4 veces en la Copa Libertadores de América de ese año, donde el saldo fue de 2 triunfos albos (ambas en los duelos jugados en el Estadio Monumental), un triunfo cruzado y un empate (estos 2 últimos resultados, en los duelos jugados en el Estadio Nacional).
En 1998, el fútbol chileno gozó de un buen nivel, gracias a la participación de la selección chilena, en la Copa Mundial de Francia 98', llegando hasta los octavos de final. Colo-Colo cerró una de sus décadas más exitosas, ya que, en una estrecha disputa con su archirrival, Universidad de Chile (al que aventajó por solo un punto de distancia), se encumbró como campeón por vigesimosegunda vez en su historia, al ganar el torneo de ese año, que volvió a ser anual, gracias a una anotación de Francisco Rojas ante Deportes Iquique, en el Estadio Monumental, en la última fecha. El equipo albo, contó con un plantel de jerarquía, donde destacaron las figuras de Marcelo Ramírez, Claudio Arbiza, Pedro Reyes, Juan Carlos González, Francisco Rojas, Emerson Pereira, Marco Villaseca, Marcelo Espina, Marcelo Barticciotto, José Luis Sierra, Fernando Vergara, Ivo Basay, Héctor Tapia, Manuel Neira y Sebastián González y dirigidos por el entrenador paraguayo Gustavo Benítez. Ese año, también estuvo marcado por el triunfo de la Universidad Católica sobre la Universidad de Chile, en la Final de la Liguilla de Copa Libertadores y los descensos de Deportes Temuco (por no presentarse a 2 partidos, con su posterior sanción de no poder jugar por un año, aunque contaba con jugadores de renombre, como el seleccionado peruano Alex Magallanes, (que al año siguiente, ficharía en Cobreloa) y el argentino Oscar Dertycia (con pasos por el fútbol europeo)), Santiago Wanderers (que contaba con jugadores como Gabriel Mendoza, Claudio Borghi, Patricio Toledo, David Pizarro, Reinaldo Navia, Francis Ferrero, el seleccionado ecuatoriano Alberto Montaño y el mundialista de Francia 98' Moisés Villarroel) y Provincial Osorno (que tras enviar al descenso a los caturros en la última fecha, al vencerles como local, fue derrotado por Santiago Morning (que era dirigida por Jorge Aravena), en la Liguilla de Promoción). En la otra llave de la Liguilla de Promoción, Coquimbo Unido conservó la categoría con mucho éxito, tras humillar a la Unión Española en su propia casa, al golearle por 6-1, aunque el triunfo de los hispanos por 3-1, en el partido de vuelta de la llave, fue solo un trámite y un relajo para el equipo coquimbano.
En la temporada 1999, que fue el último torneo del siglo XX, se instauraron dos etapas en el torneo de Primera División: la primera comprendía fechas regulares, bajo un sistema de todos contra todos, y la segunda consistía en una liguilla por el título, fase a la que clasificaban los ocho mejores equipos. Este torneo lo ganó Universidad de Chile, que consiguió su décimo título, logrando un invicto de 33 fechas, en un mismo campeonato de Primera División, hito que hasta la actualidad, no es superado por ningún otro equipo chileno. En el plantel universitario, destacaron las figuras de Rodrigo Tello, Leonardo Rodríguez, Esteban Valencia, Rafael Olarra, Luis Musrri, Ricardo Rojas, Eduardo Arancibia, Ronald Fuentes, Flavio Maestri, Sergio Vargas y el goleador Pedro González. En ese mismo año, Santiago Morning (que logró el ascenso el año anterior, a través de la Liguilla de Promoción), hizo su regreso a la máxima categoría, convirtiéndose en la sorpresa del campeonato, terminando quinto en la Liguilla por el título. Universidad Católica que fue el subcampeón, realizó buenos fichajes ese año, incorporando al seleccionado paraguayo Hugo Brizuela y trajo de vuelta, al ídolo del equipo cruzado Sebastián Rozental. Ese año, también estuvo marcado por la salvaje pelea entre Marco Villaseca y Ricardo Rojas, en el Superclásico de la Copa Ciudad de Santiago de ese año, cuando Colo-Colo goleó a la Universidad de Chile por 5-1 en el Estadio Nacional, que terminó con Villaseca y Rojas (además de Luis Musrri, por agredir violentamente a Cristián Uribe) detenidos por Carabineros y llevados a Tribunales, aunque posteriormente, los 3 jugadores fueron dejados en libertad. En la Liguilla de Promoción, Cobresal (que fue campeón de la Primera B el año anterior y que contaba en sus filas, con jugadores como Rubén Martínez, Rubén Dundo, Juan Carlos Ibáñez, Pedro Acevedo y Antonio Zaracho) y Deportes Iquique (que terminó el año jugando con juveniles, por la huelga del plantel profesional), sucumbieron ante Provincial Osorno y Everton, respectivamente y perdieron la categoría, uniéndose a Rangers y Deportes La Serena, que descendieron por la Liguilla de la Permanencia. En tanto, Everton y Provincial Osorno se unieron a los ya ascendidos Unión Española y Santiago Wanderers, para disputar el primer torneo nacional del siglo XXI.

### Años 2000
La edición del año 2000 del campeonato nacional, el primer torneo del siglo XXI, tuvo como campeón a la Universidad de Chile, que obtuvo su tercer bicampeonato. Gestor de este logro fue el entrenador César Vaccia, que contó con jugadores consolidados, como Sergio Vargas, Leonardo Rodríguez, Pedro González, Rodrigo Tello, Rodrigo Barrera, Rafael Olarra, Ricardo Rojas, Ronald Fuentes, Pablo Galdames, Luis Musrri y Diego Rivarola. Además, Cobreloa que terminó siendo el subcampeón, dio el golpe en el mercado de fichajes, al incorporar al seleccionado hondureño Eduardo Bennett.
En el torneo de 2001, el segundo torneo del siglo XXI, Santiago Wanderers se adjudicó el título en una extraordinaria campaña. Después de 33 años sin ser campeón y con Jorge Garcés en el banquillo, los caturros alcanzaron su tercera «estrella», de forma notable e impecable, incluyendo 10 victorias consecutivas. Destacaron en la obtención de ese título, Silvio Fernández, Jaime Riveros, Arturo Sanhueza, Jorge Ormeño, Moisés Villarroel, Manuel Valencia y Joel Soto. Además, Cobreloa que ganaría la Liguilla a final de año, dio nuevamente el golpe en el mercado de fichajes, esta vez al incorporar al seleccionado boliviano Julio César Baldivieso. Colo-Colo también lo hizo, al fichar a Héctor Tapia, Sebastián Rozental y al argentino Fernando Gamboa, en el primer semestre y repatrió al ídolo albo Gabriel Mendoza, en el segundo semestre. Las sorpresas de los fichajes, las protagonizaron Palestino, que fichó al seleccionado guatemalteco Dwight Pezzarossi (que terminó siendo el goleador del equipo, en esa misma temporada, siendo traspasado al año siguiente a Santiago Wanderers), Deportes Concepción que fichó a los argentinos Carlos Navarro Montoya y Diego Soñora, aprovechando de que los penquistas disputaban la Copa Libertadores de América y Rangers, que incorporó al nigeriano Ike Uzoma, quien se convirtió en el primer jugador africano, en jugar en el fútbol chileno.
En la temporada 2002, el ambiente del fútbol chileno se encontraba convulsionado: Colo-Colo fue declarado en quiebra, el 23 de enero de 2002, por una deuda cercana a los $22.000.000.000 (alrededor de US$30.000.000), y corrió el riesgo de desaparecer. Este capítulo, que marcó un precedente en el fútbol chileno, llevó a la mayoría de los clubes, organizados en corporaciones y sociedades, sin fines de lucro, a constituirse en sociedades anónimas, transformación impulsada además, por la Ley 20.019 de Sociedades Anónimas Deportivas Profesionales (S.A.D.P.), publicada a mediados de la década. Por otro lado, la ANFP determinó cambiar el formato de torneo anual, que regía hasta ese entonces, por el sistema de dos campeonatos en el año, Torneo de Apertura y Torneo de Clausura, tal como en 1997, pero dividiéndose cada torneo en una fase inicial, de fechas regulares bajo el sistema de todos contra todos, y una fase final de play offs, a la que clasifican los equipos, con mayor cantidad de puntos, en la primera fase (o fase regular), enfrentándose entre ellos, bajo el sistema de eliminación directa en partidos de ida y de vuelta, hasta la obtención del título. El modelo fue una imitación del mexicano de Primera División, a fin de conseguir buenos dividendos económicos, institucionales y deportivos, para los dirigentes de la asociación. El primer campeón, desde 2002, de este formato fue Universidad Católica, que venció en la final del Torneo de Apertura al conjunto de Rangers (que dio la sorpresa en la fase anterior, tras eliminar al favorito Colo-Colo). En el Torneo de Clausura, Colo-Colo, con un plantel juvenil (con la excepción de los veteranos Marcelo Espina y Marcelo Barticciotto) y ante la quiebra, declarada a comienzos de año, se coronó campeón derrotando al equipo cruzado, que comandaba Juvenal Olmos (quien al año siguiente, parte a dirigir a la selección chilena adulta). Además, ese torneo fue el último de Marcelo Barticciotto como jugador, ya que se retiró del fútbol a fines de ese año, para iniciar su carrera como entrenador y también significó el único título de los albos, en su período de quiebra. Además, Cobreloa que terminó clasificando a la Copa Libertadores 2003 como Chile 3, se reforzó a inicios de año, con el delantero uruguayo Osvaldo Canobbio, que a pesar de que estuvo solo esa temporada en el club, se convirtió en un aporte, a base de goles y siendo titular indiscutido, durante gran parte de la temporada.
Siguiendo el formato anterior, 2003 es recordado como el año naranja, ya que Cobreloa rememoró su tiempo de esplendor y se coronó bicampeón, al ganar los dos torneos de la temporada, venciendo en ambas finales a uno de sus clásicos rivales, el Colo-Colo de Marcelo Espina e Iván Zamorano. El entrenador artífice de la campaña loína fue Nelson Acosta, que conformó un plantel muy poderoso, con jugadores como Patricio Galaz, Luis Fuentes, Rodrigo Meléndez, Rodrigo Pérez, Fernando Cornejo, Nelson Tapia y el paraguayo Darío Verón entre otros. Acosta dirigió al equipo en el Torneo de Torneo de Apertura, mientras que el uruguayo Luis Garisto, lo hizo en el de Clausura. Además, el Torneo de Apertura de ese año, fue el último torneo de Iván Zamorano como jugador, ya que se retiró a mediados de año, luego de que la ANFP, lo suspendiera por 11 partidos, por agredir al árbitro Carlos Chandía, luego de que el árbitro lo expulsó, en la revancha de la final de la Apertura, jugada en Calama. Ese año también estuvo marcado, por el bombástico fichaje del seleccionado y mundialista colombiano Faustino Asprilla en la Universidad de Chile y del seleccionado uruguayo Leonardo Ramos y el estadounidense Johnny Walker en Colo-Colo, aunque ambos solo estuvieron en el Torneo de Apertura.
En el Torneo de Apertura 2004, Universidad de Chile que era dirigida por Héctor Pinto, volvió a la cima y se proclamó campeón, en una reñida campaña, en la cual terminó derrotando en definición a penales a Cobreloa en Calama, tras empatar 0-0 en el partido de ida y 1-1 en el de vuelta, arruinando el primer tricampeonato de los calameños. Además, este torneo fue el último torneo, del ídolo de Colo-Colo, el argentino Marcelo Espina, ya que se retiró en junio de ese año, para iniciar su carrera como entrenador, precisamente en el equipo colocolino, en el Torneo de Apertura de 2005. Eso sí, en el Torneo de Clausura de ese mismo año, los albos contrataron a su compatriota e ídolo albo Ricardo Dabrowski como entrenador e incorporó a los también trasandinos Darío Cajaravilla, Marcelo Verón, German Real y Adrián "Carucha" Fernández, de los cuales solo rindió el delantero German Real, quien se quedó para el Torneo de Apertura 2005, cuando los albos ya tenían a Marcelo Espina, como el sucesor de Dabrowski como entrenador. Precisamente en el Torneo de Clausura 2004, Cobreloa logró adjudicarse el título, el octavo en su existencia (el segundo con Nelson Acosta como entrenador) y de paso, su último título nacional. El subcampeón fue Unión Española (que era dirigida por Fernando Carvallo), que contaba en sus filas, con la experiencia de jugadores como José Luis Sierra, Pedro Reyes, Emerson Pereira, Pedro González, Sebastián Rozental, Dante Poli, Rodrigo Ríos y José María Buljubasich.
Sin embargo, en el Torneo de Apertura 2005, el cuadro hispano se tomó revancha y ante Coquimbo Unido, equipo que fue la sorpresa de ese torneo, se convirtió nuevamente en campeón, después de 28 años sin títulos, logrando de paso su sexta estrella. En aquel torneo, en materia de fichajes, se destacaron los fichajes de Héctor Tapia y del seleccionado paraguayo Daniel Sanabria en Colo-Colo, el uruguayo Máximo Lucas en la Universidad de Chile, sus compatriotas Rodrigo Lemos y Julio Ramírez en Audax Italiano, el argentino Leonardo Mas en Huachipato y los colombianos Carlos Asprilla y Henry Zambrano (para unirse a su compatriota Alex Comas), además del mundialista chileno Pedro Reyes en Deportes La Serena. El torneo también estuvo marcado por el accidentado superclásico entre Colo-Colo y Universidad de Chile en el Estadio Nacional, que terminó con un empate 1-1 (cuyo partido los albos fueron locales) y con un saldo de 7 expulsados (5 jugadores y los entrenadores de ambos equipos). En el preliminar del duelo estelar, ambos equipos se enfrentaron por el Torneo de Reservas, que terminó ganando Colo-Colo por 1-0.
En el Torneo de Clausura 2005, Universidad de Chile y Universidad Católica chocaron en la final, por primera vez desde la instauración de los play offs, y reeditaron un histórico Clásico Universitario. Tras empatar 3-3 en el marcador global, a través de definición a penales, Universidad Católica consiguió su noveno título nacional, al ganar por 5-4, en la tanda de penales. En la fase regular, Católica obtuvo 49 puntos, hasta ahora, el puntaje más alto en torneos cortos. Además en este torneo, José María Buljubasich, portero de la UC, obtuvo el récord de imbatibilidad por 1.352 minutos, el cual hasta ahora no ha sido superado. El equipo cruzado, contaba aparte de Buljubasich, con jugadores como Facundo Imboden, Darío Conca, Jorge Quinteros, Jorge Ormeño, Francisco Arrué y Eduardo Rubio y dirigidos por el entrenador Jorge Pellicer. El semestre también estuvo marcado, por el regreso de Marcelo Salas a la «U», quien afirmó que se retiraría en el club, sin importar conquistar o no un título, así como también los descensos de Unión San Felipe, Deportes Temuco (ambos descendieron por el promedio del descenso programado) y Deportes Melipilla (que al igual que en 1993, descendió nuevamente por la Liguilla de Promoción, esta vez perdiendo por un marcador global de 4-3 ante O'Higgins, que logró el ascenso a la Primera División, luego de 4 años de ausencia y acompañando, a los ya ascendidos Santiago Morning y Deportes Antofagasta, que vuelven también a la máxima categoría, luego de 3 y 8 años, respectivamente). En la otra llave de la Liguilla de Promoción, Deportes Puerto Montt retuvo la categoría, tras vencer por penales a Provincial Osorno, tras empatar a 2 goles en el marcador global.

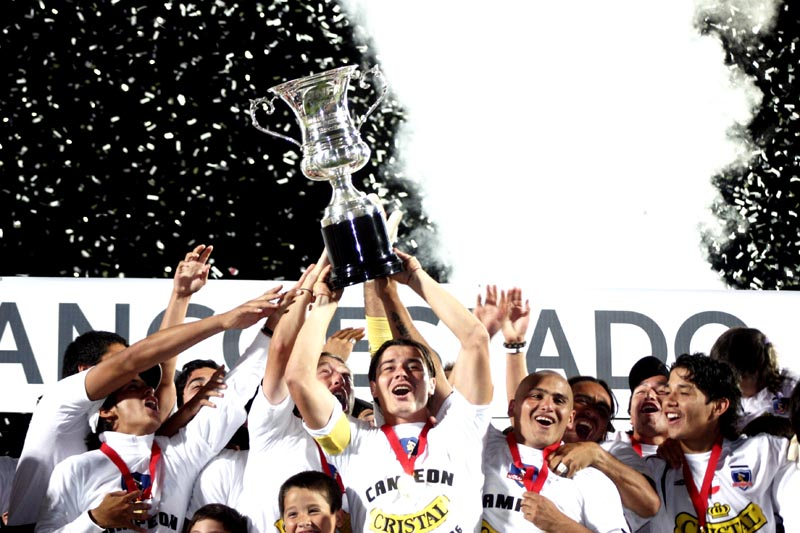
Colo-Colo levanta la copa del Torneo Clausura 2006. Además Colo Colo se transformó, en el primer cuadro, en obtener un tetracampeonato de Primera División en Chile que fueron en las temporadas 2006 y 2007.

Después de discretas campañas, asumió como entrenador en Colo-Colo, el excampeón mundial con Argentina en 1986 y exfutbolista del club, Claudio Borghi. Junto a él, los albos volvieron dar la nota alta en el fútbol chileno, llevando por primera vez a Colo-Colo, a adjudicarse un tetracampeonato nacional, entre las temporadas de 2006 y de 2007, siendo el primer equipo en el profesionalismo, en alcanzar tal logro. En las campañas del conjunto albo destacaron jugadores como Claudio Bravo, Sebastián Cejas, Cristián Muñoz, Luis Mena, Celso Ayala, Andrés González, David Henríquez, Miguel Riffo, Miguel Aceval, Arturo Sanhueza, Rodrigo Meléndez, Moisés Villarroel, José Luis Jerez, Miguel Caneo, Matías Fernández, Jorge Valdivia, Giovanni Hernández, Gonzalo Fierro, Eduardo Rubio, Gustavo Biscayzacú, Claudio Bieler, Humberto Suazo y Alexis Sánchez. Así, en el Torneo de Apertura 2006, en un nuevo Superclásico y que por primera vez, bajo la modalidad de torneos cortos, Colo-Colo y Universidad de Chile disputaron la final, la cual, tras quedar la llave igualada por 2-2, fue ganada por los albos mediante lanzamientos penales. En esa definición, Claudio Bravo atajó un tiro del colombiano Mayer Candelo (además de atajar otro a Hugo Droguett), decisivo para el resultado final. Pocos meses antes, Jorge Valdivia fue protagonista de un episodio, nunca antes visto en el fútbol chileno: Dijo ante una cámara de televisión, que el árbitro Rubén Selman lo amenazaba con expulsarlo, en pleno partido en que Colo-Colo, terminó perdiendo como local por 3-2, ante Universidad Católica en el Estadio Monumental. Enterado de la situación, gracias a un aviso del cuarto árbitro, Selman terminó expulsando a Valdivia, lo que terminó costándole muy caro a Colo-Colo, en ese señalado partido. Luego, en el Torneo de Clausura, Colo-Colo enfrentó en la final al sorprendente Audax Italiano, logrando ganar por 6-2 en el marcador global y de paso, obtener su vigesimoquinto título. Además, Colo-Colo fue el primer equipo chileno, en llegar a la final de la Copa Sudamericana, en la edición de 2006, la que perdió por 2-1 ante el Pachuca de México.
El Torneo de Apertura 2007, jugado sin fase de play-offs, debido a la participación de la selección chilena, en la Copa América de Venezuela, fue ganado nuevamente por Colo-Colo, en una reñida disputa con Universidad Católica, a la que superó por un punto de diferencia (en la antepenúltima fecha, los albos vencieron como locales, por 2-1 a los cruzados). En el Torneo de Clausura, el cuadro albo se coronó como tetracampeón, tras vencer en la final a la Universidad de Concepción, equipo que tenía como entrenador, al ídolo colocolino Marcelo Barticciotto. Así, Colo-Colo se convirtió, en el primer equipo de la Primera División de Chile, en obtener cuatro títulos nacionales, en forma consecutiva.
En el Torneo de Apertura 2008, Everton de la ciudad de Viña del Mar, contra todos los pronósticos, se consagró campeón después de 32 años, alcanzando con ello su cuarto título. El rival fue Colo-Colo, con Fernando Astengo en la dirección técnica, que buscaba la obtención de su primer pentacampeonato. En la final, pese a perder por 2-0 en el encuentro de ida, disputado en el Estadio Monumental, el cuadro viñamarino, entrenado por Nelson Acosta, logró superar la desventaja y en el duelo de vuelta, venció por 3-0 a los albos en el Estadio Sausalito, siendo el primer equipo en el profesionalismo chileno, en remontar dos goles de diferencia. Posteriormente, en el Torneo de Clausura, Colo-Colo —con su referente Marcelo Barticciotto como entrenador— recobró su protagonismo en los torneos cortos y se coronó campeón una vez más, confirmándose como el equipo más ganador, en el formato de los play-offs. Además, el equipo albo contaba con la figura del delantero paraguayo Lucas Barrios, quien terminó siendo el goleador mundial del año. Los albos ficharon para ese torneo al seleccionado chileno Luis Pedro Figueroa, quien rápidamente se ganó el cariño de los hinchas colocolinos, algo que lo conserva hasta la actualidad. El subcampeón fue Palestino, que tenía al ídolo de Universidad de Chile Luis Musrri como entrenador y que tras 22 años, repitiendo la definición por el título del torneo de 1986, volvió a una instancia final en el campeonato nacional, precisamente ante Colo-Colo. Además, ese torneo también estuvo marcado, por el retiro del fútbol de Marcelo Salas, esto luego de que la Universidad de Chile, fue eliminada por Cobreloa en los cuartos de final. Precisamente los loinos, fueron eliminados en semifinales por el futuro campeón Colo-Colo, por el hecho de que el "Cacique", estuvo mejor ubicado en la tabla de la fase regular y también, por marcar más goles de visitante que los de Calama, a pesar de terminar empatados en el marcador global.
Llegada la temporada 2009, con el uruguayo Sergio Markarián como entrenador, Universidad de Chile se consagró campeón del Torneo de Apertura, su decimotercer título, después de cinco años de «sequía». La final la disputó ante Unión Española, que presentaba un vistoso juego, y tras igualar 1-1 en el partido de ida, el cuadro universitario se impuso por la cuenta mínima en la vuelta, que tuvo lugar en el Estadio Santa Laura Universidad-SEK. En aquel torneo, los azules contaban con jugadores como el uruguayo Juan Manuel Olivera y el seleccionado y mundialista paraguayo Nelson "Pipino" Cuevas, quienes fueron piezas fundamentales, en la obtención del título de aquel torneo. Como cierre de la década, el Torneo de Clausura 2009 fue ganado por Colo-Colo, con el argentino Hugo Tocalli en la dirección técnica, que relegó al principal candidato al título, Universidad Católica, que era dirigida por el exjugador del club Marco Antonio Figueroa. La obtención del vigesimonoveno título de los albos, tuvo lugar tras vencer en el partido de vuelta por 4-2 al equipo cruzado, con destacada actuación de Esteban Paredes, y remontar un empate de 2-2, en la primera final, disputada en el Estadio Monumental. Por segunda vez consecutiva, la coronación de un campeón, tuvo lugar en el Estadio Santa Laura. Además del propio Esteban Paredes, Colo-Colo también contaba con jugadores como Cristián "El Tigre" Muñoz, Charles Aránguiz, Rodrigo Millar, el argentino Ezequiel Miralles, el seleccionado venezolano José Manuel Rey (quien llegó de emergencia, debido a la grave lesión de Luis Mena), el seleccionado colombiano Macnelly Torres y los paraguayos Domingo Salcedo y Cristián Bogado, quienes también fueron figuras claves, en la obtención del título. Ese año también estuvo marcado, por la clasificación de la Selección Chilena (dirigida por el argentino Marcelo Bielsa) a la Copa del Mundo de Sudáfrica 2010 y también por los descensos de Deportes Iquique, Rangers (que perdió la categoría, por meter a un quinto extranjero en cancha, de los 4 permitidos en ese momento, en la derrota de los talquinos como visitante, ante Cobreloa en Calama) y Curicó Unido (que también perdió la categoría, pero por la vía de la Liguilla de Promoción ante San Luis de Quillota (dirigida por el argentino Diego Osella y que tenía jugadores como Alejandro Escalona, Gerson Martínez, Sebastián Varas, los argentinos Luciano Palos y Mario Pierani y el brasileño Fernando Alves Machado, quienes fueron piezas fundamentales, para remontar el 2-1 en contra del partido de ida, ganando por 3-0 en la vuelta en San Fernando)). En la otra llave de la Liguilla de Promoción, Palestino (que era dirigida por Jorge Aravena) sufrió más de la cuenta y logró retener su lugar en la máxima categoría, tras vencer por penales a San Marcos de Arica (que era dirigida por Hernán Godoy), luego de que los árabes ganaron como visitantes por 2-0, en el partido de ida de la llave entre ambos equipos, que se jugó en el mundialista Estadio Carlos Dittborn y en la vuelta, disputada en el Estadio Monumental, los ariqueños ganaron como visitantes por el mismo marcador.

### Años 2010

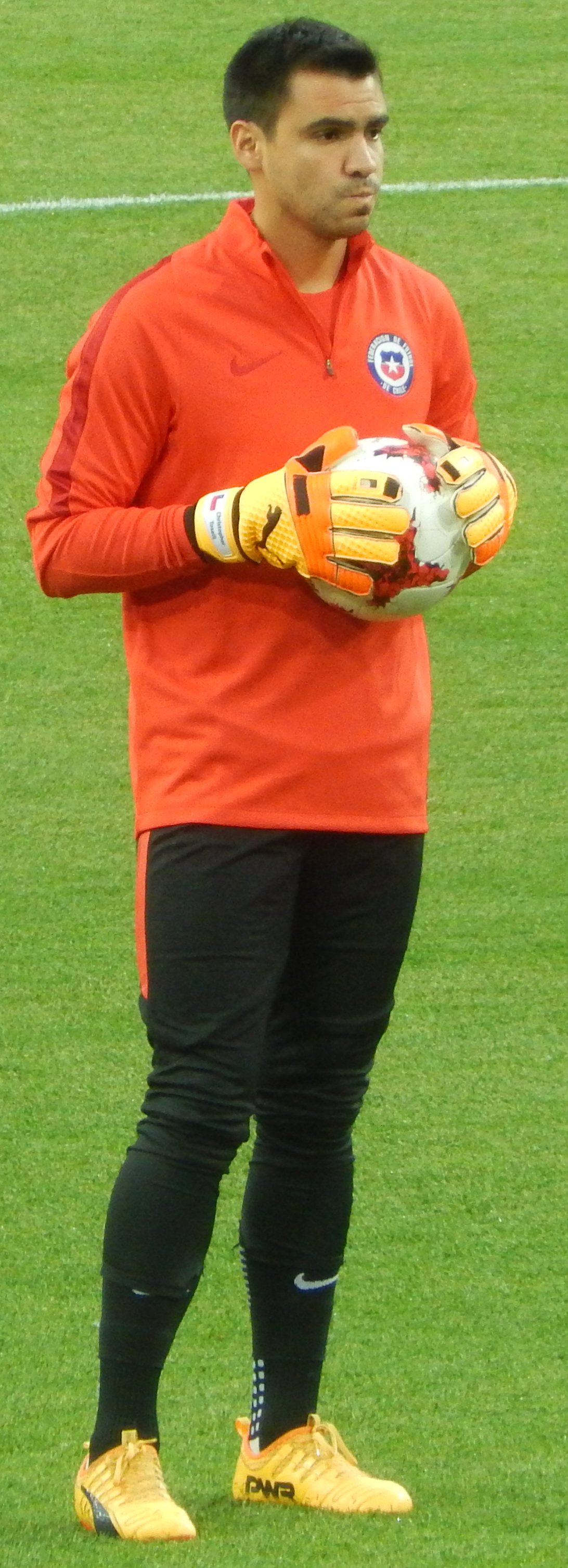
En 2010, Cristopher Toselli obtuvo su primer título como arquero de Universidad Católica. Años después, se consagró bicampeón con el equipo cruzado en 2016, como titular, y 2019, jugando algunos partidos.

El año 2010 fue especial, ya que, debido al terremoto ocurrido en febrero, se modificó el sistema de campeonato con el regreso inédito del sistema de todos contra todos, de dos ruedas durante el año, siendo campeón el equipo que acumulase más puntos en la tabla de posiciones. Así, en el campeonato nacional y de la mano de su capitán y quien fue el goleador del torneo con 19 anotaciones Milovan Mirosevic, Universidad Católica que era dirigida por el argentino nacionalizado español Juan Antonio Pizzi (que años después, sería entrenador de la Selección Chilena), logró lo impensado: remontó siete puntos de ventaja a Colo-Colo (que había vencido a los cruzados por 3-2, en el Estadio Monumental, siendo la última derrota cruzada en el torneo), se adjudicó el décimo título de su historia y se consagró Campeón del Bicentenario. Su coronación tuvo lugar en la última fecha, en el Estadio San Carlos de Apoquindo, con una goleada de 5-0 al descendido Everton. El premio fue el nuevo trofeo de la Primera División del Fútbol Chileno: el Huemul de Plata. Además, ese año estuvo marcado por la gran campaña de la Universidad de Chile del uruguayo Gerardo Pelusso, que llegó a las semifinales de la Copa Libertadores de América. En aquel torneo, también estuvo marcado por la primera vez, en que Colo-Colo, Universidad de Chile y Universidad Católica (los 3 equipos grandes del fútbol chileno), representaban al país en una misma edición de la Copa Libertadores de América. Además, Colo-Colo se reforzó con el seleccionado uruguayo Andrés Scotti (que jugó años antes en Chile, específicamente en Huachipato), que en ese mismo año, disputó junto a sus compatriotas Mauricio Victorino y Álvaro Fernández de la Universidad de Chile, el Mundial de Sudáfrica 2010 donde la selección uruguaya obtuvo el cuarto lugar.

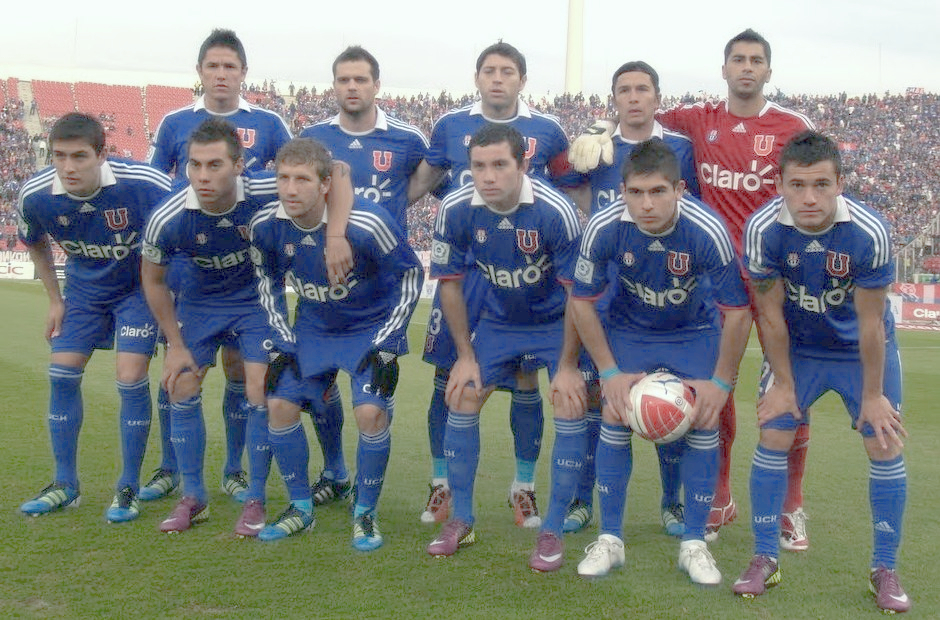
Formación de Universidad de Chile en el año 2011, equipo que se consagró como «tri-campeón» a comienzos de los años 2010.

En la temporada 2011 se recuperó el sistema de play offs y bajo este formato, Universidad Católica nuevamente llegó a una final, esta vez frente a la Universidad de Chile, en el Torneo de Apertura de ese año. Sin embargo, contra todo pronóstico, los azules lograron remontar, un 0-2 en el partido de ida y, con destacada actuación de Gustavo Canales, derrotaron por 4-1 a los cruzados. Así, Universidad de Chile alcanzó su decimocuarto título nacional y fue el segundo equipo, en ganar una final, tras remontar dos goles de diferencia. En materia de fichajes, Colo-Colo se reforzó con el seleccionado uruguayo Juan Guillermo Castillo (que fue parte de la selección uruguaya, que obtuvo el cuarto lugar del Mundial de Sudáfrica 2010 y que en esa temporada 2011, fue parte del plantel de la selección uruguaya, que ganó la Copa América 2011 disputada en Argentina.), que estuvo solo esa temporada en el club albo, siendo titular indiscutido durante gran parte de la temporada.
En el Torneo de Clausura de ese año, la «U» nuevamente repitió un bicampeonato. Esa vez el último rival fue Cobreloa, que no llegaba a una definición por el título, desde hace siete años, cuadro que cayó por 3-0 en el Estadio Nacional, luego de empatar 0-0, en el partido de ida en Calama. Además, en ese año y con el argentino Jorge Sampaoli, Universidad de Chile se consagró campeón de la Copa Sudamericana 2011, tras derrotar por 1-0 y por 3-0 a Liga de Quito, y se convirtió en el primer equipo chileno, en conquistar un triplete de títulos oficiales, en una sola temporada. El Torneo de Clausura 2011, también estuvo marcado por el autogolazo del paraguayo Osmar Molinas (que reforzó a Colo-Colo en ese torneo), en el Superclásico de la Fase Regular ante los azules, que terminó con un empate a 2 goles, cuyo superclásico se jugó en el Estadio Monumental.
En el Torneo de Apertura 2012, Universidad de Chile consiguió un histórico tricampeonato, ante el cuadro de O'Higgins. El conjunto de Rancagua se impuso por 2-1 en la final de ida y en el encuentro de vuelta, luego de ir empatados 1-1 hasta el minuto 92, mediante una volea en el área tras centro de Roberto Cereceda, Guillermo Marino colocó el 2-1 a favor de los azules y forzó a una definición a penales. Desde los doce pasos, O'Higgins malogró sus cuatro tiros penales, mientras que por la «U» anotaron Charles Aránguiz y Raúl Ruidíaz (2-0), lo que permitió al conjunto universitario adjudicarse su primer tricampeonato, siendo el tercer equipo de la Primera División de Chile en obtenerlo, después de Magallanes y Colo-Colo. El portero de Universidad de Chile, Johnny Herrera, se erigió como la figura, al atajar tres de los cuatro lanzamientos penales, del equipo rancagüino. Este título, ratificó la hegemonía de la Universidad de Chile, en ese año y, de paso, confirmó al Argentino Jorge Sampaoli, como el técnico más exitoso, en la historia del equipo azul. También Universidad de Chile, llegó ese mismo año a las semifinales de la Copa Libertadores de América, siendo eliminado en esa fase por el Boca Juniors de Argentina, equipo comandada en cancha por jugadores como Juan Román Riquelme, Rolando Schiavi, Agustín Orión, Matías Caruzzo, Pablo Mouche y el uruguayo Santiago "Tanque" Silva (estos 4 últimos jugadores mencionados, vendrían a jugar años después en el fútbol chileno).
El Torneo Clausura 2012, fue el último que se disputó, con el formato de play-offs. En una final inédita, Huachipato remontó un 3-1 en contra en el partido de ida, ganando por el mismo marcador en Talcahuano a Unión Española, el gran favorito (cuya condición lo demostró, tras eliminar sorpresivamente, al líder y sublíder de la fase regular (Colo-Colo y Universidad de Chile, respectivamente), pese a clasificarse octavo, en la tabla de esa fase), forzando a la definición desde el punto penal, en donde el conjunto acerero ganó 3-2 (con una magistral actuación de los arqueros Nery Veloso y Eduardo Lobos), logrando un título, después de 38 años. De esta manera, el conjunto siderúrgico es el primer equipo de provincia, en levantar el Huemul de Plata, levantando por segunda vez un título en Talcahuano (primero en el Estadio CAP). Ese torneo también estuvo marcado, por la eliminación de la Universidad Católica, en la fase regular (la segunda desde el Torneo de Apertura 2004) y por el primer descenso de la Universidad de Concepción, tras perder ante Everton en la Liguilla de Promoción. El equipo viñamarino (que había terminado cuarto, en la tabla anual de la Primera B), era dirigida por Víctor Hugo Castañeda, quien en el primer semestre, era el entrenador de los penquistas, cuadro al que llegó a inicios de año y que en el "Campanil", fichó por ejemplo al seleccionado congoleño Occupé Bayenga, quien fue el goleador de Deportes Copiapó, en la temporada anterior de la Primera B. No obstante, el "Campanil" recuperó la categoría al año siguiente, al coronarse campeón del Torneo Transición de la Primera B, tras vencer por un marcador global de 2-1 a Curicó Unido, equipo que luego perdería la Liguilla de Promoción ante Cobresal (que el año anterior, también disputó esa Liguilla, venciendo al sorprendente Barnechea, que era dirigida por Mario Salas).
El Torneo Transición 2013, fue el último torneo previo al debut del formato europeo, y Unión Española logró cobrarse revancha, de haber perdido el torneo anterior, al coronarse campeón por séptima vez y la primera que lo consigue en su estadio, el Santa Laura, tras vencer a Colo-Colo por 1-0, pese al buen esfuerzo de Universidad Católica, que a pesar de vencer como visitante, por 2-1 al descendido San Marcos de Arica, que venía de regresar a la Primera División, no pudo arrebatar el título al equipo de José Luis Sierra, por diferencia de goles, pese al terminar empatados en el puntaje.
En el primer torneo, desde el cambio de calendario, el Apertura 2013, Universidad Católica y O'Higgins de Rancagua, tuvieron una cerrada lucha por el campeonato, tras la cual luego de las 17 fechas de la fase regular, los igualó en el primer lugar de la tabla, con la misma cantidad de puntos y balance de victorias-empates-derrotas. El título se definió, en un partido extra jugado en el Estadio Nacional, ahí el cuadro de la ciudad histórica, venció por la cuenta mínima y logró el primer campeonato de su historia (luego que se le escapara el título, hace año y medio atrás), y con el récord de "Campeón que no jugó de local" (El Teniente, estaba en remodelación). De la mano de Eduardo Berizzo y con jugadores claves como Paulo Garcés, Braulio Leal, Julio Barroso, Pedro Pablo Hernández y Pablo Calandria entre otros, O'Higgins levantó la copa dedicada a los 16 hinchas, que murieron trágicamente en Tomé meses atrás, justo cuando O'Higgins jugaba de visita, ante Huachipato en Talcahuano. Además, Colo-Colo dio el golpe a la cátedra, en el mercado de fichajes de ese torneo, al fichar al portero y seleccionado paraguayo Justo Villar, quien rápidamente se convirtió en un aporte, para el equipo albo y para el fútbol chileno.
En el Torneo Clausura 2014, Colo-Colo, dirigido por Héctor Tapia, fue el campeón del certamen, al derrotar en la decimoquinta fecha del campeonato por 1 a 0 a Santiago Wanderers en el Estadio Monumental, con gol de Felipe Flores, ante 41.275 espectadores. De esa manera, consiguió su trigésima estrella y su primer "Huemul de Plata", tras 4 años y medio (7 torneos) sin conseguir el título nacional. Además se transformó, en el mejor campeón del fútbol chileno en 73 años, con un 82,4% de rendimiento, sacando solamente 9 puntos, a su más cercano perseguidor Universidad Católica, con quien empató a 2 goles, precisamente en el Monumental, en la penúltima fecha. Uno de los principales artífices del título fue Esteban Paredes, goleador del Torneo con 16 tantos. Consiguió 5 anotaciones, en el último partido ante Ñublense en Chillán, donde Colo-Colo ganó por 5 a 3. También fue artífice Jaime Valdés, quien fichó precisamente en los albos, para poder ser campeón de ese torneo y finalmente, lo consiguió siendo pieza clave, junto al argentino Emiliano Vecchio, que llevaba la camiseta N° 10 del equipo. El torneo también fue marcado, por el descenso de Rangers y Everton, por la Tabla Acumulada. Los talquinos descendieron en la penúltima fecha, al caer como local ante Audax Italiano, mientras que los viñamarinos, empataron sin goles ante Huachipato como visitante, por lo que si bien terminó igualado en puntaje con Unión La Calera, su peor diferencia de goles, provocó su descenso y la permanencia de los caleranos, en la máxima categoría del fútbol chileno, esto luego de que los caleranos, también empataron como visitantes, ante el subcampeón Universidad Católica. Fue además el último torneo para Moisés Villarroel, ya que se retiró en marzo de ese año, jugando por su club formador Santiago Wanderers, después de un partido contra Unión Española.
En el Apertura 2014, Universidad de Chile se clasificó campeón, tras una cerrada lucha con Colo-Colo y Santiago Wanderers. En la última fecha, los azules llegaban en igualdad de puntaje, con los albos y un punto arriba de los caturros, quienes jugaban en Valparaíso ante Colo-Colo. Un triunfo por 1-0 ante Unión La Calera, con penal convertido por Gustavo Canales al minuto 88 y la derrota de Colo-Colo por 2-0 a manos de Santiago Wanderers, le dieron el decimoséptimo título nacional, a la Universidad de Chile. En ese torneo, también estuvo marcado por el debut de Barnechea, en la máxima categoría y que tenía como principal figura, a su portero y capitán Jorge Manduca. Aunque el equipo huaicochero, solo estuvo un año en la categoría, ya que descendió siendo último en la Tabla de Promedios.
En el Torneo de Clausura 2015, Cobresal se coronó campeón por primera vez en su historia, tras vencer por 3-2 a Barnechea (equipo que ya estaba descendido), mientras que Universidad Católica, otro candidato al título, jugaba con Deportes Iquique. El equipo de El Salvador sentía la presión, porque los cruzados vencían 3-0 a los iquiqueños, y los mineros caían 2-1. Sin embargo, Deportes Iquique le empató 3-3 a los estudiantiles, dándoles esperanzas a los legionarios. En los minutos finales de ambos partidos, se cobra un penal a ambos candidatos al título, un penal fue convertido por Matías Donoso de Cobresal, mientras que el otro penal, fue fallado por Darío Botinelli en Universidad Católica. Esta combinación, le dio el título a los atacameños y un nuevo pasaje a los torneos internacionales. Además, Cobresal ganó su primer título, superando por 2 puntos al subcampeón Colo-Colo, equipo que tuvo a su goleador Esteban Paredes, como máximo goleador del campeonato, por tercer torneo consecutivo. La temporada también estuvo marcada, por el primer descenso de Cobreloa, tras ascender en 1978, y mantenerse en Primera División desde entonces, habiendo ganado ocho títulos de liga y mantenido una supremacía sobre Colo-Colo, hasta esta temporada. El descenso del cuadro de Calama, fue finalmente por secretaría, luego de que la ANFP, restara 3 puntos a Cobreloa, luego de que Audax Italiano y Ñublense (equipo que también descendió, aparte de los loínos y Barnechea), acusaron a los loínos, de usar a Alejandro Hisis, como miembro de su cuerpo técnico (él arrancó ese torneo, como miembro del cuerpo técnico, del equipo de Chillán).
En el Torneo de Apertura 2015, Colo-Colo se coronó campeón por 31.ª vez en su historia, pese a que no jugó su partido como visitante ante Santiago Wanderers (cuyo partido se jugó posteriormente sin público, perdiendo por 2-1), debido a los graves incidentes, provocados por los hinchas "albos" y "caturros", cuyos incidentes se iniciaron en las calles de Valparaíso y que posteriormente, se trasladaron al Estadio Elías Figueroa Brander. Colo Colo fue beneficiado, luego de que Audax Italiano, lo ayudara, luego de vencer como local por 1-0 a Universidad Católica, equipo que quería arrebatar el título al equipo colocolino, ya que estaba un punto abajo del "cacique", en la tabla de posiciones. Además, Colo-Colo lideró la tabla de posiciones, en las 15 fechas del torneo, a pesar del intento de Universidad Católica, de arrebatarle el liderato y el título y particularmente, por el triunfo en la agonía del equipo cruzado, sobre el equipo albo, en la 8.ª Fecha del certamen. Además, el entrenador albo José Luis Sierra, pasó a la historia de Colo-Colo, como el octavo en ser campeón con el "Cacique", como jugador y entrenador. Además, mientras ese torneo estaba en desarrollo, también estuvo marcado por la renuncia de Sergio Jadue, como presidente de la ANFP, tras 4 años y medio de gestión, luego de que el polémico dirigente, confirmó su participación en el FIFAgate, por lo que el primer vicepresidente Jaime Baeza, lo reemplazó interinamente en la presidencia de la ANFP y en plenas elecciones, realizadas en enero de 2016, Arturo Salah se convirtió en el nuevo presidente del organismo de Quilín, tras vencer de manera estrecha a Pablo Milad, quien en la actualidad, es el actual presidente del organismo. El 6 de mayo de 2016, la FIFA (a través de su Comisión de Ética Independiente) decidió suspender de por vida a Sergio Jadue, de cualquier actividad relacionada con el fútbol profesional, cuya sanción también recaló en ese mismo día, al expresidente de la FCF Luis Bedoya Giraldo.

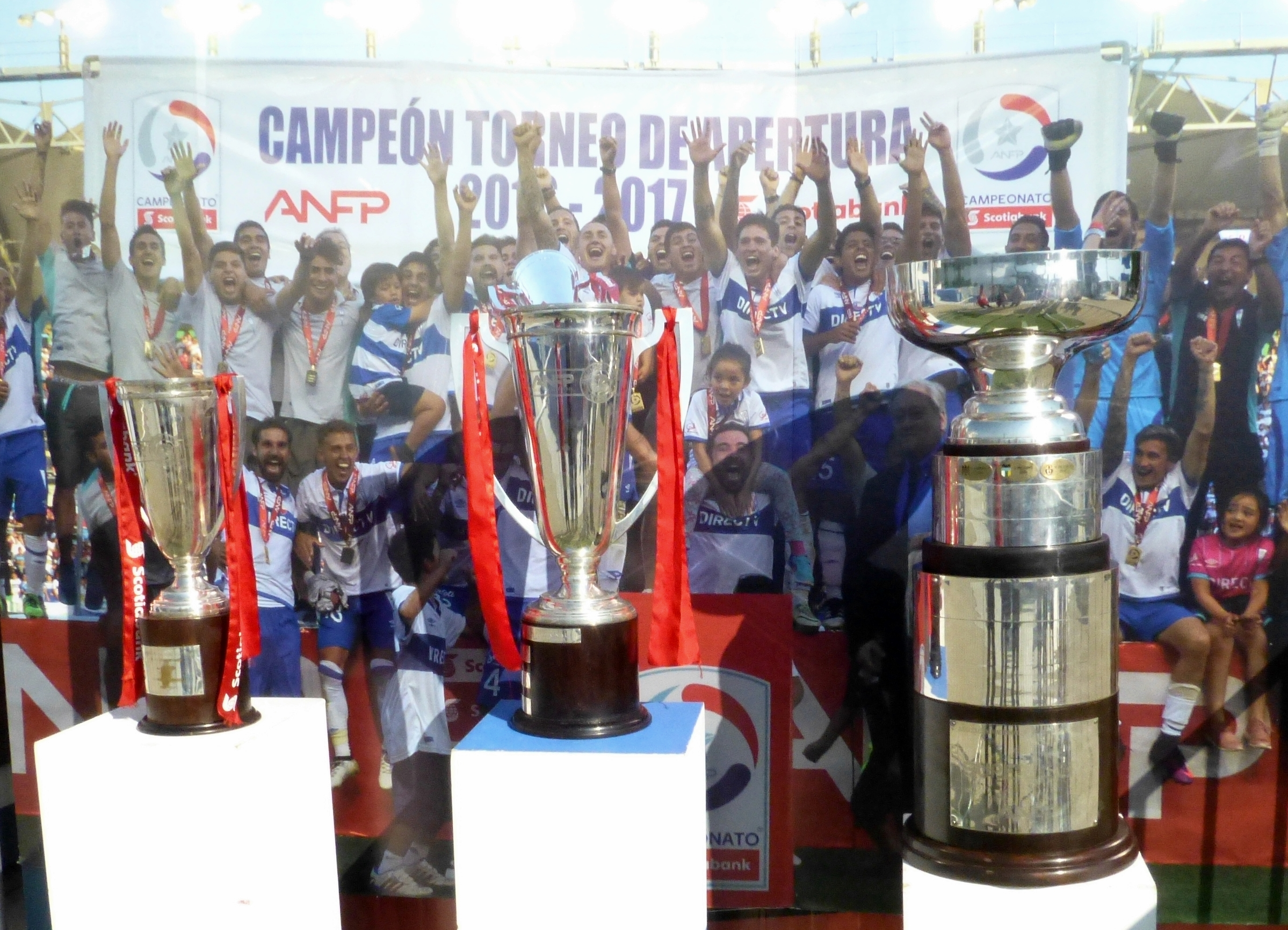
En 2016, Universidad Católica se consagró bicampeón y obtuvo la Supercopa.

En el Clausura 2016, Universidad Católica logró su estrella número once en la última fecha. Derrotó por 2:1 a Audax Italiano y obtuvo 29 puntos, uno más que su perseguidor más cercano, Colo-Colo y por dos sobre O'Higgins (que había llegado como puntero a la última fecha). Entre las figuras del campeón estuvieron Cristopher Toselli, Guillermo Maripán, José Pedro Fuenzalida, Jeisson Vargas y Nicolás Castillo y todos comandados por Mario Salas. En quince partidos, la franja totalizó nueve victorias, dos empates y cuatro derrotas. En la parte baja, San Marcos de Arica y Unión La Calera fueron los equipos, que sufrieron el descenso a la Primera B. Si bien los ariqueños terminaron empatados con San Luis de Quillota, en la tabla acumulada de la temporada, su peor diferencia de goles, les pasó rápidamente la cuenta y provocó su descenso, luego de 2 años de estadía en la máxima categoría y los caleranos fueron el equipo, de peor puntaje acumulado en la temporada, ya que terminaron debajo de los ariqueños y los quillotanos, en la tabla acumulada. Por otro lado, este torneo también marcó el debut del argentino Sebastián Becaccece, como entrenador de la Universidad de Chile y su primer torneo en el banco de los azules, estuvo marcado por el mal desempeño del equipo en el torneo y los problemas de indisciplina, causados por los propios jugadores del plantel del equipo universitario.
El 8 de diciembre de 2016, Universidad Católica obtuvo su duodécima estrella y el primer bicampeonato de su historia en torneos de Primera División. Por la última fecha del Apertura 2016 derrotó 2:0 a Deportes Temuco en el Estadio Germán Becker, ambos goles convertidos por Nicolás Castillo. Entre las figuras del equipo bicampeón, que además ganó la Supercopa de Chile 2016 en el mismo semestre, estuvieron Cristopher Toselli, Guillermo Maripán, Alfonso Parot, César Fuentes, Enzo Kalinski, Diego Buonanotte, Ricardo Noir; José Pedro Fuenzalida y Nicolás Castillo, goleador del torneo tal como el semestre anterior. En quince partidos, Universidad Católica totalizó nueve victorias, cuatro empates y dos derrotas.
En el Torneo de Clausura 2017, Universidad de Chile se coronó campeón, tras una cerrada lucha con su archirrival Colo-Colo. El "Romántico Viajero" aprovechó el tropiezo del "Cacique" en la penúltima fecha y se quedó con el título en la última fecha, derrotando como local a San Luis de Quillota, aunque en esa misma última fecha, Colo-Colo derrotó como visita al descendido Cobresal en La Serena. Precisamente, el equipo de la altura de El Salvador, descendió automáticamente a la Primera B, luego de 14 años y medio consecutivos en la Primera División, luego de empatar como visitante ante Santiago Wanderers en Valparaíso. El torneo también estuvo marcado, por el bajo nivel de la Universidad Católica, que aspiraba al tricampeonato nacional (que perdió en la fecha 13 tras caer 2-1 frente a Huachipato en Talcahuano), de la mano de su exitoso entrenador Mario Salas. Su concentración en la Copa Conmebol Libertadores 2017, le pasó la cuenta al equipo del "Comandante" en el plano local, ya que estaba incluso, en los últimos puestos de la tabla del Clausura, pero terminó recuperando terreno y finalizó en el cuarto lugar del Clausura, aunque se quedó con la tabla acumulada de la temporada 2016-17, pese a que el equipo se reforzó con el delantero uruguayo Santiago "El Tanque" Silva, que llegó para reemplazar al ídolo cruzado Nicolás Castillo, quien emigró a México. También se destacó la buena campaña de Deportes Iquique, que estuvo puntero en la mitad del campeonato, pero terminó fuera de los primeros lugares, repitiendo su bajón del torneo anterior, específicamente en la parte final del campeonato.
En el Torneo de Transición 2017; Colo-Colo, Unión Española, Universidad de Chile, Everton y Audax Italiano, tuvieron una reñida lucha por quedarse con el título, cuyo título finalmente quedó en manos del equipo albo, que derrotó como visitante a Huachipato por 3-0 en Concepción y bajó su 32° estrella en su firmamento, luego de un año y medio de no poder conseguir la corona, pese a los intentos de Unión Española y Universidad de Chile, que ganaron sus compromisos como locales y que eran los únicos que aspiraban a arrebatar el título a Colo-Colo, equipo que se dio el gusto de derrotar, no solo a los 4 equipos anteriormente señalados, que fueron sus rivales directos, sino que también a Universidad Católica como visitante. Colo-Colo con Pablo Guede en la banca, tuvo como figuras importantes a Esteban Paredes, Jaime Valdés, Jorge Valdivia (que regresó a Chile luego de jugar casi 11 años en el extranjero), Julio Barroso, Agustín Orión (que reemplazó definitivamente a Justo Villar), el argentino nacionalizado chileno Matías Zaldivia (quien al año siguiente, sería relegado al banco por el también argentino Juan Manuel Insaurralde) y Octavio Rivero, este último no había jugado en el inicio del torneo, pero apareció en la recta final del torneo, anotando goles claves como el que le hizo a Audax Italiano, Unión Española y Everton, además del gol en el partido decisivo ante Huachipato y en el partido anterior ante Curicó Unido, equipo que hizo su reestreno en la máxima categoría. De paso, Colo-Colo se tomó revancha de su archirrival Universidad de Chile, no solo por arrebatarles el título en el torneo anterior; sino que también, al vencerles por 4-1 en el Estadio Monumental, con un triplete incluido de Esteban Paredes.

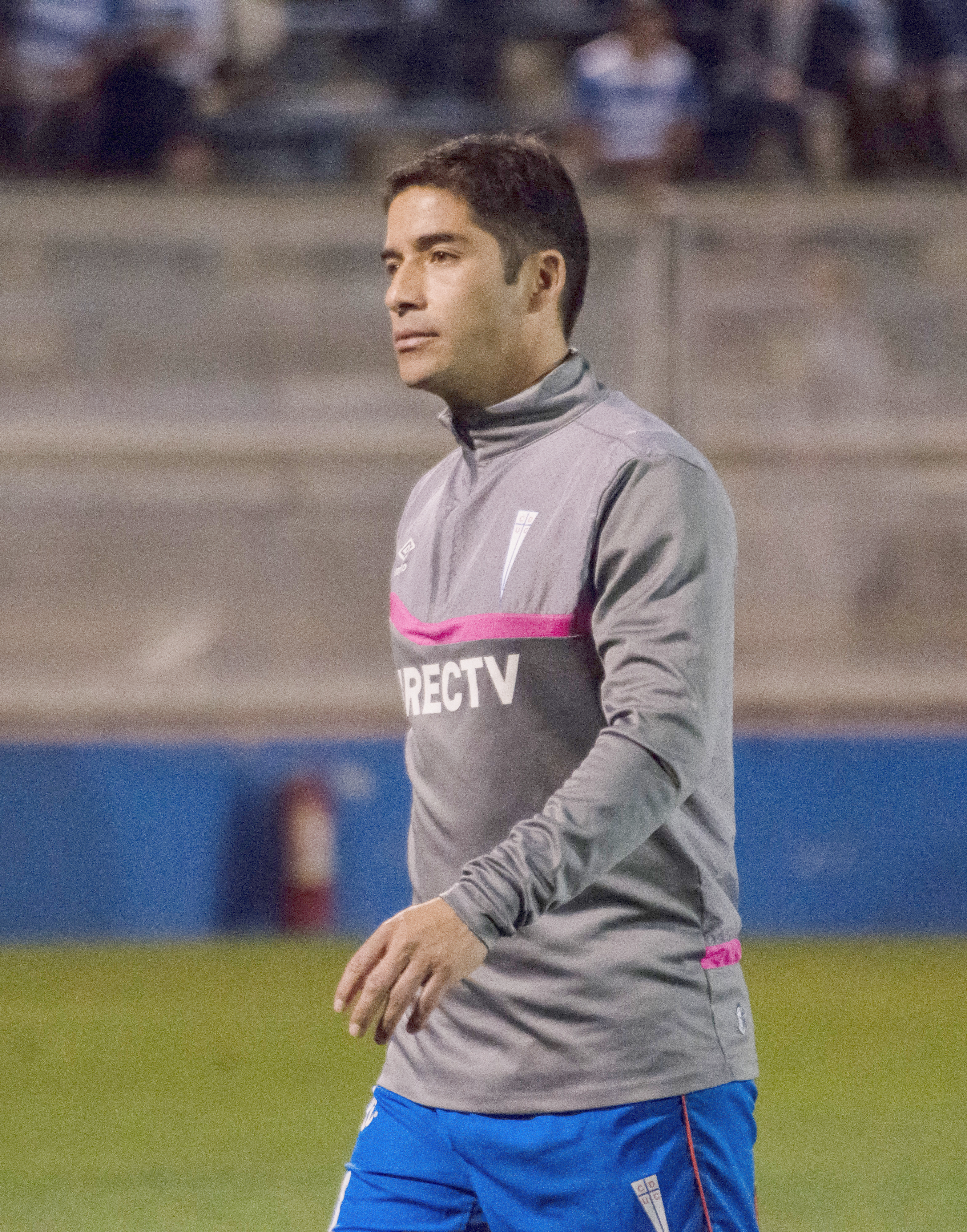
Cristián Álvarez se retiró en la temporada 2018 como campeón del fútbol chileno. En su historial en Universidad Católica ganó cinco títulos de Primera División, una Copa Chile y una Supercopa.

El 2 de diciembre de 2018, Universidad Católica llegó a la última fecha del torneo oficial de ese año con 3 puntos de ventaja sobre Universidad de Concepción. Su rival fue Deportes Temuco, equipo que disputaba su permanencia en la Primera División, en el estadio Germán Becker. El partido fue arduamente disputado y una fuerte infracción de Mathias Riquero terminó con la lesión del joven Ignacio Saavedra, una de las figuras del conjunto cruzado. Riquero fue expulsado y Temuco quedó con un jugador menos a los 6 minutos. No todo fue adverso para los locales, debido a que Matías Donoso abrió la cuenta mediante lanzamiento penal a los 14 minutos. A partir de entonces, Universidad Católica luchó por obtener la igualdad. A los 53 minutos Jaime Carreño anotó el 1:1 con un potente remate de derecha. A los 68 minutos, Andrés Vilches convirtió el 2:1 para los cruzados y desató los festejos del equipo campeón. La campaña del campeón consistió en 17 triunfos, 10 empates y 3 derrotas, con 39 goles a favor y 25 en contra. La celebración cruzada fue masiva no solo en el Germán Becker sino en la denominada Plaza Italia, punto de encuentro tradicional en celebraciones deportivas o sociales, y otros lugares de Chile. Con su decimotercera estrella obtenida en 2018, Católica ganó 3 de los últimos 5 torneos nacionales hasta esa fecha. Entre las figuras del campeón se encontraron Matias Dituro, Germán Lanaro, José Pedro Fuenzalida, Luciano Aued, Ignacio Saavedra, Diego Buonanotte, Benjamin Kuscevic y Cristian Álvarez. En esa temporada, en materia de fichajes, se destacaron fichajes como el del argentino Juan Manuel Insaurralde y el regreso del seleccionado paraguayo Lucas Barrios en Colo-Colo, el brasileño Rafael Vaz y el seleccionado pañameño Armando Cooper en la Universidad de Chile (Cooper jugaría en ese mismo año, el Mundial de Rusia 2018 con su selección pañameña) y el bombástico fichaje del seleccionado y mundialista uruguayo Sebastián Abreu en Audax Italiano.
El 29 de noviembre de 2019, Universidad Católica logró un nuevo bicampeonato. Ganó su decimocuarto título de primera división, el quinto conseguido en la década y el octavo torneo oficial desde 2010, considerando 1 Copa Chile y 2 Supercopas. Las protestas en Chile de 2019, conocidas como la Revolución de los 30 pesos o Chile despertó, motivaron que el Consejo de Presidentes de la ANFP decidiera concluir el torneo oficial a falta de seis fechas, sin ascensos ni descensos. Pese a su ventaja de 13 puntos sobre Colo-Colo en la tabla de posiciones, la postura oficial del equipo cruzado, fue que el campeonato prosiguiera para no sacar ventajas deportivas. La campaña de Universidad Católica fue considerada muy exitosa, con 16 triunfos, 5 empates y 3 derrotas. Entre las figuras del bicampeón asomaron José Pedro Fuenzalida, Edson Puch, Matías Dituro, César Pinares, Benjamín Kuscevic, Germán Lanaro, César Fuentes y Luciano Aued. Con el título de 2019, y su rendimiento deportivo durante el decenio (629 puntos en 339 partidos), Universidad Católica se consagró como el mejor equipo de la década. Ese torneo también estuvo marcado, por el récord del delantero de Colo-Colo Esteban Paredes, que con el gol que le anotó a su archirrival la Universidad de Chile, en el Superclásico de octubre en el Estadio Monumental, que terminó con el triunfo de los albos por 3-2, se convirtió en el máximo goleador histórico de la Primera División de la fútbol chileno, superando la marca del también ídolo colocolino Francisco "Chamaco" Valdés. El equipo albo se reforzó con el argentino Pablo Mouche y el peruano Gabriel Costa, quienes fueron piezas claves, en la obtención del subcampeonato, lo que le permitió precisamente al Cacique, clasificar como Chile 2 a la Copa Libertadores 2020.

### Años 2020

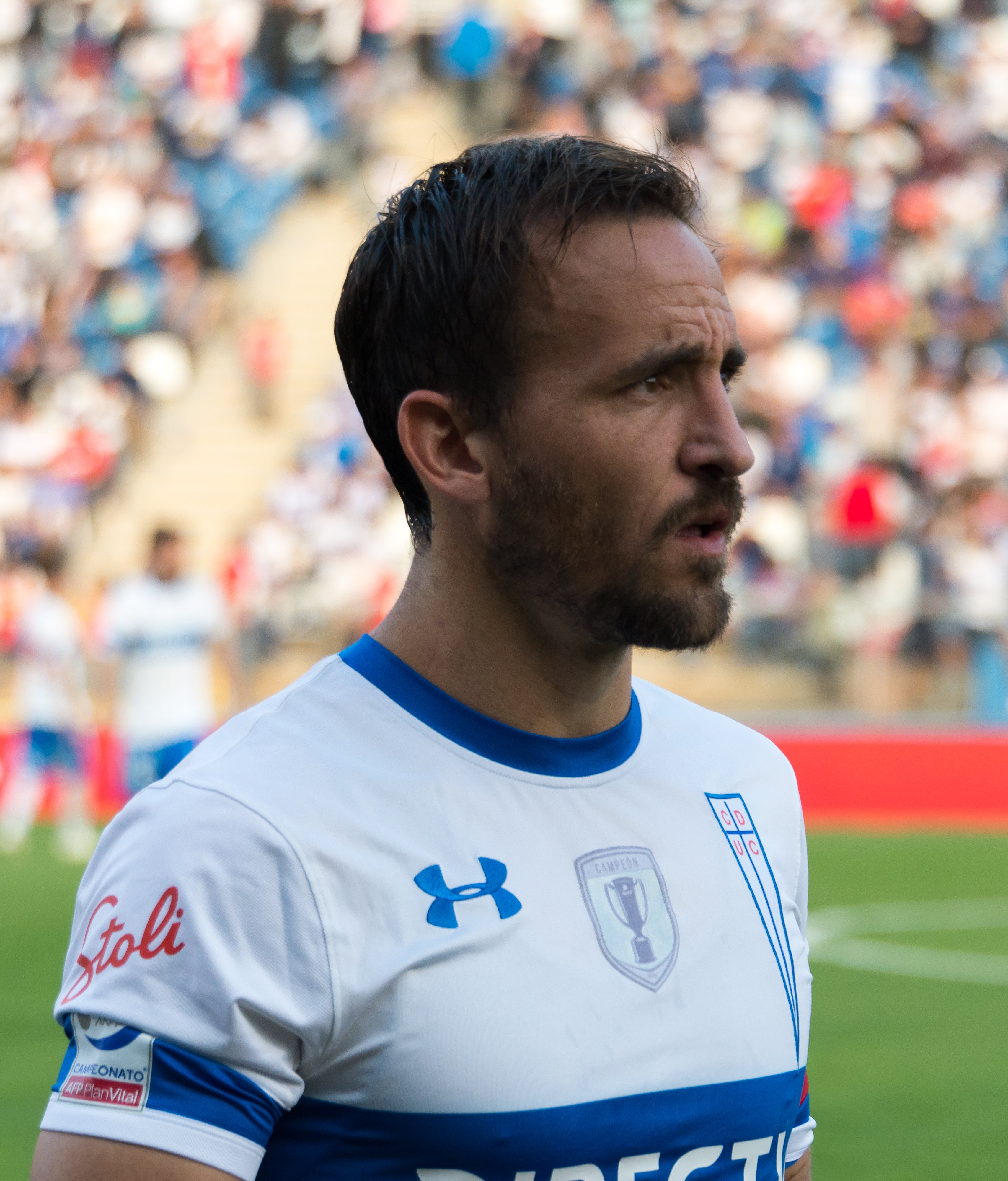
En 2021, José Pedro Fuenzalida fue una figura destacada en el primer tetracampeonato de Universidad Católica.

El 10 de febrero de 2021, disputándose el Torneo Oficial 2020, aplazado por la Pandemia de COVID-19, Universidad Católica ganó el primer tricampeonato de su historia, obteniendo el decimoquinto título, y el quinto de los últimos siete torneos oficiales en Chile. Lo logró tras obtener 17 triunfos, 11 empates y 5 derrotas. Los jugadores más destacados de la campaña fueron Matías Dituro, Valber Huerta, Germán Lanaro, Ignacio Saavedra, Luciano Aued, José Pedro Fuenzalida, Gastón Lezcano, Fernando Zampedri y Edson Puch. En la parte baja de la tabla, Colo-Colo debió jugar un partido por la permanencia en la máxima categoría, por primera vez en su historia, el que logró superar tras vencer 1-0 a Universidad de Concepción, con gol del argentino Pablo Solari, en un duelo que se disputó el 17 de febrero de 2021, en el Estadio Fiscal de Talca. En materia de fichajes, sorprendieron los fichajes del seleccionado y mundialista pañameño Cecilio Waterman en la Universidad de Concepción y del colombiano Reinaldo Lenis en la Universidad de Chile. Además, en medio de sus crisis deportiva e institucional y a pocos meses, de salvarse del descenso, Colo-Colo acertó con los fichajes del defensa uruguayo Maximiliano Falcón y el argentino Pablo Solari, quienes fueron fundamentales en el equipo de Gustavo Quinteros, para lograr mantener la categoría.

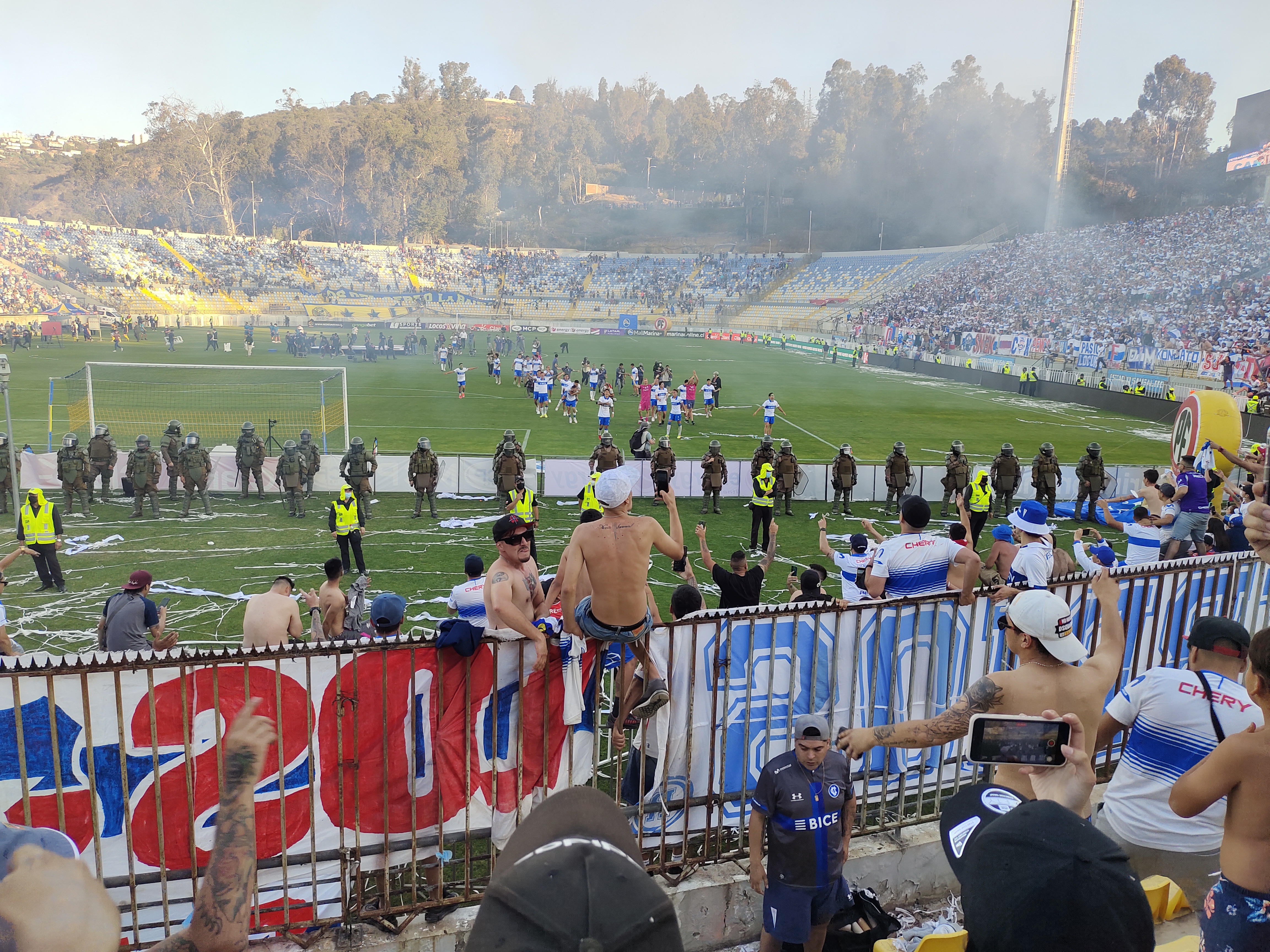
Festejos de jugadores e hinchas de Universidad Católica tras la obtención del tetracampeonato.

Previamente a la recta final de la Primera División, Universidad Católica se coronó campeón de la Supercopa de Chile 2021, tras superar por penales a Ñublense, luego de igualar 1-1 en los 90 minutos y con este título, superó en títulos oficiales a Universidad de Chile, uno de sus rivales clásicos. El 4 de diciembre de 2021, en el último partido de la Primera División 2021, la franja derrotó por 3 a 0 a Everton en el Estadio Sausalito, alcanzando su estrella número 16 en Primera División y coronándose tetracampeón del torneo nacional. El equipo cruzado ganó 12 de los últimos 13 partidos disputados, perdiendo únicamente ante Colo-Colo, equipo al cual le remontó ocho puntos de ventaja y que sufrió un bajón futbolístico en las últimas fechas del campeonato, principalmente por los contagios que sufrió el plantel albo. Aunque Colo Colo había conseguido un tetracampeonato de torneos cortos, entre las temporadas 2006 y 2007, Universidad Católica fue el primero en ganar cuatro torneos largos de manera consecutiva. También estuvo marcado, por las crisis deportiva e institucional de la Universidad de Chile, que nuevamente peleó el descenso y logró salvarse, aunque esta vez lo hizo en cancha, cuando venció a Unión La Calera por 3-2 en Rancagua, con el gol agónico de Junior Fernandes, en el tiempo de descuento.
En la temporada 2022, Colo-Colo se cobró la revancha, de haber perdido el título del torneo anterior y de la mano de su entrenador Gustavo Quinteros, logró bajar su anhelada y esquiva estrella N° 33. Los albos contaron con grandes figuras como Brayan Cortés, Óscar Opazo, Maximiliano Falcón, Emiliano Amor, Matías Zaldivia, Gabriel Suazo, Esteban Pavez, César Fuentes, Leonardo Gil, Gabriel Costa, Marcos Bolados, Pablo Solari (que estuvo en la primera parte del año) y el goleador argentino Juan Martín Lucero (quién anotó 15 goles), además de canteranos como Vicente Pizarro, Alexander Oroz y Omar Carabalí, que fueron piezas fundamentales del título albo. La temporada estuvo marcada por la gran participación de Ñublense y Curicó Unido, quienes fueron los escoltas del Cacique en el torneo y lograron además, clasificar por primera vez a la Copa Libertadores 2023, como Chile 2 y Chile 3 respectivamente. También estuvo marcado, por la opaca temporada del tetracampeón Universidad Católica, que a partir de su derrota ante Colo-Colo en la Supercopa, sufrió un bajo rendimiento en el torneo, lo que provocó la salida del entrenador argentino Cristian Paulucci y la vuelta de su compatriota Ariel Holan, quien ganó el título de 2020 con el equipo cruzado. Pese a la vuelta de Holan, Universidad Católica reaccionó muy tarde y se llevó un doble premio de consuelo: Clasificar a la Copa Sudamericana 2023 y tener al argentino Fernando Zampedri, como el máximo goleador del torneo, por tercer año consecutivo. Además, Universidad de Chile continuó con la crisis deportiva e institucional, que atraviesa en los últimos años y pese a tener 3 entrenadores en todo el torneo, nuevamente se salvó del descenso, aunque esta vez lo hizo a falta de una fecha, para el final del torneo. También estuvo marcado por la participación de Colo-Colo, Universidad Católica y Everton, en la Copa Libertadores 2022 y en la Copa Sudamericana 2022, donde albos, cruzados y ruleteros, sufrieron tempraneras eliminaciones.
En la temporada 2023, Huachipato que era dirigida por el entrenador argentino Gustavo Álvarez y que contaba con jugadores como Gabriel Castellón, Gonzalo Montes y Cris Martínez entre otros, dio la tremenda sorpresa y se coronó campeón, al ganar como local en la última fecha a Audax Italiano por 2-0 y aprovechando la caída del Cobresal de Gustavo Huerta -que había liderado gran parte del torneo- como visitante ante Unión Española. La temporada también estuvo marcada, por la floja campaña de los equipos grandes (el Colo-Colo de Gustavo Quinteros terminó tercero en el campeonato, pero salvó el año ganando la Copa Chile), así como también la vuelta de Magallanes a la Primera División, después de 37 años de ausencia y que terminó descendiendo rápidamente, en la última fecha y el debut en la categoría de Deportes Copiapó, que terminó antepenúltimo en la tabla de posiciones. No olvidar también, que el equipo carabelero que tenía a Felipe Flores y al colombiano Yorman Zapata como sus referentes, participó a nivel internacional por partida doble, ya que compitió en la Copa Libertadores de América y en la Copa Sudamericana. Además, Colo-Colo y Universidad Católica se enfrentaron 4 veces en la temporada (2 por el Torneo Nacional y otros 2 por la Copa Chile), que arrojó 2 triunfos albos (ambos en el Estadio Monumental) y 2 empates sin goles (ambos en el Estadio Santa Laura Universidad-SEK).
El torneo de 2024 es considerado por hinchas y analistas, como el mejor de los torneos largos, tras una encarnizada lucha que protagonizaron Colo Colo y Universidad de Chile (la primera entre ambos desde 1998) obteniendo casi 20 puntos sobre el tercero que fue el sorprendente Deportes Iquique de Miguel Ramírez (que venía regresando a la máxima categoría y que le arrebató el Chile 3 para la Copa Libertadores de América 2025 a la Universidad Católica, ocurrido el sábado de la Teletón). El equipo cruzado dirigido por el brasileño Tiago Nunes y que perdió como local por 2-1 ante Coquimbo Unido, tuvo que conformarse con asegurar su boleto en la Copa Sudamericana 2025. Lo único restacable del equipo cruzado, es que el delantero argentino Fernando Zampedri, no solo se convirtió en el pentagoleador del torneo nacional; sino que también, en el máximo goleador histórico del equipo de la franja. El título cayó finalmente del lado del equipo albo, dirigido por el argentino Jorge Almirón, tras empatar en la última fecha como visita 1-1 ante el descendido Deportes Copiapó y dado que el equipo azul dirigida por su compatriota Gustavo Álvarez, no pudo ganar su partido de local ante Everton, empatando por el mismo resultado, lo que hubiese forzado un partido de definición. El gol de Arturo Vidal, quien regresó al club que lo formó, después de 17 años de jugar en el extranjero, le dio el título 34 al Cacique, quien en una impensada arremetida final, remontó los 10 puntos de ventaja que los azules – quienes lideraron casi todo el torneo – llegaron a tener, además de destacar en el plano internacional, tras llegar a cuartos de final de la Copa Libertadores de América. También estuvo marcado por el descenso de Cobreloa, que tuvo que regresar a la Primera B, luego de estar solo un año en la máxima categoría, siendo su segundo descenso en la historia, tras haber descendido a mediados de 2015.

## Sistema de campeonato
Históricamente, el fútbol chileno siempre ha sido calendarizado anualmente, es decir, los torneos siempre han comenzado durante el primer semestre del año, y han terminado en el segundo del mismo año. Tradicionalmente también se ha optado por torneos largos, sin ninguna clase de liguilla al final de cada fase regular. Formato que en la actualidad es utilizado desde el año 2018. Lo cual significa que ha habido excepciones, pues primero se experimentó con torneos cortos en el año 1997, para luego retomar el sistema tradicional en 1998. Más tarde en 2002 se volvió a implementar el sistema de torneos cortos, con una fase de play-offs luego de cada fase regular, este sistema duró hasta el año 2012 (exceptuando al año 2010), para en 2013 pasar a un torneo sin play-offs pero siguiendo la fase regular de torneos semestrales. También a partir de ese año se implementó el calendario europeo, el cual consiste en comenzar los torneos durante el segundo semestre para terminarlos en el primero del siguiente año, para 2017 este sistema fue desechado volviendo así al sistema tradicional y actual. Cabe señalar que para el año 2019 se optó por suspender los descensos por motivos de fuerza mayor, lo cual cambió radicalmente las bases para el año 2020, torneo en el cual se pasará a realizar el torneo con 18 equipos, cambiando las bases del descenso y añadiendo una tabla de puntos obtenidos por un coeficiente de rendimiento entre la temporada 2019 y 2020. Actualmente las reglas de la fase regular son las siguientes:
- Después de 8 años el torneo 2018 se jugará en dos ruedas (torneo largo), bajo el sistema de todos contra todos.
- Al final del certamen el equipo ganador se corona como «Campeón Nacional de Primera División del Fútbol Profesional Chileno».
- El 1°, 2° y 3° lugar tendrán acceso a jugar Copa Libertadores
- El 4°, 5°, 6° y 7° lugar tendrán acceso a jugar Copa Sudamericana
- Finalizada la temporada, los clubes ubicados en la última posición de la tabla regular, y de la tabla de coeficiente de rendimiento, serán relegados a la Primera B de Chile. Los ascensos y descensos se harán efectivos a partir de la temporada siguiente a aquella en que se produjeron.
- Mientras que los equipos ubicados penúltimos de las tablas ya mencionadas, serán emparejados en una liguilla para definir el tercer descenso.[28]

## Cobertura mediática

### Cobertura televisiva
- TNT Sports (transmite todos los partidos)[29]
  -  Max (transmite todos los partidos)
  -  CNN Chile (solo transmite cuando hay 3 o más partidos en simultáneo)[30]
  -   Space (solo transmite cuando hay 3 o más partidos en simultáneo)
  -     TNT (solo transmite cuando hay 3 o más partidos en simultáneo)[30]
  -        TNT Series (solo transmite cuando hay 3 o más partidos en simultáneo)
  -  TNT Sports (solo transmite partidos destacados)
- Mega/Mega 2 (transmite un partido por fecha)[31]

## Patrocinios
| Período   | Patrocinador    |
| --------- | --------------- |
| 1933–1992 | Sin Patrocinios |
| 1993–2009 | Banco Estado    |
| 2010–2013 | Petrobras       |
| 2014–2018 | Scotiabank      |
| 2019–2022 | AFP PlanVital   |
| 2023      | Betsson         |
| 2024–     | Itaú            |

## Equipos participantes Primera División de Chile
Un total de 54 equipos (considerando fusiones y cambios de nombre), ha participado a lo largo de las 93 temporadas de la Primera División, de los cuales 16 han obtenido alguna vez el campeonato.
Solo Colo-Colo ha jugado las 93 temporadas del fútbol chileno en Primera División. Lo sigue de cerca Unión Española, que no jugó en 1939 por la guerra civil española, y jugó en Primera B entre 1998 y 1999.

### Equipos según el año de su primera participación
| Año     | Equipos |
| ------- | --- |
| 1933    | Ver lista Audax Italiano Badminton Colo Colo Green Cross Magallanes Morning Star Santiago National Unión Española |
| 1934    | Ver lista Carlos Walker Deportivo Alemán Ferroviarios Santiago                                                    |
| 1936    | Santiago Morning                                                                                                  |
| 1937    | Santiago Wanderers                                                                                                |
| 1938    | Universidad de Chile                                                                                              |
| 1939    | Metropolitano y Universidad Católica                                                                              |
| 1940    | Santiago National Juventus                                                                                        |
| 1944    | Everton |
| 1946    | Iberia |
| 1950    | Ferrobádminton |
| 1953    | Palestino y Rangers                                                                                               |
| 1955    | O'Higgins |
| 1956    | San Luis |
| 1958    | Deportes La Serena                                                                                                |
| 1962    | Unión La Calera y Unión San Felipe                                                                                |
| 1963    | Coquimbo Unido |
| 1965    | Deportes Temuco                                                                                                   |
| 1967    | Huachipato |
| 1968    | Deportes Concepción                                                                                               |
| 1969    | Deportes Antofagasta                                                                                              |
| 1970    | Lota Schwager |
| 1972    | Naval |
| 1974    | Aviación |
| 1976    | Deportes Ovalle                                                                                                   |
| 1977    | Ñublense |
| 1978    | Cobreloa |
| 1980    | Deportes Iquique                                                                                                  |
| 1982    | Deportes Arica y Regional Atacama                                                                                 |
| 1983    | Fernández Vial y Trasandino                                                                                       |
| 1984    | Cobresal |
| 1988    | Deportes Valdivia                                                                                                 |
| 1991    | Provincial Osorno                                                                                                 |
| 1993    | Deportes Melipilla                                                                                                |
| 1997    | Deportes Puerto Montt                                                                                             |
| 2003    | Universidad de Concepción                                                                                         |
| 2008    | Curicó Unido |
| 2014-15 | Barnechea |
| 2023    | Deportes Copiapó                                                                                                  |
| 2025    | Deportes Limache                                                                                                  |

- Aparecen en negrita los equipos que militan actualmente en la primera categoría.
- Aparecen en cursiva los equipos desaparecidos.

### Equipos participantes 2025
Los siguientes 16 clubes, participan en la Primera División de la Temporada 2025.
| Audax Italiano                     | Santiago     | 30 de noviembre de 1910 | Juan José Ribera    | Bicentenario de La Florida               | 12 106 | Macron   | Traverso              |
| Cobresal                           | El Salvador  | 5 de mayo de 1979       | Gustavo Huerta      | El Cobre                                 | 12 000 | KS7      | Comercial San Ignacio |
| Colo-Colo                          | Santiago     | 19 de abril de 1925     | Jorge Almirón       | Monumental                               | 47 347 | Adidas   | Jugabet               |
| Coquimbo Unido                     | Coquimbo     | 30 de agosto de 1958    | Esteban González    | Francisco Sánchez Rumoroso               | 18 500 | Capelli  | Rojabet               |
| Deportes Iquique                   | Iquique      | 21 de mayo de 1978      | Fernando Díaz       | Tierra de Campeones                      | 13.171 | Rete     | Collahuasi            |
| Deportes La Serena                 | La Serena    | 9 de diciembre de 1955  | Erwin Durán         | La Portada                               | 18.500 | Fiume    | Tonybet               |
| Deportes Limache                   | Limache      | 1 de noviembre de 2012  | Víctor Rivero       | Nicolás Chahuán Nazar                    | 9.200  | Claus-7  | CVU                   |
| Everton                            | Viña del Mar | 24 de junio de 1909     | Mauricio Larriera   | Sausalito                                | 23 423 | Charly   | Terrawind             |
| Huachipato                         | Talcahuano   | 7 de junio de 1947      | Jaime García        | Huachipato-CAP Acero                     | 10 751 | Marathon | Novibet               |
| Ñublense                           | Chillán      | 20 de agosto de 1916    | Ronald Fuentes      | Nelson Oyarzún Arenas                    | 12 000 | Capelli  | IANSA                 |
| O'Higgins                          | Rancagua     | 7 de abril de 1955      | Francisco Meneghini | El Teniente                              | 15 809 | Joma     | Latamwin              |
| Palestino                          | Santiago     | 20 de agosto de 1920    | Lucas Bovaglio      | Municipal de La Cisterna                 | 11 107 | Capelli  | Bank of Palestine     |
| Unión Española                     | Santiago     | 18 de mayo de 1897      | José Luis Sierra    | Santa Laura-Universidad SEK              | 21 894 | Reebok   | Universidad SEK       |
| Unión La Calera                    | La Calera    | 26 de enero de 1954     | Walter Lemma        | Nicolás Chahuán Nazar                    | 9 000  | Givova   | ulc.cl                |
| Universidad Católica               | Santiago     | 21 de abril de 1937     | Tiago Nunes         | San Carlos de Apoquindo                  | 14 768 | Puma     | BICE                  |
| Universidad de Chile               | Santiago     | 24 de mayo de 1927      | Gustavo Álvarez     | Estadio Nacional Julio Martínez Prádanos | 48 665 | Adidas   | Jugabet               |
| Actualizado el 27 de abril de 2025 |              |                         |                     |                                          |        |          |                       |

### Equipos porregión
| Región               | N.º | Equipos                                                                                           |
| -------------------- | --- | ------------------------------------------------------------------------------------------------- |
| Región Metropolitana | 6   | Audax Italiano, Colo-Colo, Palestino, Unión Española, Universidad Católica y Universidad de Chile |
| Valparaíso           | 3   | Deportes Limache, Everton y Unión La Calera                                                       |
| Coquimbo             | 2   | Coquimbo Unido y Deportes La Serena                                                               |
| Atacama              | 1   | Cobresal                                                                                          |
| Tarapacá             | 1   | Deportes Iquique                                                                                  |
| O'Higgins            | 1   | O'Higgins                                                                                         |
| Ñuble                | 1   | Ñublense                                                                                          |
| Biobío               | 1   | Huachipato                                                                                        |

## Equipos participantes Primera División 2025
| Equipo               | Ciudad       | Primera participación | Temporadas totales | Último retorno | Temporadas consecutivas | Ubicación en el 2024 | Títulos | Torneo último título | Antigüedad |
| -------------------- | ------------ | --------------------- | ------------------ | -------------- | ----------------------- | -------------------- | ------- | -------------------- | ---------- |
| Audax Italiano       | Santiago     | 1933                  | 80                 | 1996           | 31                      | 10°                  | 4       | 1957                 | 114 años   |
| Cobresal             | El Salvador  | 1980                  | 34                 | 2019           | 7                       | 13°                  | 1       | C-2015               | 46 años    |
| Colo Colo            | Santiago     | 1933                  | 93                 |                | 93                      | 1°                   | 34      | 2024                 | 100 años   |
| Coquimbo Unido       | Coquimbo     | 1963                  | 30                 | 2022           | 4                       | 8°                   |         |                      | 66 años    |
| Deportes Iquique     | Iquique      | 1980                  | 26                 | 2024           | 2                       | 3°                   |         |                      | 47 años    |
| Deportes La Serena   | La Serena    | 1958                  | 44                 | 2025           | 1                       | 1ª                   |         |                      | 69 años    |
| Deportes Limache     | Limache      | 2025                  | 1                  |                |                         |                      |         |                      | 12 años    |
| Everton              | Viña del Mar | 1944                  | 69                 | 2016-17        | 10                      | 7°                   | 4       | A-2008               | 116 años   |
| Huachipato           | Talcahuano   | 1967                  | 53                 | 1995           | 32                      | 12°                  | 3       | 2023                 | 78 años    |
| Ñublense             | Chillán      | 1977                  | 17                 | 2021           | 5                       | 9°                   |         |                      | 108 años   |
| O'Higgins            | Rancagua     | 1955                  | 62                 | 2006           | 21                      | 14°                  | 1       | A-2013               | 70 años    |
| Palestino            | Santiago     | 1953                  | 71                 | 1990           | 37                      | 4°                   | 2       | 1978                 | 104 años   |
| Unión Española       | Santiago     | 1933                  | 91                 | 2000           | 27                      | 6°                   | 7       | T-2013               | 128 años   |
| Unión La Calera      | La Calera    | 1962                  | 27                 | 2018           | 8                       | 11°                  |         |                      | 71 años    |
| Universidad Católica | Santiago     | 1939                  | 85                 | 1976           | 50                      | 5°                   | 16      | 2021                 | 88 años    |
| Universidad de Chile | Santiago     | 1938                  | 88                 | 1990           | 37                      | 2°                   | 18      | C-2017               | 98 años    |

## Estadios

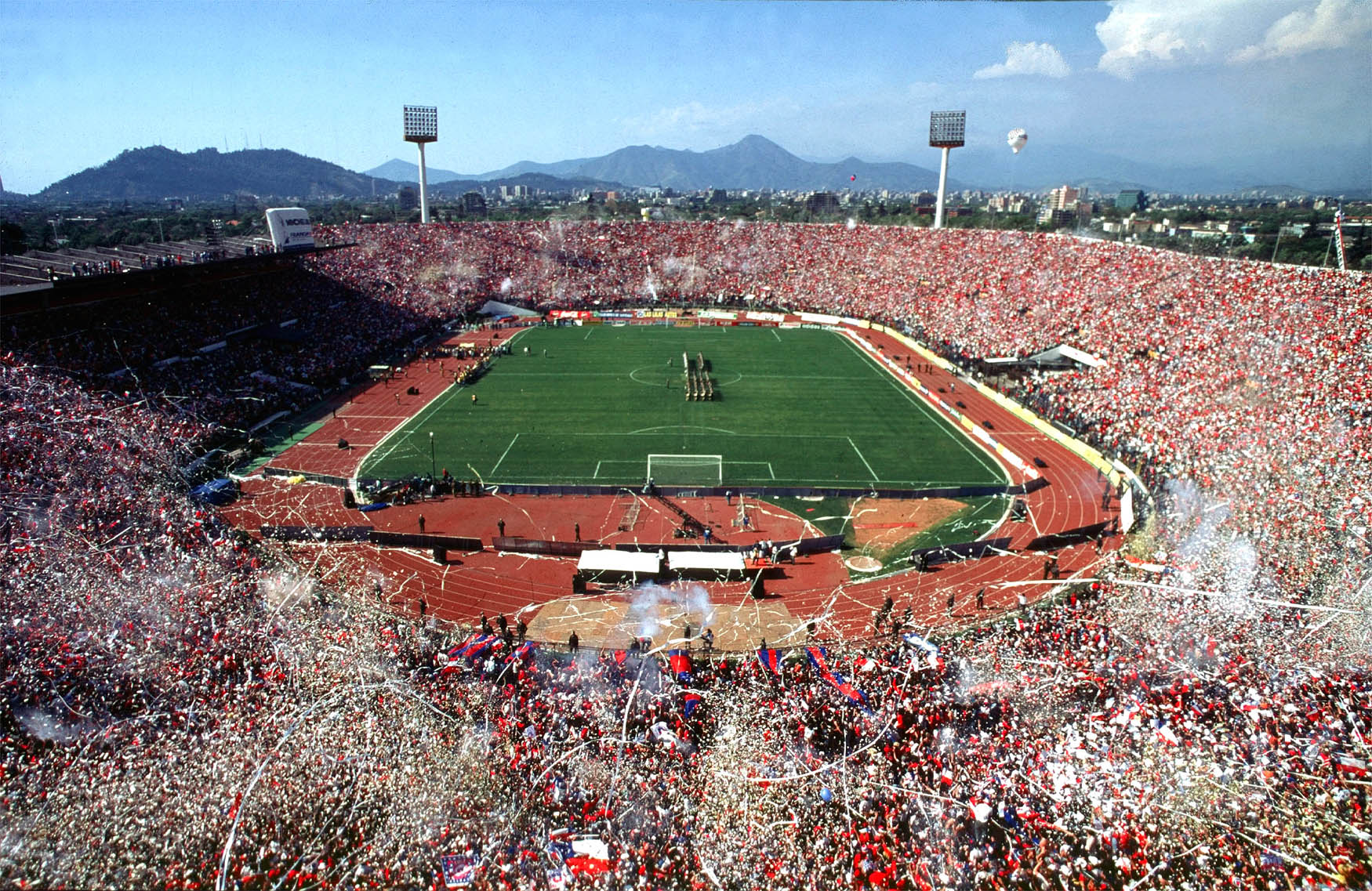
Estadio Nacional, el principal recinto deportivo del país desde 1938.

- Nacional Julio Martínez Prádanos. Capacidad: 48 665 espectadores. Propietario: Instituto Nacional de Deportes. Es el principal coliseo deportivo del país. Se ubica en la comuna de Ñuñoa, en Santiago. Fue construido en 1938, y llegó a tener una capacidad de 85 000 espectadores en 1962. Es el escenario con más actividades e hitos a nivel nacional, destacándose el albergar la final de la Copa Mundial de Fútbol de 1962, como también la final de la Copa Mundial de Fútbol Sub-20 de 1987. Además, se han disputado múltiples ediciones de la Copa América, con sus respectivas finales (1941, 1944, 1955, 1991 y 2015). A nivel de equipos, se han disputado en sus pastos varias ediciones y finales de la Copa Libertadores de América y Copa Sudamericana, destacando la de 2011, uno de los títulos oficiales del fútbol chileno. Es el estadio donde tanto la selección chilena, como Universidad de Chile, disputan sus partidos como local en torneos oficiales. El nombre del estadio constituye un homenaje para el comentarista deportivo Julio Martínez Prádanos, quien falleció el 2 de enero de 2008.
- Monumental. Capacidad: 47 347 espectadores. Propietario: Colo-Colo. Es el segundo estadio con mayor capacidad en el país, y se ubica en la comuna de Macul, en Santiago. Fue inaugurado en 1975, y reinaugurado en 1989, con una capacidad de más de 65 000 espectadores. Fue escenario de Copa América 2015 y del único título de un equipo chileno en la Copa Libertadores, 1991. Es el primer estadio chileno en tener museo de fútbol del país. Además, es uno de los estadios utilizados por la selección chilena en partidos oficiales y amistosos.

- San Carlos de Apoquindo. Capacidad: 20 249 espectadores.[34] Propietario: Universidad Católica. Se ubica en la comuna de Las Condes, en Santiago, y forma parte del complejo deportivo del mismo nombre. Al momento de su inauguración en 1988, San Carlos fue el cuarto recinto futbolístico de propiedad de los cruzados. Ha sido sede de la final de Copa Interamericana 1994, uno de los títulos internacionales del fútbol chileno a nivel de clubes, y de la selección chilena de fútbol en la Clasificación para la Copa Mundial de 2022. Adicionalmente, albergó encuentros de la selección chilena de rugby en clasificatorias, y otros torneos oficiales de este deporte.
- Santa Laura-Universidad SEK. Capacidad: 19 887 espectadores. Propietario: Unión Española. Se ubica en la comuna de Independencia, en Santiago. Fue inaugurado en 1923. Es el estadio de fútbol de primera división más antiguo del país, y en él se disputó el primer partido de la era profesional. En cuanto a otros deportes como el rugby, ha recibido al seleccionado chileno en clasificatorias mundialistas.
- Francisco Sánchez Rumoroso. Capacidad: 18 750 espectadores. Propietario: Municipalidad de Coquimbo. Se ubica en la ciudad de Coquimbo. Fue inaugurado en 1952. En ese escenario, el club Coquimbo Unido juega sus partidos de local. Fue remodelado en 2008 y reinaugurado en ese mismo año. El recinto recibió importantes torneos, como el Campeonato Sudamericano Sub-20 de 1997, el Preolímpico Sudamericano Sub-23 de 2004, la Copa Mundial Femenina de Fútbol Sub-20 de 2008, la Copa Mundial de Fútbol Sub-17 de 2015 y la Copa América Femenina 2018. A nivel local, fue sede de finales de Primera División, como ocurrió en la temporada 2005, y Copa Chile.
- Sausalito. Capacidad: 18 000 espectadores. Propietario: Municipalidad de Viña del Mar. Se ubica en la ciudad de Viña del Mar. Fue inaugurado en 1929. En ese escenario, el club Everton juega sus partidos de local. Ha sido sede de la Copa Mundial de Fútbol de 1962, y también de la Copa América de 1991 y 2015. En cuanto a otros eventos de relevancia internacional, fue sede de la Copa Mundial de Fútbol Sub-17 2015, jugándose la final del campeonato en este estadio. El estadio tuvo una remodelación en 2013 y se reinauguró en 2015.
- Nicolás Chahuán Nazar. Capacidad: 15 000 espectadores. Propietario: Municipalidad de La Calera. Se ubica en la ciudad de La Calera. Fue inaugurado en 1950. En ese escenario, el club Unión La Calera juega sus partidos de local. Ha sido sede de la Copa América Femenina Sub-17 de 2022.
- Tierra de Campeones Ramón Estay Saavedra. Capacidad: 13 171. Propietario: Municipalidad de Iquique. Se ubica en la comuna de Iquique. En ese escenario, el Club Deportes Iquique juega sus partidos de local. Fue inaugurado en 1993. En 2017 tuvo una remodelación y se reinauguró en el año 2020. Es considerado uno de los estadios más modernos del país. Albergó la final de la Copa Chile 2023 y la final de vuelta de Primera B, en el cual Iquique consiguió el pase para volver a la Primera División.
- Bicentenario El Teniente - Codelco. Capacidad: 12 476 espectadores. Propietario: Codelco. Se ubica en la ciudad de Rancagua. Fue construido en 1945 por la cuprífera norteamericana Braden Co. A principios de los años 1970, comenzó a ser denominado Estadio El Teniente. Cómo prueba de su antigüedad, gran parte del estadio estuvo construido sobre madera. Fue sede de la Copa Mundial de Fútbol de 1962, como también de la Copa América 2015. Tuvo una remodelación en 2013 y se reinauguró en 2014.
- Zorros del Desierto Capacidad 12 102 espectadores. Propietario: Municipalidad de Calama. Se ubica en la ciudad de Calama. Se inauguró en 1952 y reinauguró en 2015. Fue sede de la selección chilena en un partido de la Clasificación para la Copa Mundial de 2022.
- El Cobre Capacidad: 12 000 espectadores. Propietario: Codelco. Se ubica en el campamento minero de El Salvador. Fue inaugurado en 1980, y llegó a contar con un aforo de 22 103 espectadores.
- Bicentenario Municipal Nelson Oyarzún. Capacidad: 12 000 espectadores. Propietario: Municipalidad de Chillán. Se ubica en la ciudad de Chillán. Fue inaugurado en 1961. En ese escenario, el club Ñublense juega sus partidos de local. Ha sido sede de diferentes eventos como la Copa Mundial Femenina de Fútbol Sub-20 de 2008 y la Copa Mundial de Fútbol Sub-17 de 2015. Fue remodelado en 2007 y se reinauguró en 2008.
- Bicentenario de La Florida. Capacidad 12 000 espectadores. Propietario: Municipalidad de La Florida. Se ubica en la comuna de la Florida, en Santiago. En ese escenario, Audax Italiano juega sus partidos de local. Fue construido en 1986. Tuvo una remodelación en 2007 y se reinauguró en 2008, para la Copa Mundial Femenina de Fútbol Sub-20 de ese año. Posee césped artificial.
- Huachipato-CAP Acero. Capacidad: 10 751 espectadores. Propiedad: Huachipato. Se ubica en la ciudad de Talcahuano. Fue inaugurado en 2009. Está construido sobre el antiguo campo del Estadio Las Higueras. Es uno de los cuatro estadios pertenecientes a un club de fútbol. La construcción está basada en materiales como el acero y zinc. Su diseño obedece a los prototipos de estadios ingleses.
- Luis Valenzuela Hermosilla. Capacidad: 8.500 espectadores. Propiedad: Copiapó. Se ubica en la ciudad de Copiapó. Fue inaugurado en 1960 y reinaugurado en 2011, tras una remodelación.
- Municipal de La Cisterna. Capacidad: 6 000 espectadores. Propietario: Municipalidad de La Cisterna. Se ubica en la comuna de La Cisterna, en Santiago. Fue inaugurado en 1978 y es uno de los estadios más sencillos de la Primera División.

## Historial
Con 108 títulos disputados a la fecha en 93 temporadas, el palmarés muestra una supremacía de Colo-Colo, con 34 títulos, los siguientes tres clubes más ganadores son Universidad de Chile, Universidad Católica y Cobreloa con 18, 16 y 8 títulos, respectivamente.
En términos generales, la gran mayoría de los campeonatos han sido obtenidos por clubes de la Región Metropolitana (87 títulos en total). Además de Colo-Colo, Universidad de Chile y Universidad Católica, los clubes de dicha región que también han logrado campeonar son: Unión Española con 7 títulos; Audax Italiano y Magallanes, con 4 títulos cada uno; Palestino con 2 títulos; y Santiago Morning y Green Cross, con un título cada uno.
Solo siete clubes de regiones distintas a la Metropolitana, han logrado romper la hegemonía capitalina 21 veces. Cobreloa de Calama con 8 títulos; Everton de Viña del Mar con 4; Santiago Wanderers de Valparaíso y Huachipato de Talcahuano con 3; y Unión San Felipe de la ciudad homónima, O'Higgins de Rancagua y Cobresal de El Salvador, todos con un título.
De todos los equipos campeones de Primera División, Santiago Morning y Green Cross no han jugado hasta la fecha la Copa Libertadores de América, mientras que Audax Italiano y Magallanes sí la han jugado, pero sin haber clasificado como campeones, pues cuando campeonaron la copa aún no existía.
| Año             | Campeón                   | Subcampeón                |
| --------------- | ------------------------- | ------------------------- |
| 1933            | Magallanes (1)            | Colo-Colo                 |
| 1934            | Magallanes (2)            | Audax Italiano            |
| 1935            | Magallanes (3)            | Audax Italiano            |
| 1936            | Audax Italiano (1)        | Magallanes                |
| 1937            | Colo-Colo (1)             | Magallanes                |
| 1938            | Magallanes (4)            | Audax Italiano            |
| 1939            | Colo-Colo (2)             | Santiago Morning          |
| 1940            | Universidad de Chile (1)  | Audax Italiano            |
| 1941            | Colo-Colo (3)             | Santiago Morning          |
| 1942            | Santiago Morning (1)      | Magallanes                |
| 1943            | Unión Española (1)        | Colo-Colo                 |
| 1944            | Colo-Colo (4)             | Audax Italiano            |
| 1945            | Green Cross (1)           | Unión Española            |
| 1946            | Audax Italiano (2)        | Magallanes                |
| 1947            | Colo-Colo (5)             | Audax Italiano            |
| 1948            | Audax Italiano (3)        | Unión Española            |
| 1949            | Universidad Católica (1)  | Santiago Wanderers        |
| 1950            | Everton (1)               | Unión Española            |
| 1951            | Unión Española (2)        | Audax Italiano            |
| 1952            | Everton (2)               | Colo-Colo                 |
| 1953            | Colo-Colo (6)             | Palestino                 |
| 1954            | Universidad Católica (2)  | Colo-Colo                 |
| 1955            | Palestino (1)             | Colo-Colo                 |
| 1956            | Colo-Colo (7)             | Santiago Wanderers        |
| 1957            | Audax Italiano (4)        | Universidad de Chile      |
| 1958            | Santiago Wanderers (1)    | Colo-Colo                 |
| 1959            | Universidad de Chile (2)  | Colo-Colo                 |
| 1960            | Colo-Colo (8)             | Santiago Wanderers        |
| 1961            | Universidad Católica (3)  | Universidad de Chile      |
| 1962            | Universidad de Chile (3)  | Universidad Católica      |
| 1963            | Colo-Colo (9)             | Universidad de Chile      |
| 1964            | Universidad de Chile (4)  | Universidad Católica      |
| 1965            | Universidad de Chile (5)  | Universidad Católica      |
| 1966            | Universidad Católica (4)  | Colo-Colo                 |
| 1967            | Universidad de Chile (6)  | Universidad Católica      |
| 1968            | Santiago Wanderers (2)    | Universidad Católica      |
| 1969            | Universidad de Chile (7)  | Rangers                   |
| 1970            | Colo-Colo (10)            | Unión Española            |
| 1971            | Unión San Felipe (1)      | Universidad de Chile      |
| 1972            | Colo-Colo (11)            | Unión Española            |
| 1973            | Unión Española (3)        | Colo-Colo                 |
| 1974            | Huachipato (1)            | Palestino                 |
| 1975            | Unión Española (4)        | Deportes Concepción       |
| 1976            | Everton (3)               | Unión Española            |
| 1977            | Unión Española (5)        | Everton                   |
| 1978            | Palestino (2)             | Cobreloa                  |
| 1979            | Colo-Colo (12)            | Cobreloa                  |
| 1980            | Cobreloa (1)              | Universidad de Chile      |
| 1981            | Colo-Colo (13)            | Cobreloa                  |
| 1982            | Cobreloa (2)              | Colo-Colo                 |
| 1983            | Colo-Colo (14)            | Cobreloa                  |
| 1984            | Universidad Católica (5)  | Cobresal                  |
| 1985            | Cobreloa (3)              | Everton                   |
| 1986            | Colo-Colo (15)            | Palestino                 |
| 1987            | Universidad Católica (6)  | Colo-Colo                 |
| 1988            | Cobreloa (4)              | Cobresal                  |
| 1989            | Colo-Colo (16)            | Universidad Católica      |
| 1990            | Colo-Colo (17)            | Universidad Católica      |
| 1991            | Colo-Colo (18)            | Coquimbo Unido            |
| 1992            | Cobreloa (5)              | Colo-Colo                 |
| 1993            | Colo-Colo (19)            | Cobreloa                  |
| 1994            | Universidad de Chile (8)  | Universidad Católica      |
| 1995            | Universidad de Chile (9)  | Universidad Católica      |
| 1996            | Colo-Colo (20)            | Universidad Católica      |
| Apertura 1997   | Universidad Católica (7)  | Colo-Colo                 |
| Clausura 1997   | Colo-Colo (21)            | Universidad Católica      |
| 1998            | Colo-Colo (22)            | Universidad de Chile      |
| 1999            | Universidad de Chile (10) | Universidad Católica      |
| 2000            | Universidad de Chile (11) | Cobreloa                  |
| 2001            | Santiago Wanderers (3)    | Universidad Católica      |
| Apertura 2002   | Universidad Católica (8)  | Rangers                   |
| Clausura 2002   | Colo-Colo (23)            | Universidad Católica      |
| Apertura 2003   | Cobreloa (6)              | Colo-Colo                 |
| Clausura 2003   | Cobreloa (7)              | Colo-Colo                 |
| Apertura 2004   | Universidad de Chile (12) | Cobreloa                  |
| Clausura 2004   | Cobreloa (8)              | Unión Española            |
| Apertura 2005   | Unión Española (6)        | Coquimbo Unido            |
| Clausura 2005   | Universidad Católica (9)  | Universidad de Chile      |
| Apertura 2006   | Colo-Colo (24)            | Universidad de Chile      |
| Clausura 2006   | Colo-Colo (25)            | Audax Italiano            |
| Apertura 2007   | Colo-Colo (26)            | Universidad Católica      |
| Clausura 2007   | Colo-Colo (27)            | Universidad de Concepción |
| Apertura 2008   | Everton (4)               | Colo-Colo                 |
| Clausura 2008   | Colo-Colo (28)            | Palestino                 |
| Apertura 2009   | Universidad de Chile (13) | Unión Española            |
| Clausura 2009   | Colo-Colo (29)            | Universidad Católica      |
| 2010            | Universidad Católica (10) | Colo-Colo                 |
| Apertura 2011   | Universidad de Chile (14) | Universidad Católica      |
| Clausura 2011   | Universidad de Chile (15) | Cobreloa                  |
| Apertura 2012   | Universidad de Chile (16) | O'Higgins                 |
| Clausura 2012   | Huachipato (2)            | Unión Española            |
| Transición 2013 | Unión Española (7)        | Universidad Católica      |
| Apertura 2013   | O'Higgins (1)             | Universidad Católica      |
| Clausura 2014   | Colo-Colo (30)            | Universidad Católica      |
| Apertura 2014   | Universidad de Chile (17) | Santiago Wanderers        |
| Clausura 2015   | Cobresal (1)              | Colo-Colo                 |
| Apertura 2015   | Colo-Colo (31)            | Universidad Católica      |
| Clausura 2016   | Universidad Católica (11) | Colo-Colo                 |
| Apertura 2016   | Universidad Católica (12) | Deportes Iquique          |
| Clausura 2017   | Universidad de Chile (18) | Colo-Colo                 |
| Transición 2017 | Colo-Colo (32)            | Unión Española            |
| 2018            | Universidad Católica (13) | Universidad de Concepción |
| 2019            | Universidad Católica (14) | Colo-Colo                 |
| 2020            | Universidad Católica (15) | Unión La Calera           |
| 2021            | Universidad Católica (16) | Colo-Colo                 |
| 2022            | Colo-Colo (33)            | Ñublense                  |
| 2023            | Huachipato (3)            | Cobresal                  |
| 2024            | Colo-Colo (34)            | Universidad de Chile      |

## Palmarés
| Club                      | Campeón | Subcampeón | Temporadas Campeón | Temporadas Subcampeón |
| ------------------------- | ------- | ---------- | --- | --- |
| Colo-Colo                 | 34      | 22         | 1937, 1939, 1941, 1944, 1947, 1953, 1956, 1960, 1963, 1970, 1972, 1979, 1981, 1983, 1986, 1989, 1990, 1991, 1993, 1996, C-1997, 1998, C-2002, A-2006, C-2006, A-2007, C-2007, C-2008, C-2009, C-2014, A-2015, T-2017, 2022, 2024 | 1933, 1943, 1952, 1954, 1955, 1958, 1959, 1966, 1973, 1982, 1987, 1992, A-1997, A-2003, C-2003, A-2008, 2010, C-2015, C-2016, C-2017, 2019, 2021 |
| Universidad de Chile      | 18      | 9          | 1940, 1959, 1962, 1964, 1965, 1967, 1969, 1994, 1995, 1999, 2000, A-2004, A-2009, A-2011, C-2011, A-2012, A-2014, C-2017 | 1957, 1961, 1963, 1971, 1980, 1998, C-2005, A-2006, 2024                                                                                         |
| Universidad Católica      | 16      | 21         | 1949, 1954, 1961, 1966, 1984, 1987, A-1997, A-2002, C-2005, 2010, C-2016, A-2016, 2018, 2019, 2020, 2021 | 1962, 1964, 1965, 1967, 1968, 1989, 1990, 1994, 1995, 1996, C-1997, 1999, 2001, C-2002, A-2007, C-2009, A-2011, T-2013, A-2013, C-2014, A-2015   |
| Cobreloa                  | 8       | 8          | 1980, 1982, 1985, 1988, 1992, A-2003, C-2003, C-2004 | 1978, 1979, 1981, 1983, 1993, 2000, A-2004, C-2011                                                                                               |
| Unión Española            | 7       | 10         | 1943, 1951, 1973, 1975, 1977, A-2005, T-2013 | 1945, 1948, 1950, 1970, 1972, 1976, C-2004, A-2009, C-2012, T-2017                                                                               |
| Audax Italiano            | 4       | 8          | 1936, 1946, 1948, 1957 | 1934, 1935, 1938, 1940, 1944, 1947, 1951, C-2006                                                                                                 |
| Magallanes                | 4       | 4          | 1933, 1934, 1935, 1938 | 1936, 1937, 1942, 1946 |
| Everton                   | 4       | 2          | 1950, 1952, 1976, A-2008 | 1977, 1985 |
| Santiago Wanderers        | 3       | 4          | 1958, 1968, 2001 | 1949, 1956, 1960, A-2014 |
| Huachipato                | 3       | 0          | 1974, C-2012, 2023 | |
| Palestino                 | 2       | 4          | 1955, 1978 | 1953, 1974, 1986, C-2008 |
| Cobresal                  | 1       | 3          | C-2015 | 1984, 1988, 2023 |
| Santiago Morning          | 1       | 2          | 1942 | 1939, 1941 |
| O'Higgins                 | 1       | 1          | A-2013 | A-2012 |
| Green Cross               | 1       | 0          | 1945 | |
| Unión San Felipe          | 1       | 0          | 1971 | |
| Rangers                   | 0       | 2          | | 1969, A-2002 |
| Coquimbo Unido            | 0       | 2          | | 1991, A-2005 |
| Universidad de Concepción | 0       | 2          | | C-2007, 2018 |
| Deportes Concepción       | 0       | 1          | | 1975 |
| Deportes Iquique          | 0       | 1          | | A-2016 |
| Unión La Calera           | 0       | 1          | | 2020 |
| Ñublense                  | 0       | 1          | | 2022 |

### Títulos por región
| Región        | Títulos | Subtítulos | Clubes |
| ------------- | ------- | ---------- | --- |
| Metropolitana | 87      | 80         | Colo-Colo (34), Universidad de Chile (18), Universidad Católica (16), Unión Española (7), Magallanes (4), Audax Italiano (4), Palestino (2), Santiago Morning (1) y Green Cross (1) |
| Antofagasta   | 8       | 8          | Cobreloa (8) |
| Valparaíso    | 8       | 7          | Everton (4), Santiago Wanderers (3) y Unión San Felipe (1) |
| Biobío        | 3       | 3          | Huachipato (3) |
| Atacama       | 1       | 3          | Cobresal (1) |
| O'Higgins     | 1       | 1          | O'Higgins (1) |
| Maule         | 0       | 2          | |
| Coquimbo      | 0       | 2          | |
| Tarapacá      | 0       | 1          | |
| Ñuble         | 0       | 1          | |

## Espectadores
A lo largo de la historia de Primera División, diversos clubes han acaparado el interés general de la afición futbolista en Chile, la dinámica institucional de la competencia, el surgimiento y declive de equipos y otros factores externos han dado como resultado que desde los albores del profesionalismo, los equipos de la capital del país sean aquellos que gozan con la mayor concentración de adeptos, seguidores y campeonatos.
Tomando en cuenta encuestas realizadas por consultorías, diversos centros de estudios y televisión destacan en cuanto a popularidad los clubes Colo Colo, Universidad de Chile y Universidad Católica con diversas particularidades en cuanto a su base de apoyo en cuanto a género, ciudad de residencia y clase social.
Al respecto, gran parte de las encuestas, ubican a Colo-Colo como el club de fútbol con mayor cantidad de simpatizantes en Chile. Entre ellos un estudio publicado por la consultora Adimark en el año 2016 señala que Colo-Colo tendría el 45,6% de los "hinchas" a nivel nacional, con especial presencia en las ciudades de Santiago y Coyhaique donde supera el 50% de las preferencias. A la vez dentro de la ciudad de Santiago (donde Colo-Colo acapara el 55% de las preferencias), Colo-Colo es más popular en la zona norte y sur de la capital, donde alcanza más de un 60% del total de hinchas medidos en el estudio. A la vez, el mismo estudio señaló que existe una "brecha de género" entre los hinchas de Colo-Colo, ya que la popularidad de este es 6 puntos más alta entre hombres que mujeres (48% vs 42%). A la vez, la popularidad de Colo-Colo es más alta entre las personas de menores ingresos, ya que concentra el 52% de las preferencias entre el segmento de menos ingresos que fue medido, frente a tan solo un 31% entre el segmento de más ingresos. Estas cifras y distribución de hinchas del cacique se ven confirmadas en otro estudio publicado por la consultora Cadem en 2014, en el cual Colo-Colo concentra el 39% de hinchas a nivel nacional y presenta más apoyo entre los hombres y las personas de menores ingresos.
Los mismos estudios sitúan a Universidad de Chile como el segundo club de fútbol con mayor cantidad de simpatizantes en Chile. En el caso del estudio publicado por Adimark, la Universidad de Chile concentra
el 23,3% de las preferencias de los hinchas a nivel nacional, con especial presencia en las ciudades de Arica, Ovalle y Los Andes donde además de ser el equipo más popular, supera el 30% de las preferencias. Mientras que en la ciudad de Santiago el equipo laico es más predominante en la zona centro de la capital. El mismo estudio en concordancia con el estudio realizado por Cadem señala que la Universidad de Chile tiende a ser más popular entre los más jóvenes y las personas sobre el promedio de ingresos del país.
En el caso de Universidad Católica, los estudios la ubican como el tercer club de fútbol que goza con mayor cantidad de adherencias en Chile. En el caso del estudio publicado por Adimark en 2016 este muestra a Universidad Católica con el 7,2% de las preferencias de los hinchas a nivel nacional, con especial presencia en las ciudades de Copiapó, Coquimbo y Talca donde duplica su promedio nacional. En el caso de la ciudad de Santiago, los cruzados son más populares en el sur de la capital. Mientras que en el estudio realizado por Cadem, Universidad Católica se queda con el 19% de las preferencias a nivel nacional (detrás del 25% de Universidad de Chile y el 39% de Colo-Colo). Ambos estudios concuerdan en que la Universidad Católica es más popular entre las personas de mayor edad y las personas sobre el promedio de ingresos del país.
Otros equipos destacados
De grandes temporadas a nivel nacional e internacional, Cobreloa se convierte en el "cuarto grande" del fútbol Chileno, variados sondeos y estudios consideran que Cobreloa es el cuarto grande. Compite de igual a igual con los equipos grandes de la capital y es un fiel representante a nivel internacional llegando a disputar 2 finales de la Copa Libertadores de América en 1981 y 1982, su clásico rival es Colo-Colo. Además posee el cuarto puesto cómo el club más ganador del fútbol Chileno.
Otros estudios de sondeo y opinión pública e impacto social, posicionan a un puñado de equipos que gozan de apoyo y respaldo a nivel popular como mediático, tales cuadros son equipos mayoritariamente de fuera de la Región Metropolitana que han conjugados diversos factores deportivos, administrativos y económicos como son: títulos obtenidos, campañas destacadas a nivel nacional y/o internacional, cantidad de jugadores en sus canteras, cobertura periodística, infraestructura, cantidad de socios activos, público asistente al estadio en diversas temporadas etc, ejes que sitúan a equipos como Santiago Wanderers de Valparaíso, O'Higgins de Rancagua, Everton de Viña del Mar, y Unión Española como equipos aspirantes a ocupar otras importantes plazas en el fútbol chileno.
Siguiendo el orden del punto anterior, sobre la popularidad a nivel nacional de los clubes de fútbol en Chile, en un cuarto lugar la mayoría de las encuestas sitúa a Santiago Wanderers de Valparaíso bordeando el 2% a nivel nacional y en quinto lugar a O'Higgins. Cabe destacar que ambos equipos tienen la principal popularidad en las ciudades de localía, por sobre los tres denominados equipos grandes de Santiago según los últimos sondeos nacionales de GFK Adimark realizados en las principales ciudades del país. Estos mismos sondeos sitúan, con alguna variabilidad, a Unión Española, O'Higgins, Everton, Cobreloa, Rangers y Huachipato disputando los puestos que siguen.
Sobre la importancia en cuanto logros y títulos nacionales e internacionales, destaca especialmente Cobreloa y Unión Española, con ocho y siete títulos nacionales de primera división respectivamente y ambos con finales de Copa Libertadores de América, consiguiéndolo primero el conjunto hispano la edición del año 1975 y luego el conjunto loino en los años 1981 y 1982.

## Jugadores

### Goleadores históricos
La clasificación de los máximos goleadores históricos de la Primera División es un resumen de los jugadores que alcanzaron la mayor cifra de goles anotados en el campeonato de Primera División de Chile desde 1933.
En la presente tabla se muestran la cantidad final de goles de los máximos goleadores en Chile con sus temporadas en actividad y los clubes en la cual respectivamente anotaron.
Clasificación de los 10 máximos goleadores:
| Pos. | Jugador          | Nac.      | Total | Período   | Equipo(s)                                                                                         |
| ---- | ---------------- | --------- | ----- | --------- | ------------------------------------------------------------------------------------------------- |
| 1º   | Esteban Paredes  | Chile     | 221   | 2000-2022 | Santiago Morning, Universidad de Concepción, Cobreloa, Colo Colo, Coquimbo Unido                  |
| 2º   | Francisco Valdés | Chile     | 215   | 1961-1982 | Colo-Colo, Unión Española, Santiago Wanderers, Deportes Antofagasta, Deportes Arica               |
| 3º   | Pedro González   | Chile     | 214   | 1988-2006 | Valdivia, Unión Española, Coquimbo Unido, Cobreloa, Universidad de Chile, Santiago Morning        |
| 4º   | Honorino Landa   | Chile     | 193   | 1960-1975 | Unión Española, Green Cross-Temuco, Magallanes, Deportes La Serena, Huachipato, Deportes Aviación |
| 5º   | Carlos Campos    | Chile     | 184   | 1956-1969 | Universidad de Chile                                                                              |
| 6º   | Oscar Fabbiani   | Argentina | 183   | 1974-1988 | Unión San Felipe, Palestino, Everton, Deportes Iquique                                            |
| 7º   | Marcelo Corrales | Chile     | 181   | 1990-2007 | Palestino, Temuco, Osorno, Wanderers, San Felipe, Universidad de Chile, Puerto Montt, Coquimbo    |
| 8º   | Atilio Cremaschi | Chile     | 180   | 1941-1960 | Unión Española, Colo-Colo, Rangers                                                                |
| 9º   | José Fernández   | Chile     | 174   | 1947-1961 | Santiago Wanderers, Palestino                                                                     |
| 10º  | Jaime Riveros    | Chile     | 172   | 1990-2011 | O'Higgins, Cobreloa, Wanderers, U.de Chile, Everton, Huachipato, Palestino.                       |

- En cursiva los jugadores que se encuentran en activo.

### Máximas presencias
| Jugador | Jugador            | Temporadas                      | Partidos |
| 1       | Adolfo Nef         | 1965-1986                       | 625      |
| 2       | Luis Fuentes       | 1991-2008; 2011                 | 579      |
| 3       | Vladimir Bigorra   | 1972-1982; 1984-1987            | 575      |
| 4       | Víctor Merello     | 1970-1990                       | 571      |
| 5       | Johnny Herrera     | 1999-2005; 2007-2020            | 562      |
| 6       | Rafael González    | 1969-1986                       | 555      |
| 7       | Jaime Riveros      | 1990-2005; 2006-2009; 2011      | 548      |
| 8       | Christian Vilches  | 2004-2005; 2006-2015; 2016-2023 | 546      |
| 9       | Pedro González     | 1988-2006                       | 545      |
| 10      | Juan Luis González | 1994-1995; 1997-2014            | 538      |
| 11      | Leonardo Véliz     | 1964-1982                       | 529      |
| 12      | José Luis Sierra   | 1988-1994; 1996-2009            | 524      |
| 13      | Héctor Puebla      | 1977-1996                       | 521      |
| 14      | Braulio Leal       | 2000-2004; 2005-2019            | 511      |
| 15      | Leonel Herrera     | 1967-1987                       | 510      |
| 16      | Leopoldo Vallejos  | 1964-1987                       | 505      |
| 17      | Jorge Ormeño       | 1997-1998; 2000-2015            | 501      |

- En cursiva los jugadores que se encuentran en activo.

## Entrenadores
- Técnicos que han obtenido tres o más títulos en torneos nacionales de Primera División:

| Entrenador       | Títulos | Temporada                      |
| ---------------- | ------- | ------------------------------ |
| Luis Álamos      | 5       | 1959, 1962, 1964, 1965, 1972   |
| Arturo Torres    | 4       | 1933, 1934, 1935, 1937         |
| Luis Santibáñez  | 4       | 1971, 1973, 1975, 1977         |
| Claudio Borghi   | 4       | 2006-A, 2006-C, 2007-A, 2007-C |
| Francisco Platko | 3       | 1939, 1941, 1953               |
| Pedro Morales    | 3       | 1974, 1976, 1979               |
| Mirko Jozić      | 3       | 1990, 1991, 1993               |
| Gustavo Benítez  | 3       | 1996, 1997-C, 1998             |
| Nelson Acosta    | 3       | 2003-A, 2004-C, 2008-A         |
| Jorge Sampaoli   | 3       | 2011-A, 2011-C, 2012-A         |

## Tabla histórica Primera División de Chile
Tabla histórica del fútbol chileno según los datos de la RSSSF desde el primer torneo de Primera División en 1933 hasta el término de la Primera División 2024.
| N.º | Club                 | Temp | T.J | P.J  | P.G  | P.E | P.P | G.F  | G.C  | Dif  | Pts Hist | Pts x3 | (%)   | 1.º | 2.º | 3.º | 4.º | División actual 2025 |
| --- | -------------------- | ---- | --- | ---- | ---- | --- | --- | ---- | ---- | ---- | -------- | ------ | ----- | --- | --- | --- | --- | -------------------- |
| 1   | Colo Colo            | 92   | 108 | 2699 | 1433 | 669 | 597 | 5476 | 3357 | 2119 | 4077     | 4968   | 61,3% | 34  | 22  | 17  | 10  | Primera División     |
| 2   | Universidad de Chile | 87   | 102 | 2616 | 1220 | 683 | 713 | 4642 | 3453 | 1189 | 3605     | 4343   | 55,3% | 18  | 9   | 14  | 11  | Primera División     |
| 3   | Universidad Católica | 84   | 99  | 2528 | 1199 | 629 | 700 | 4616 | 3403 | 1213 | 3563     | 4226   | 55,7% | 16  | 21  | 4   | 4   | Primera División     |
| 4   | Unión Española       | 90   | 105 | 2598 | 1088 | 635 | 876 | 4402 | 3928 | 474  | 3193     | 3899   | 50,0% | 7   | 10  | 8   | 13  | Primera División     |
| 5   | Audax Italiano       | 79   | 92  | 2246 | 830  | 614 | 800 | 3617 | 3510 | 107  | 2632     | 3104   | 46,0% | 4   | 8   | 7   | 3   | Primera División     |
| 6   | Palestino            | 70   | 85  | 2205 | 793  | 614 | 798 | 3418 | 3416 | 2    | 2552     | 2993   | 45,2% | 2   | 4   | 3   | 9   | Primera División     |
| 7   | Everton              | 68   | 74  | 2086 | 746  | 563 | 778 | 3069 | 3193 | -124 | 2263     | 2801   | 44,7% | 4   | 2   | 1   | 3   | Primera División     |
| 8   | O'Higgins            | 61   | 72  | 1928 | 690  | 532 | 706 | 2735 | 2810 | -75  | 2207     | 2602   | 44,9% | 1   | 1   | 4   | 6   | Primera División     |
| 9   | Santiago Wanderers   | 62   | 75  | 1915 | 639  | 540 | 736 | 2781 | 2973 | -192 | 2048     | 2457   | 42,7% | 3   | 4   | 4   | 2   | Primera B            |
| 10  | Huachipato           | 51   | 62  | 1679 | 592  | 453 | 634 | 2265 | 2327 | -62  | 1990     | 2229   | 44,2% | 3   | -   | 3   | 1   | Primera División     |

Notas:
-  El puntaje del actual Club de Deportes Temuco sadp fue registrado por Rsssf separado del puntaje de Club de Deportes Green Cross antes de fusionarse (1995); aunque oficialmente el club actual no se disolvió y mantiene la fecha de fundación más antigua correspondiente a la fundación de Green Cross antes de la fusión (de estar juntos el club tendría 1488 puntos y estaría en el lugar número 12, arriba de Rangers).

## Torneos de Play Offs (2002-2012)
Entre los años 2002 y 2012 el campeón del fútbol chileno se definió mediante el sistema de campeonato de "Play Offs" (partido de ida y vuelta). Un total de 24 equipos participaron en alguno de sus 16 torneos. El equipo más ganador fue Colo-Colo
quien ostenta 6 títulos bajo esta modalidad, seguido de Universidad de Chile y Cobreloa con cinco y tres títulos, respectivamente.
| Leyenda | Leyenda               |
| ------- | --------------------- |
| C       | Campeón.              |
| F       | Final.                |
| S/F     | Semifinal.            |
| 1/4     | Cuartos de final.     |
| 1/8     | Octavos de final.     |
| R.E     | Ronda de Eliminación. |
| R       | Repechaje.            |

| N.º | Equipo             | `02(A) | `02(C) | `03(A) | `03(C) | `04(A) | `04(C) | `05(A) | `05(C) | `06(A) | `06(C) | `07(C) | `08(A) | `08(C) | `09(A) | `09(C) | `11(A) | `11(C) | `12(A) | `12(C) | Part. | Títulos |
| --- | ------------------ | ------ | ------ | ------ | ------ | ------ | ------ | ------ | ------ | ------ | ------ | ------ | ------ | ------ | ------ | ------ | ------ | ------ | ------ | ------ | ----- | ------- |
| 1   | Colo-Colo          | S/F    | C      | F      | F      | 1/4    | S/F    | 1/4    | 1/4    | C      | C      | C      | F      | C      |        | C      | 1/4    | S/F    | S/F    | S/F    | 18    | 6       |
| 2   | U.de Chile         | S/F    | S/F    | 1/8    | 1/8    | C      | 1/4    | 1/4    | F      | F      | 1/4    | S/F    | S/F    | 1/4    | C      |        | C      | C      | C      | 1/4    | 18    | 5       |
| 3   | Cobreloa           | 1/4    | S/F    | C      | C      | F      | C      | 1/4    | 1/4    | 1/4    | S/F    | 1/4    | 1/4    | S/F    |        |        |        | F      | 1/4    |        | 15    | 3       |
| 4   | U. Católica        | C      | F      | 1/4    | 1/4    |        | S/F    | S/F    | C      | 1/4    | 1/4    | 1/4    | 1/4    | 1/4    | S/F    | F      | F      | S/F    | 1/4    |        | 17    | 2       |
| 5   | U. Española        |        | R.E    | 1/8    | 1/4    | 1/4    | F      | C      |        | 1/4    |        |        |        |        | F      | 1/4    | 1/4    | 1/4    | S/F    | F      | 13    | 1       |
| 6   | Everton            |        |        |        |        | R      | 1/4    | R      |        |        |        |        | C      | R      | S/F    | 1/4    |        |        |        |        | 7     | 1       |
| 8   | Huachipato         | R.E    | 1/4    | S/F    | 1/8    | S/F    |        | S/F    | 1/4    | S/F    |        |        |        | 1/4    |        |        |        |        |        | C      | 10    | 1       |
| 7   | Audax Italiano     |        |        | 1/8    | 1/8    | R.E    | R.E    |        |        | 1/4    | F      | S/F    | 1/4    |        | 1/4    | 1/4    |        | 1/4    |        | 1/4    | 12    |         |
| 9   | U. de Concepción   |        |        | S/F    | 1/4    | S/F    | R.E    |        | R      | S/F    |        | F      |        |        |        | 1/4    |        |        |        |        | 8     |         |
| 10  | Cobresal           |        | 1/4    | 1/4    | S/F    |        | 1/4    | R      | S/F    |        |        | 1/4    | R      |        |        |        |        |        |        |        | 8     |         |
| 11  | O'Higgins          |        |        |        |        |        |        |        |        | R      | S/F    | 1/4    | 1/4    | 1/4    | 1/4    |        | S/F    |        | F      |        | 8     |         |
| 12  | Rangers            | F      | R.E    | 1/8    | 1/8    | R.E    |        |        |        |        |        |        |        | S/F    |        |        |        |        |        | S/F    | 7     |         |
| 13  | Coquimbo Unido     | R.E    | R.E    |        |        | R.E    | R.E    | F      |        |        | 1/4    |        |        |        |        |        |        |        |        |        | 6     |         |
| 14  | S. Wanderers       | 1/4    | 1/4    | 1/4    | S/F    | S/F    |        |        |        |        | R      |        |        |        |        |        |        |        |        |        | 6     |         |
| 15  | Palestino          | 1/4    | R.E    |        | 1/4    |        |        |        |        |        |        |        |        | F      |        |        | 1/4    |        |        | 1/4    | 6     |         |
| 16  | Dep. Puerto Montt  |        |        | 1/4    | R.E    | R      | R      |        |        |        | 1/4    |        |        |        |        |        |        |        |        |        | 5     |         |
| 17  | U. San Felipe      | R.E    |        | R.E    |        | R.E    | R.E    |        |        |        |        |        |        |        |        |        | 1/4    |        |        |        | 5     |         |
| 18  | Deportes La Serena |        |        |        |        |        |        |        | S/F    | R      |        |        |        |        |        | S/F    |        | 1/4    |        |        | 4     |         |
| 19  | S. Morning         | R.E    |        |        |        |        |        |        |        |        |        |        |        |        | 1/4    | S/F    |        |        |        |        | 3     |         |
| 20  | Deportes Temuco    | 1/4    |        |        |        | 1/4    | 1/4    |        |        |        |        |        |        |        |        |        |        |        |        |        | 3     |         |
| 21  | Dep. Concepción    |        | 1/4    |        |        |        |        | 1/4    | R      |        |        |        |        |        |        |        |        |        |        |        | 3     |         |
| 22  | Unión La Calera    |        |        |        |        |        |        |        |        |        |        |        |        |        |        |        | S/F    | 1/4    | 1/4    |        | 3     |         |
| 23  | Nublense           |        |        |        |        |        |        |        |        |        |        | R      | S/F    |        |        |        |        |        |        |        | 2     |         |
| 24  | Deportes Iquique   |        |        |        |        |        |        |        |        |        |        |        |        |        | 1/4    |        |        |        | 1/4    | 1/4    | 3     |         |

- Notas
  - Debido a la Copa América 2007 el campeón del Apertura 2007 se definió sin playoffs.
  - Inicialmente el torneo 2010 estaba dividido en Torneo de Apertura y Torneo de Clausura, sin embargo debido al Terremoto de Chile de 2010 el torneo pasó a ser anual.

### Tabla histórica Playoffs
Tabla histórica de playoffs, confeccionada con datos de RSSSF abarca desde el torneo de Apertura de la temporada 2002 hasta el torneo de Clausura de la temporada 2012 del fútbol chileno.
| Pos. | Equipo                    | PO.J | P.J | P.G. | P.E. | P.P. | G.F. | G.C. | Dif | Puntos | Títulos | 2.º |
| ---- | ------------------------- | ---- | --- | ---- | ---- | ---- | ---- | ---- | --- | ------ | ------- | --- |
| 1    | Colo-Colo                 | 18   | 94  | 52   | 23   | 19   | 201  | 128  | 73  | 179    | 6       | 3   |
| 2    | Universidad de Chile      | 18   | 81  | 37   | 18   | 26   | 143  | 112  | 31  | 129    | 5       | 2   |
| 3    | Cobreloa                  | 15   | 72  | 33   | 21   | 18   | 137  | 104  | 33  | 120    | 3       | 2   |
| 4    | Universidad Católica      | 17   | 73  | 31   | 23   | 19   | 126  | 95   | 31  | 116    | 2       | 3   |
| 5    | Unión Española            | 13   | 51  | 16   | 17   | 18   | 71   | 76   | -5  | 65     | 1       | 3   |
| 6    | Huachipato                | 10   | 38  | 14   | 11   | 13   | 61   | 61   | 0   | 53     | 1       | -   |
| 7    | Audax Italiano            | 12   | 31  | 11   | 4    | 16   | 47   | 63   | -16 | 37     | -       | 1   |
| 8    | Universidad de Concepción | 8    | 30  | 9    | 6    | 15   | 51   | 52   | -1  | 33     | -       | 1   |
| 9    | Rangers                   | 7    | 25  | 6    | 12   | 7    | 31   | 39   | -8  | 30     | -       | 1   |
| 10   | Cobresal                  | 8    | 26  | 8    | 5    | 13   | 42   | 59   | -17 | 29     | -       | -   |
| 11   | Everton                   | 7    | 20  | 8    | 3    | 9    | 29   | 33   | -4  | 27     | 1       | -   |
| 12   | O'Higgins                 | 8    | 23  | 7    | 6    | 10   | 31   | 47   | -16 | 27     | -       | 1   |
| 13   | Santiago Wanderers        | 6    | 26  | 6    | 8    | 12   | 35   | 44   | -9  | 26     | -       | -   |
| 14   | Palestino                 | 6    | 20  | 2    | 12   | 6    | 22   | 29   | -7  | 18     | -       | 1   |
| 15   | Coquimbo Unido            | 6    | 17  | 3    | 6    | 8    | 16   | 28   | -12 | 15     | -       | 1   |
| 16   | Temuco                    | 3    | 12  | 2    | 4    | 6    | 15   | 22   | -7  | 10     | -       | -   |
| 17   | Unión San Felipe          | 5    | 10  | 2    | 3    | 5    | 12   | 22   | -10 | 9      | -       | -   |
| 18   | La Serena                 | 4    | 11  | 1    | 5    | 5    | 15   | 25   | -10 | 8      | -       | -   |
| 19   | Ñublense                  | 2    | 5   | 2    | 1    | 2    | 5    | 6    | -1  | 7      | -       | -   |
| 20   | Unión La Calera           | 3    | 8   | 2    | 1    | 5    | 8    | 11   | -3  | 7      | -       | -   |
| 21   | Concepción                | 3    | 8   | 2    | 0    | 6    | 13   | 23   | -10 | 6      | -       | -   |
| 22   | Puerto Montt              | 5    | 9   | 1    | 1    | 7    | 9    | 18   | -9  | 4      | -       | -   |
| 23   | Santiago Morning          | 3    | 8   | 1    | 0    | 7    | 11   | 30   | -19 | 3      | -       | -   |
| 24   | Deportes Iquique          | 3    | 6   | 0    | 2    | 4    | 7    | 11   | -4  | 2      | -       | -   |

PO.J: Playoffs jugados.

P.J: Partidos jugados.

## Participación internacional
Tres equipos chilenos han logrado ganar torneos internacionales oficiales (ordenados por orden cronológico): Colo-Colo (campeón de la Copa Libertadores 1991, la Recopa Sudamericana 1992 y la Copa Interamericana 1992), Universidad Católica (campeón de la Copa Interamericana 1994) y Universidad de Chile (campeón de la Copa Sudamericana 2011).
| Equipo               | Campeón internacional | Subcampeón internacional |
| -------------------- | --------------------- | ------------------------ |
| Colo-Colo            | 3                     | 3                        |
| Universidad de Chile | 1                     | 2                        |
| Universidad Católica | 1                     | 1                        |
| Cobreloa             | 0                     | 2                        |
| Unión Española       | 0                     | 1                        |

- Notas
  - El derecho a disputar la Copa Interamericana 1994 por parte de Universidad Católica fue debido a que Sao Paulo (campeón de la Copa Libertadores 1993), desistió de dicho derecho. Por lo tanto, Universidad Católica asistió como subcampeón de la Copa Libertadores 1993.

### Torneos internacionales no oficiales
Hasta 1960 no existían los títulos internacionales oficiales a nivel de clubes. Este hecho fue determinado por la Confederación Sudamericana de Fútbol. Antes de dicho año, dos equipos chilenos ganaron torneos internacionales no oficiales. En 1949, Magallanes triunfó en la Copa del Pacífico, campeonato que reunió a clubes de Ecuador, Perú y Chile. Un año más tarde, Universidad Católica se consagró campeón del Torneo Internacional de Pascua, organizado por la Federación Catalana.
| Equipo               | Campeón internacional | Subcampeón internacional |
| -------------------- | --------------------- | ------------------------ |
| Magallanes           | 1                     | 0                        |
| Universidad Católica | 1                     | 0                        |

## Clásicos

### Otros equipos destacados
Desde la llegada del fútbol a Chile y la fundación de instituciones deportivas, diversos equipos de la Región Metropolitana como fuera de ella se han enfrentado entre sí, dando paso a los partidos "clásicos" del fútbol Chileno. Se destacan entre ellos:
- El Superclásico: el principal partido de fútbol en Chile es conocido popularmente como el Clásico del fútbol chileno (o "Superclásico"), encuentro que enfrenta a los dos equipos más populares y laureados a nivel local en cuanto a títulos de Primera División, estos son: Colo-Colo y Universidad de Chile que en conjunto suman 51 títulos. El primer partido disputado profesionalmente entre ambos equipos data de 1938 y significó el primer triunfo para la escuadra "popular", la "U" en cambio ganó por primera vez en 1939.

- El Clásico Universitario: uno de los clásicos más importantes del fútbol Chileno es el denominado Clásico Universitario partido en el cual se enfrentan los clubes representativos de las dos casas de estudio superior más importantes del país, estos son: la Universidad Católica y la Universidad de Chile que en conjunto suman 34 títulos. Este clásico, si bien se inició a fines de la década de 1930, tiene un precedente amateur que data de 1909 y en la cual resultó un empate a 1 gol. La rivalidad entre "cruzados" y "azules" se consolida en la década de 1960 en el marco de las fiestas universitarias período en que ambos equipos disputan 5 finales por aquellos años.

- El Clásico Moderno: enfrenta a los equipos de Colo-Colo y Universidad Católica, partido que disputan desde 1939, únicos equipos en el país en haber logrado un tetracampeonato nacional. Entre ambos 48 títulos, donde "Colo-Colo" tiene una superior numérica con respecto al cuadro de la "franja". En los últimos años la rivalidad se ha acrecentado con enfrentamientos parejos y disputas de títulos por lo que se le ha denominado el “clásico moderno”.

- El Clásico Porteño: es como se conoce a uno de los encuentros más tradicionales del fútbol chileno que enfrenta a los dos equipos más importantes y populares de la Región de Valparaíso, Everton de Viña del Mar y Santiago Wanderers de Valparaíso, que a su vez son dos de los clubes más antiguos del país. Diversos son los factores que hacen rivalizar a ambos clubes, entre ellos la eterna rivalidad entre las ciudades de Viña del Mar y Valparaíso.

- El Clásico de la Región de Coquimbo: enfrenta a los dos equipos más importantes y populares de la Región de Coquimbo, Coquimbo Unido de Coquimbo y Deportes La Serena de La Serena, que por motivos de cercanía entre ambas ciudades marcan el antagonismo desde años 60´s.

- El Clásico Colo-Colo - Cobreloa: nace en 1978 en el primer partido en primera división de Cobreloa en Calama, con triunfo para los locales por 4 a 2. La rivalidad creció aún más en la década de los 80, cuando ambos equipos peleaban palmo a palmo los títulos (excepto en 1980, 1984 y 1987). Cobreloa ha sido superior a Colo-Colo en cuatro oportunidades (1982, 1992, 2003 A., 2003 C.) y Colo-Colo ha superado a Cobreloa en la misma cantidad de campeonatos (1979, 1981, 1983 y 1993). Otro dato interesante es que Cobreloa es el único equipo en ser campeón en el Estadio Monumental al vencer por 2-1 a Colo-Colo en la final del Torneo de Clausura 2003.

- El Clásico de colonias: es una rivalidad disputada de manera tripartita entre Audax Italiano, Palestino y Unión Española, clubes representantes de las colonias italiana, palestina y española radicada en Chile. A lo largo de la historia de primera división estos tres clubes han ocupado, en muchas ocasiones, un sitial protagónico en el transcurso de la definición de campeonatos.

- El Clásico Penquista: corresponde al encuentro entre Deportes Concepción y Fernández Vial, ambos clubes de la ciudad de Concepción, y que además comparten el estadio en el que juegan como local, el Estadio Ester Roa Rebolledo. La rivalidad nace tras la negativa de Fernández Vial de fusionarse junto con otros equipos amateurs de la ciudad (Galvarino, Liverpool, Juvenil Unido y Santa Fe) para formar el equipo que representaría por primera vez a la ciudad en un campeonato nacional profesional: Deportes Concepción, fundado en 1966.

- El Clásico del Cobre: corresponde al encuentro disputado por Cobreloa y Cobresal.

- El Clásico Provincial: corresponde a un clásico de la provincia de Quillota en donde se enfrentan San Luis de Quillota y Unión La Calera, no es tan reconocido pero en unas oportunidades ha entregado su suspenso.

## Récords

### Campeones consecutivos
| Tetracampeonatos     | Tetracampeonatos | Tetracampeonatos               |
| Club                 | Veces            | Años campeón                   |
| -------------------- | ---------------- | ------------------------------ |
| Colo-Colo            | 1                | A-2006, C-2006, A-2007, C-2007 |
| Universidad Católica | 1                | 2018, 2019, 2020, 2021         |

| Tricampeonatos       | Tricampeonatos | Tricampeonatos         |
| Club                 | Veces          | Años campeón           |
| -------------------- | -------------- | ---------------------- |
| Magallanes           | 1              | 1933, 1934, 1935       |
| Colo-Colo            | 1              | 1989, 1990, 1991       |
| Universidad de Chile | 1              | A-2011, C-2011, A-2012 |

| Bicampeonatos        | Bicampeonatos | Bicampeonatos                        |
| Club                 | Veces         | Años campeón                         |
| -------------------- | ------------- | ------------------------------------ |
| Universidad de Chile | 3             | 1964, 1965 – 1994, 1995 – 1999, 2000 |
| Colo-Colo            | 1             | C-1997, 1998                         |
| Cobreloa             | 1             | A-2003, C-2003                       |
| Universidad Católica | 1             | C-2016, A-2016                       |

### Campeones
- Con un total de 34 Colo-Colo es el equipo con más títulos de Primera División en Chile, le siguen Universidad de Chile con 18, Universidad Católica con 16, Cobreloa con 8 y Unión Española con 7.
- Universidad Católica y Colo-Colo son los únicos cuadros que se han proclamado tetracampeón de Primera División. El primero en los años 2018, 2019, 2020 y 2021 y el segundo, en formato de torneo corto con play-off (Apertura 2006, Clausura 2006, Apertura 2007 y Clausura 2007).
- Magallanes, Colo-Colo y Universidad de Chile son los únicos cuadros que se han convertido en tricampeón de Primera División. Los "Carabeleros" lo lograron en las temporadas de 1933, 1934 y 1935; los "Albos", en los torneos de 1989, 1990 y 1991 y los "Azules", en los torneos de Apertura 2011, Clausura 2011 y Apertura 2012.
- Universidad de Chile, Universidad Católica, Colo-Colo y Cobreloa son las únicas escuadras que se han erigido como bicampeón de Primera División. El "Romántico Viajero" ha obtenido tres bicampeonatos, conseguidos en las temporadas 1964-1965, 1994-1995 y 1999-2000; los "Cruzados" un bicampeonato, en los torneos de Clausura 2016 y Apertura 2016; el "Cacique", lo consiguió en el Clausura 1997 y en la temporada de 1998; y los "Loínos", en los torneos de Apertura 2003 y Clausura 2003.
- Universidad Católica en 2016 fue el primer equipo en titularse bicampeón y ganar la Supercopa de Chile en el mismo año calendario.
- Universidad Católica fue el primer equipo en titularse bicampeón dos veces en tres años y ganar la Supercopa de Chile en el mismo año calendario: lo logró entre los años 2016 y 2019 (posteriormente obtendría el tetracampeonato el año 2021).
- Universidad Católica en 2021 fue el primer equipo en ganar cinco campeonatos largos en forma seguida (2010-2018-2019-2020-2021) y ganar un bicampeonato entremedio (2016). Aquello sucedió porque entre 2011 y 2017 se jugaron torneos cortos.
- Universidad Católica en noviembre de 2021 fue el primer equipo tricampeón vigente de Primera División y la Supercopa de Chile en forma simultánea.
- Cobreloa es el equipo de fuera de la Región Metropolitana con más títulos en Primera División, con un total de 8 en su haber.
- Everton fue el primer equipo de fuera de la Región Metropolitana en titularse campeón de la Primera División (1950).
- Huachipato es el último equipo de fuera de la Región Metropolitana, hasta la fecha, en titularse campeón (2023).
- Cobresal es el último equipo de fuera de la Región Metropolitana, hasta la fecha, en ser campeón por primera vez.
- O'Higgins es el único equipo en ser campeón sin jugar un solo partido en su estadio.[47]
- Huachipato se tituló campeón en 1974, Clausura 2012 y 2023. En aquel momento, fue el equipo con la localía más austral del país que ha logrado ese objetivo.[48]
- Temuco es el único club que radica en el sur del país que ostenta un título de primera división (reconocido por la ANFP), aunque lo ganó haciendo de local en la capital uno de sus fusionantes; el Green Cross.
- Los planteles más reducidos de un equipo campeón han sido los de Audax Italiano en 1936 y de Unión Española en 1943, con solo 15 jugadores.[49]

### Rendimientos
- Universidad Católica llegó a 54 partidos como líder del Campeonato Nacional, obteniendo el récord como el puntero más extenso en la historia del fútbol chileno.[50]
- El mayor invicto de partidos en Primera División lo posee Palestino, con 44 partidos (34 ganados y 10 empates), desde la decimosexta fecha del campeonato de 1977 hasta la vigesimosegunda fecha del torneo 1978, año en que se titula campeón, mismo equipo que llegaría a semifinales de la Copa Libertadores con figuras de la talla de Óscar Fabbiani, Manuel Araya, Elías Figueroa, entre otros.[51]
- El récord de partidos invicto considerando una misma edición del torneo nacional de Primera División lo ostenta Universidad de Chile, durante el campeonato nacional 1999, el invicto duró 33 partidos, desde la tercera fecha de la etapa inicial hasta la quinta fecha del octagonal o liguilla por el campeonato.[52]
- Universidad de Chile es el club con más triunfos consecutivos en Primera División con un total de 16 entre las temporadas de 1963 y 1964.
- Cobreloa es el equipo con el mayor invicto de local en Primera División con un total de 91 encuentros sin conocer la derrota, disputados en Calama, entre los años 1980 y 1985. Cobresal terminó con esa racha.
- El mejor inicio de campeonato lo tiene Universidad de Chile en el Clausura 2011, obteniendo 9 victorias en igual cantidad de partidos jugados.[53]
- Magallanes durante el campeonato de 1934 se coronó campeón invicto en torneos largos con el mejor rendimiento en la historia del fútbol chileno con un total de 95,5% final, en donde jugó 11 partidos, ganando 10 y empatando solo uno.
- Universidad de Chile es el campeón con mejor rendimiento en torneos cortos con un 86,3%, obtenido en el Apertura 2014. En aquella instancia jugó 17 partidos, ganando 14, empatando 2 y perdiendo 1.
- Colo-Colo se coronó campeón con el rendimiento más bajo (60,2%) en torneos largos, este fue alcanzando en la temporada de 1970, jugando 39 partidos, ganando 19, empatando 9 y perdiendo 11.
- Magallanes y Colo-Colo son las únicas escuadras que han sido campeones invictos. Los "Carabeleros" lo lograron en la temporada de 1934 y el conjunto "Albo" consiguió esta hazaña durante los torneos de 1937 y 1941.
- Universidad de Chile es el equipo campeón con la mayor cantidad de goles realizada durante una temporada, esta fue en 1962 con una increíble cantidad de 105 dianas a favor. Por su parte Magallanes es el conjunto con menos goles recibidos en el historial con un total de 8, situación ocurrido durante la obtención de su primera estrella.
- Con un 49% de rendimiento en el Apertura 2005, Unión Española es el equipo que ha salido campeón con peor rendimiento en la historia de un campeonato nacional. Le siguen el Huachipato del Clausura 2012 con un 52% de eficacia; y Universidad de Chile y Cobreloa del año 2004 con un 53% de rendimiento en sus respectivos campeonatos (Apertura 2004 y Clausura 2004).

### Equipos

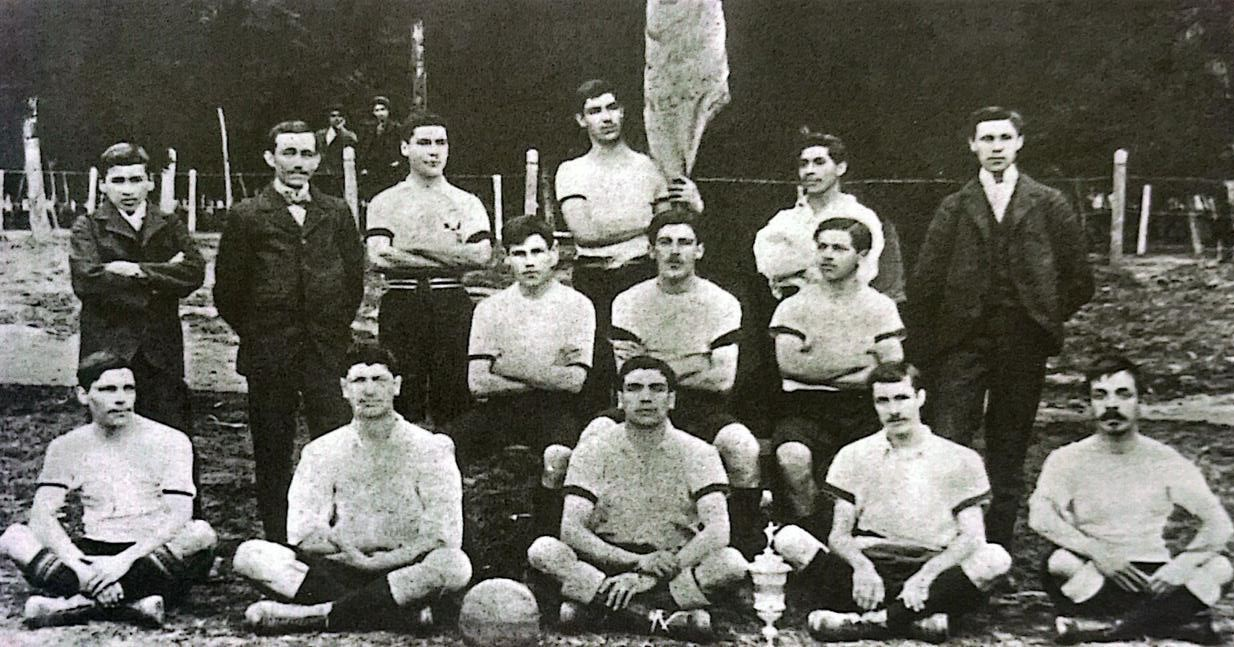
Fundado en 1892 el club Santiago Wanderers de Valparaíso, es el equipo más antiguo en participar en Primera División.

- Colo-Colo es el único club que no ha descendido desde la Primera División a la Primera B.
- Asimismo, Colo-Colo es el único cuadro que ha disputado los 108 torneos jugados en Primera División.
- Santiago Wanderers fue el primer equipo de fuera de la Región Metropolitana en incorporarse a Primera División (1937).
- Unión Española, fundado el 18 de mayo de 1897 (128 años) es el equipo más antiguo en la temporada 2025.
- Deportes Limache, fundado el 01 de diciembre de 2012 (12 años), es el equipo más joven en la temporada 2025.
- Los clubes centenarios que han jugado en la Primera División son: Santiago Wanderers (133 años), Magallanes (127 años), Unión Española (128 años), Rangers (122 años), Fernández Vial (122 años), Santiago Morning (121 años), Trasandino (119 años), Everton (116 años), Audax Italiano (114 años), Ferroviarios (109 años), Ñublense (108 años), Deportes Temuco (109 años), San Luis (105 años), Palestino (104 años) y Colo-Colo (100 años) son los únicos clubes centenarios existentes hasta la fecha que han jugado a lo menos una temporada en la Primera División.
- Para la temporada 2025 los clubes centenarios que juegan en primera división son: Unión Española, Audax Italiano, Everton, Palestino, Ñublense y Colo-Colo.
- Otros clubes centenarios que jugaron en primera división son: Carlos Walker (118 años) desaparecido en 1983, Santiago National (115 años) desaparecido en 1961, Badminton (113 años) desaparecido en 1973, Deportivo Alemán (109 años) desaparecido en 1935, Green Cross (109 años) desaparecido en 1965 (Deportes Temuco), Morning Star (118 años) y Deportes Santiago (121 años) (Santiago Morning).
- Unión San Felipe es el único equipo chileno que ha obtenido el campeonato de Segunda División (1970) y al año siguiente, el campeonato de Primera División (1971).
- Universidad Católica ha sido el único equipo chileno que ha descendido (1955) a la temporada siguiente de haber sido campeón (1954).
- Colo-Colo es el cuadro que más ha aportado jugadores a la Selección Chilena con un total aproximado de 140 jugadores, le siguen Universidad de Chile, con 90 jugadores aproximadamente; Universidad Católica, con 50 y otros equipos como Unión Española, Audax Italiano, Magallanes, O'Higgins y Palestino con cerca de 40 futbolistas.

### Partidos y goleadas históricas
- Las máximas goleadas en la Primera División de Chile son:

| Goleadas     | Resultado |
| ------------ | --- |
| con 14 goles | Ver listaUnión Española 14 – 1 Morning Star en 1934 Magallanes 14 – 1 Santiago National en 1934 Lota Schwager 14 – 1 Rangers en 1978 |
| con 11 goles | Ver listaMagallanes 11 – 0 Morning Star en 1934 |
| con 10 goles | Ver listaColo-Colo 10 – 0 Regional Atacama en 1995 Unión Española 10 – 1 Green Cross en 1934 Universidad Católica 10 – 1 Palestino en 1994 Badminton 10 – 2 Santiago Morning en 1938 Badminton 10 – 3 Deportivo Alemán en 1934 |
| con 9 goles  | Ver listaCobreloa 9 – 0 Regional Atacama en 1983 Palestino 9 - 0 Deportes Temuco en 1998 Colo-Colo 9 – 1 Magallanes en 1939 Universidad de Chile 9 – 1 Magallanes en 1962 Santiago Morning 9 – 1 Rangers en 1982 Cobreloa 9 – 1 Coquimbo Unido en 1999 Audax Italiano 9 – 2 Universidad Católica en 1945 Colo-Colo 9 – 3 Santiago National en 1944 Ferrobádminton 3 – 9 Palestino en 1955 |
| con 8 goles  | Ver listaDeportivo Alemán 0 – 8 Magallanes' en 1934 Colo-Colo 8 – 0 Ferroviarios en 1934 Green Cross 0 – 8 Santiago en 1934 Colo-Colo 8 – 0 Santiago National en 1934 Deportes Temuco 8 – 0 Santiago Morning en 1969 Colo-Colo 8 – 0 Rangers en 1972 Colo-Colo 8 – 0 Naval en 1980 Audax Italiano 8 – 1 Green Cross en 1934 Badminton 1 - 8 Audax Italiano en 1936 Universidad Católica 8 - 1 Santiago National en 1948 Colo-Colo 8 - 1 Badminton en 1949 Universidad de Chile 8 - 1 Everton en 1962 Unión Española 8 - 1 Magallanes en 1965 Universidad de Chile 8 - 1 Unión San Felipe en 1966 Naval 8 - 1 Ñublense en 1981 Colo-Colo 8 - 1 San Luis en 1984 Cobreloa 8 - 1 Magallanes en 1985 Cobresal 8 - 1 Provincial Osorno en 1991 Universidad Católica 8 - 1 Everton en 1994 Cobreloa 8 - 1 O'Higgins en 1994 Universidad de Chile 8 - 1 O'Higgins en C-2016 Magallanes 8 - 2 Badminton en 1936 Santiago Morning 8 - 2 Universidad Católica en 1939 Audax Italiano 8 - 2 Green Cross en 1939 Santiago National 2 - 8 Colo-Colo en 1943 Universidad Católica 8 - 2 Everton en 1947 Audax Italiano 8 - 2 Everton en 1947 Unión La Calera 2 - 8 Colo-Colo en 1963 La Serena 8 - 2 Deportes Antofagasta en 1974 Universidad Católica 8 - 2 Deportes Antofagasta en 1983 Universidad de Concepción 8 - 2 Palestino en C-2003 Universidad Católica 8 - 2 Santiago Morning en A-2008 |

- Los empates con mayor números de goles en Primera División son:

| Pos. |                  | Resultado |                      | Edición       |
| ---- | ---------------- | --------- | -------------------- | ------------- |
| 1    | Badminton        | 6 – 6     | Magallanes           | 1937          |
| 2    | Santiago         | 5 – 5     | Audax Italiano       | 1935          |
| 3    | Santiago Morning | 5 – 5     | Magallanes           | 1953          |
| 4    | Rangers          | 5 – 5     | Universidad de Chile | 1962          |
| 5    | Green Cross      | 5 – 5     | Everton              | 1962          |
| 6    | Everton          | 5 – 5     | Deportes La Serena   | Clausura 2008 |

### Goleadores
- Esteban Paredes es el máximo artillero con 221 goles (hasta el 19 de marzo de 2022).
- Francisco Valdés lo siguen en la historia del fútbol chileno, con un total de 215 goles, y Pedro González con 213.
- Luis Hernán Álvarez es el máximo goleador en un torneo anual, con 37 dianas en la temporada de 1963 jugando para Colo-Colo. Promedió 1,12 goles por partido, en 33 partidos jugados.
- Esteban Paredes es el primer y único jugador en ser goleador en seis torneos diferentes: Apertura 2009, Clausura 2011, Clausura 2014, Apertura 2014, Clausura 2015 y Torneo Nacional 2018.
- Fernando Zampedri es el primer y único jugador de la historia de la Primera División en ser goleador en cinco torneos consecutivos. El argentino, jugando para Universidad Católica, se convirtió en el máximo artillero de los Torneos Nacionales de Primera División de 2020 (20 goles), 2021 (23 goles), 2022 (18 goles), 2023 (17 goles) y 2024 (19 goles), siendo además los cinco torneos largos.
- Patricio Galaz con Cobreloa es el máximo goleador en un torneo corto, convirtiendo 23 goles en 25 partidos disputados durante el Torneo Apertura 2004, y si se considera el Clausura superaría a Luis Hernán Álvarez como máximo goleador del fútbol chileno por sus 42 goles en la temporada 2004. Promedio de 0,875 gol por partido, en 48 partidos jugados, 24 en cada torneo. En aquella temporada fue elegido como el Goleador del Mundo.
- Luka Tudor es el futbolista que más goles ha hecho en un partido de Primera División, con 7 goles en un partido donde Universidad Católica venció 8 a 3 a Deportes Antofagasta en 1993.
- El uruguayo Carlos Aguiar tiene registro del gol más rápido de la historia de los Torneos Nacionales de Primera División a los 7,3 segundos jugando para Huachipato contra Universidad de Chile en 2010.
- René Meléndez fue el primer goleador del certamen con un equipo fuera de la Región Metropolitana, lo logró con Everton tras anotar 30 goles en 1952.
- Carlos Caszely es el único futbolista chileno que ha sido el máximo goleador de tres torneos largos consecutivos en un mismo equipo, Colo-Colo: 1979 con 20 goles, 1980 con 26 goles y 1981 con 20 goles.
- Dos son los extranjeros en ser máximos anotadores de tres torneos largos consecutivos: el paraguayo Eladio Zárate jugando para Unión Española los años 1967 (28 goles), 1968 (32 goles) y 1969 (22 goles), y el argentino Oscar Fabbiani jugando para Palestino los años 1976 (23 goles), 1977 (34 goles) y 1978 (35 goles).
- Rubén Martínez es el único futbolista chileno en salir goleador en tres torneos largos consecutivos con dos equipos diferentes: 25 goles con Cobresal en 1989, 22 goles con Colo-Colo en 1990 y 23 goles con Colo-Colo en 1991.
- Goleadores en torneos no consecutivos, han sido, en cuatro oportunidades, el paraguayo Eladio Zárate jugando para Unión Española en 1967, 1968, 1969 y Universidad de Chile en 1971 y en tres oportunidades lo logró Carlos Campos jugando para Universidad de Chile en las temporadas de 1961, 1962 y 1966.
- Jaime Riveros es el jugador que ha convertido más goles de manera consecutiva, hizo 21 goles en 15 partidos en Apertura 2004 jugando por Santiago Wanderers.

### Jugadores

El Italiano Gino Iacoponi, primer jugador extranjero en marcar un gol en el primer campeonato de Chile de 1933.

- Adolfo Nef (Lota Schwager, Universidad de Chile, Colo-Colo, Universidad Católica, Magallanes y San Luis), es el futbolista con más presencias en Primera División, con un total de 625 partidos entre los año de 1963 y 1987.
- Nicolás Millán es el futbolista chileno más joven en debutar en la historia de la Primera División con 14 años y 10 meses en un encuentro jugado entre Colo-Colo y Santiago Wanderers en el año 2006.
- José María Buljubasich, jugando en la Universidad Católica, posee el récord de ser el arquero con mayores minutos sin recibir un gol, con 1.352 minutos en el Torneo de Clausura 2005.
- Salvador Gálvez, jugando por Unión San Felipe tiene el récord de haber atajado la mayor cantidad de penales en un partido de Primera División con un total de 3. Las tapadas las logró jugando contra San Luis de Quillota en la temporada de 1963.
- Luis Mena es el futbolista con más títulos en la historia de Primera División con un total de 11, todos con Colo-Colo entre los años 1996 y 2014. Le siguen con 9 títulos Johnny Herrera y David Henríquez, el primero obtuvo 8 títulos con Universidad de Chile y 1 con Everton; por su parte Henríquez obtuvo 8 títulos con Colo-Colo y 1 con Universidad Católica. Le siguen con 8 títulos José Pedro Fuenzalida y Gonzalo Fierro. El primero obtuvo 7 títulos con Universidad Católica, y 1 con Colo-Colo. El segundo obtuvo todos ellos con Colo-Colo. Finalmente con 7 tenemos a Raúl Ormeño (todos con Colo-Colo), Jaime Pizarro (6 con Colo-Colo y 1 con Universidad Católica), Leonel Sánchez (6 con Universidad de Chile y 1 con Colo-Colo), Arturo Sanhueza (6 con Colo-Colo y 1 con Santiago Wanderers), Miguel Riffo (todos con Colo-Colo) y Rodrigo Meléndez (todos con Colo-Colo).
- Marcelo Barticciotto (argentino) es el futbolista extranjero con más títulos en Primera División con un total de 7, todos conseguidos con Colo-Colo (posteriormente se nacionalizó chileno).
- Iván Mayo fue el primer futbolista chileno en ser fichado por un equipo extranjero, siendo transferido de Colo-Colo al Club Atlético Vélez Sarsfield de Argentina en 1933.
- Julio Miranda de Audax Italiano anotó el primer gol en el profesionalismo. El tanto fue convertido a los cuatro minutos del primer tiempo, en donde el cuadro itálico se impuso por 3 a 1 a Morning Star.
- El italiano Gino Iacoponi, fue el primer futbolista extranjero en marcar un gol en Primera División, dicha diana fue convertida a los seis minutos del primer tiempo en el pleito entre Audax Italiano y Morning Star.

### Estadios

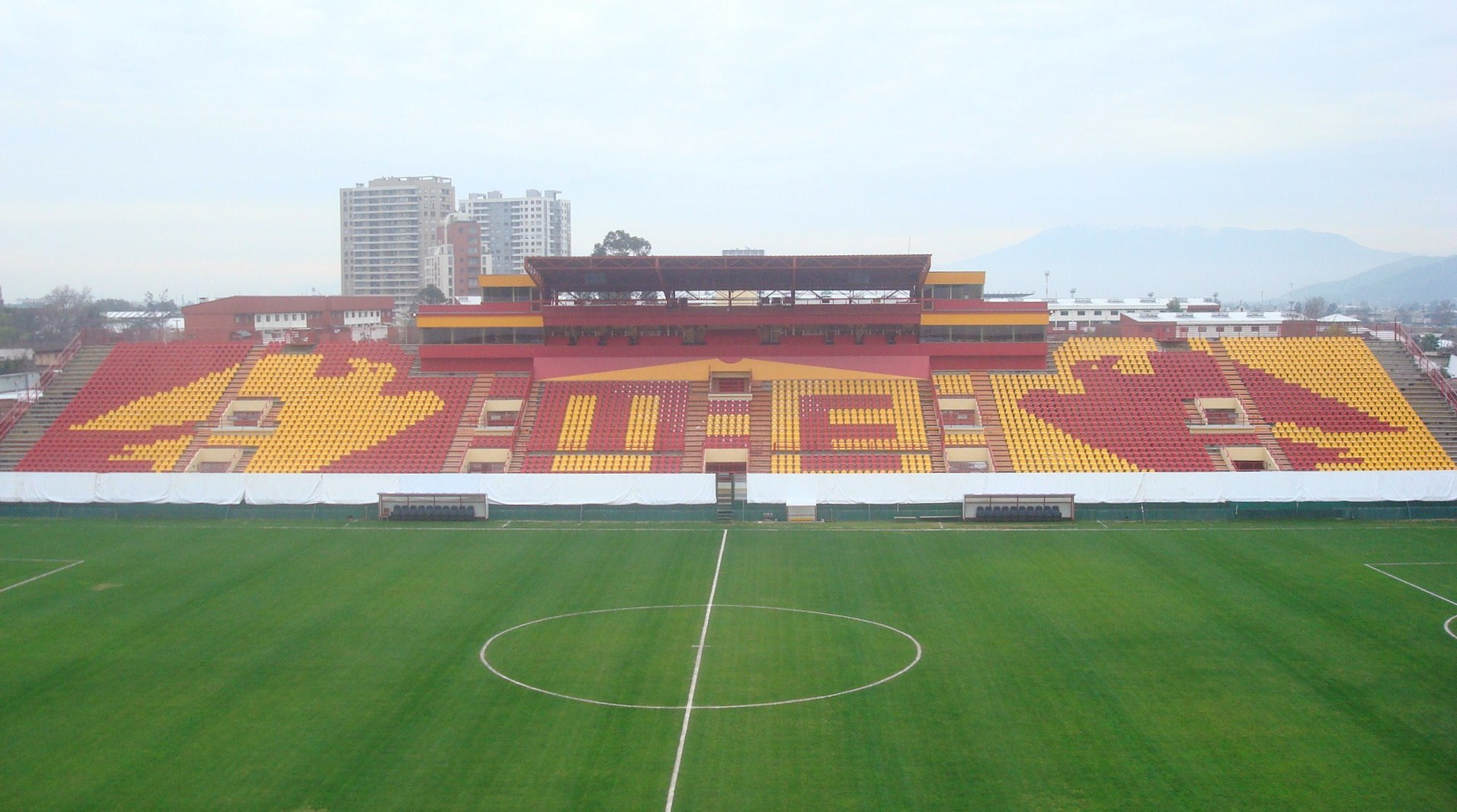
Estadio Santa Laura.

- El estadio Santa Laura, inaugurado en 1923, es el recinto deportivo más antiguo entre los que acogen la Primera División para la temporada 2024 con 102 años de existencia. Le siguen el Sausalito (95 años) y el Nacional (86 años).
- El estadio Huachipato-CAP Acero es el más nuevo de la actual temporada al ser inaugurado en 2009.
- El Estadio Nacional Julio Martínez Prádanos y el Estadio Monumental tienen la mayor capacidad de público sentado en la Primera División para la temporada 2018 con 47.000 espectadores aproximadamente. Ambos estadios están en el Gran Santiago.
- Aparte el Estadio Nacional es uno de los estadios con más historia en el fútbol chileno, ya que se ha estado presente en 74 de las 81 temporadas del fútbol chileno, solo superado por el estadio Santa Laura con 81 participaciones en total.
- Asimismo en los pastos del Estadio Nacional se han disputado y/o entregado más de la mitad de los títulos oficiales de Primera División (49 aproximadamente), desde su apertura en 1938 y a la vez, casi todos los campeones del fútbol chileno han levantado una corona en sus pastos, siendo los equipos de Colo-Colo y Universidad de Chile que con 16 y 13 veces respectivamente lo que más han triunfado en ella. Los únicos equipos campeones que no han logrado el título en él han sido; Cobreloa, Cobresal, Magallanes, Santiago Morning, Huachipato y Unión San Felipe
- El Estadio San Carlos de Apoquindo ha sido escenario de vueltas olímpicas a nivel nacional e internacional. Universidad Católica fue campeón de Copa Interamericana 1994, Apertura 2002, Torneo Oficial 2010, Clausura 2016, Torneo Oficial 2019 y Torneo Oficial 2020.
- El Estadio Monumental es el segundo recinto donde más se han disputado títulos oficiales con un total de 12, sin embargo al ser un estadio privado, solo Colo-Colo y Cobreloa han ganado títulos en él.
- El Estadio Municipal de Calama es el estadio de región que más veces se ha definido un campeón con un total de 6 y que también registra el mejor invicto de un equipo local, este le pertenece a Cobreloa que con 91 partidos sin conocer la derrota entre los años 1980 y 1985 mantiene récord a nivel sudamericano y quinto a nivel mundial.
- Otros estadios que han erigido o proclamado al campeón de una edición han sido: Carlos Dittborn (Arica), CAP (Talcahuano), Collao (Concepción), El Cobre (El Salvador), El Teniente (Rancagua), Elías Figueroa (Valparaíso), Francisco Sánchez Rumoroso (Coquimbo), Germán Becker (Temuco), Municipal de Calama (Calama), Municipal de San Felipe (San Felipe), San Carlos de Apoquindo (Santiago), Santa Laura (Santiago) y Sausalito (Viña del Mar).
- El Estadio El Morro de la ciudad de Talcahuano, es considerado el más antiguo que ha pasado por Primera División, ya que la cancha del estadio data del año 1900, aunque la apertura oficial del estadio fue en 1949.
- Otros importantes estadios o complejos deportivos que han acogido a la Primera División de Chile y que actualmente se encuentran demolidos o en desuso son:
  - Campos de Sports (cierre. 1937)
  - Estadio de Carabineros (cierre. 1945)
  - Estadio Independencia (cierre. 1971)
  - Estadio Ferroviario de Ovalle (cierre. 1991)
  - Estadio Las Higueras (cierre. 2008)
  - Hugo Arqueros Rodríguez (cierre. 2012)
  - Estadio Militar
  - Estadio Reinaldo Martín Müller del Bosque
  - Estadio El Vulco de San Bernardo